# Венесуела
Венесуе́ла (ісп. Venezuela, МФА: [β̞e.neˈswe.la], «мала Венеція»), офіційно Боліваріа́нська Респу́бліка Венесуе́ла (ісп. República Bolivariana de Venezuela, МФА: [reˈpu.β̞li.ka β̞o.li.β̞aˈɾja.na ð̞e β̞e.neˈswe.la]) — країна на півночі Південної Америки на узбережжі Карибського моря, межує на сході з Гаяною, на півдні — з Бразилією, на заході — з Колумбією. До складу Венесуели входять також близько сорока островів, найбільший — острів Маргарита. За даними перепису населення 2011 року, чисельність населення перевищує 28 400 000, а за підрахунками в липні 2020 року — 28 435 940 осіб.
Площа — 916 445 км2.
Столиця — місто Каракас.
Офіційна мова — іспанська. Грошова одиниця — венесуельський болівар. Національне свято — День незалежності, що святкується 5 липня від 1811 року.

## Географія

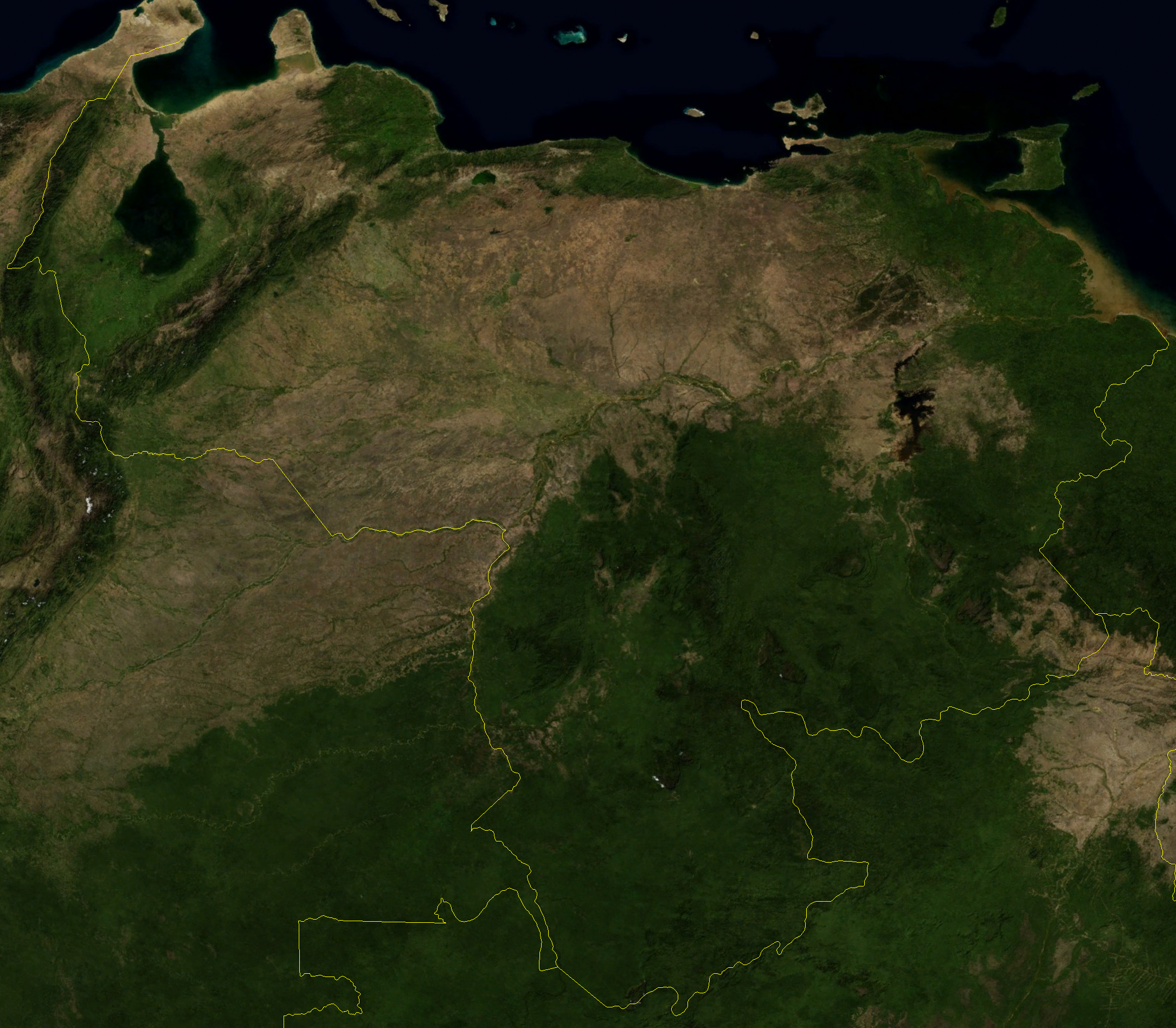
супутникова карта Венесуели

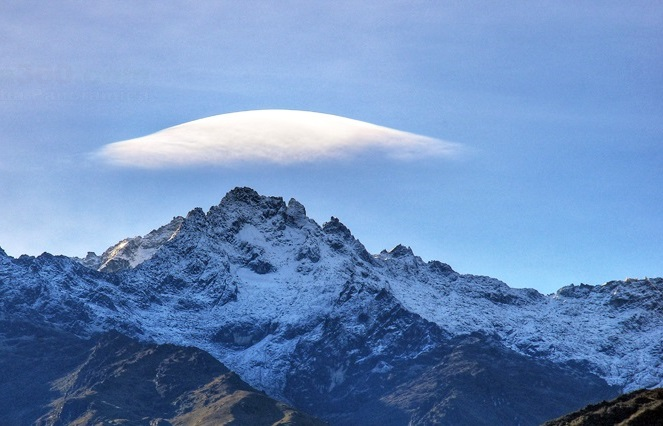
Піко-Болівар — найвища гора Венесуели

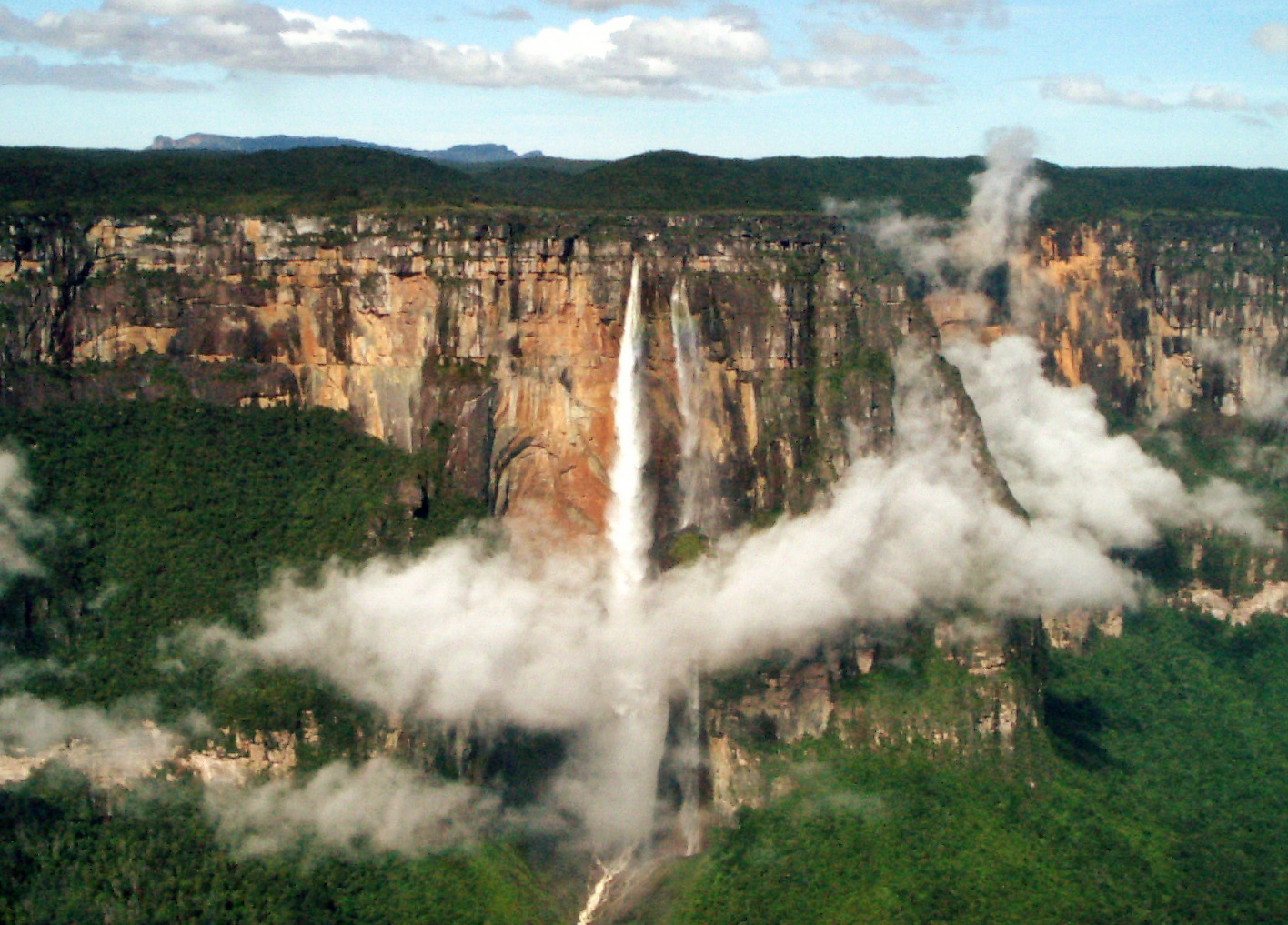
Водоспад Анхель — найвищий у світі водоспад

Територія Венесуели розташована на півночі Південної Америки. Його межа дуже близька до лінії наземного Еквадору, тому є частиною міжтропічної зони. Країна розташована на північному узбережжі Південної Америки і займає більшу частину Південноамериканського Карибського басейну. На півночі він має свій морський простір у Карибському морі та Атлантичному океані. Його географічні межі: Карибське море (північ), Колумбія та Бразилія (південь), Гаяна (схід) і Колумбія (захід), морська територія межує з Тринідад і Тобаго, Домініка, Домініканська Республіка, Гренада, Сент-Кітс і Невіс, Сент-Вінсент і Гренадини, Франція (Гваделупа і Мартиніка), Велика Британія (Монтсеррат), Нідерланди (Аруба, Кюрасао і Бонайре) та США (Пуерто-Рико і Американські Віргінські Острови).
Венесуела — країна гір, рівнин і лісів. Основні природні райони: гірська область Анд, западина Маракайбо, Льянос і Гвіанське нагір'я. Гори Анди й озеро Маракайбо на північному заході, рівнини в центрі, дельта річки Ориноко на сході, Гаянська височина на південному сході. Його географія дає йому велике різноманіття природних ресурсів, головним чином енергії та корисних копалин, а також видів та екосистем.
Густа річкова мережа Венесуели має вкрай нерівномірні витрати впродовж року і бурхливі літні повені. Велика частина території належить басейну Ориноко, площа поверхні якої становить близько одного мільйона квадратних кілометрів, розмір басейну — подібний до Дунай — робить його третім за величиною в Південній Америці, і він дає потік близько 33 тис. м³/с, що робить Ориноко третьою за величиною рікою у світі, а також однією з найцінніших з точки зору відновлюваних природних ресурсів, також яка практично на всій своїй течії в межах Венесуели приймає численні притоки. Ліві притоки (Апуре, Араука, Капанапара) мають рівнинний характер течії з можливістю судноплавства. У сезон дощів вони широко розливаються, затоплюючи великі площі. Праві притоки, що беруть початок у Гвіанському нагір'ї (Кароні, Каура, Вентуарі), мають багато порогів і водоспадів, у тому числі найвищий у світі водоспад Анхель.
На півдні країни існує таке рідкісне явище, як біфуркація річок: від Ориноко у верхній течії відгалужується річка Касік'яре, що несе свої води в Ріу-Негру, притоку Амазонки. Короткі річки, потоки з північних схилів Анд, впадають безпосередньо у Карибське море або озеро Маракайбо. Із підсумовування річок судноплавними є 5400 км. Основні озера країни — озеро Маракайбо — найбільше в Південній Америці — відкрите до моря через природний канал і озеро Валенсія. Інші великі водойми — водосховище Гурі, лагуна Альтаграсія, водосховище Каматагуа та лагуна Мукубаджі в Андах.

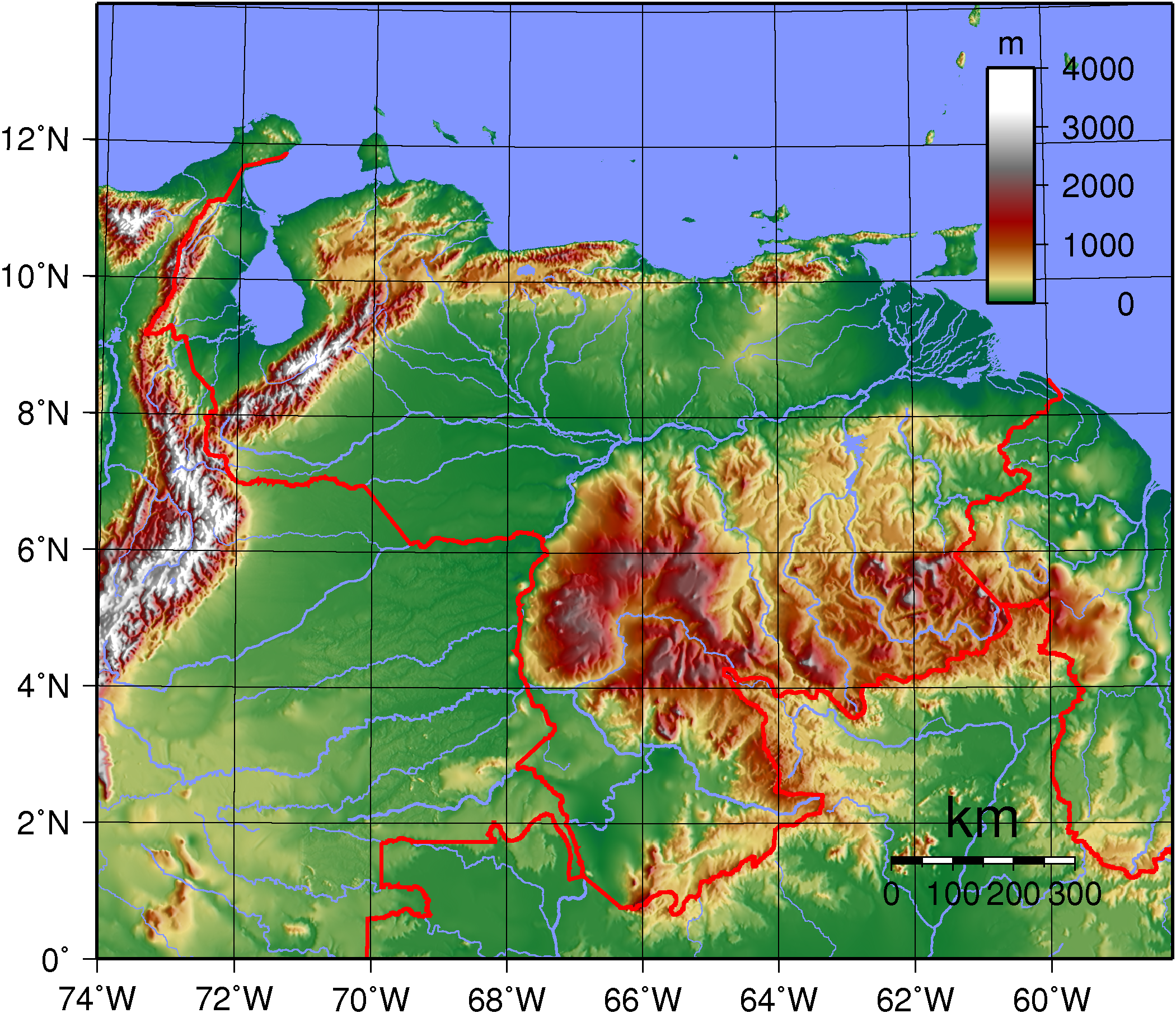
топографічна карта Венесуели

Оскільки країна розташована в міжтропічній зоні, широта мало впливає на клімат, який, як правило, теплий та дощовий, але завдяки орографії, домінуючому напрямку вітрів, позиції відносно течій морський і перш за все висотний (оскільки середньорічна температура знижується лише з висотою), тут надзвичайно різноманітний клімат. Амплітуда річної температури дуже мізерна по всій країні (вона ніколи не перевищує 4 °С різниці), що має постійні температури протягом більшої частини року, тому у Венесуелі період, що відповідає дощовим місяцям, називають зимовим і влітку до сухого сезону.
Різні типи клімату Венесуели можна визначити відповідно до Класифікація кліматів Кеппена як:
- Тепла погода

Спостерігаться від рівня моря до 300 метрів над рівнем моря. Середньорічна температура перевищує +26 °C. Охоплює більшу частину території країни, поділяючись на тропічний клімат Сабана (Aw), Мусон (Am), тропічний ліс (Af), Тепла пустеля (BWh) і жаркий семіаридний клімат
- Прохолодна погода

Спостерігається на висотах від 650 до 1600 метрів над рівнем моря. Середньорічна температура коливається від +18 до + 23 °C, поділяється на; субтропічний морський клімат (Cwa) і субтропічний морський клімат (Cwa).
- Холодна погода

Температура коливається від 0 до + 10 °C.клімат тундри (ET) і постійного морозу (EF).

біокліматичні ландшафти
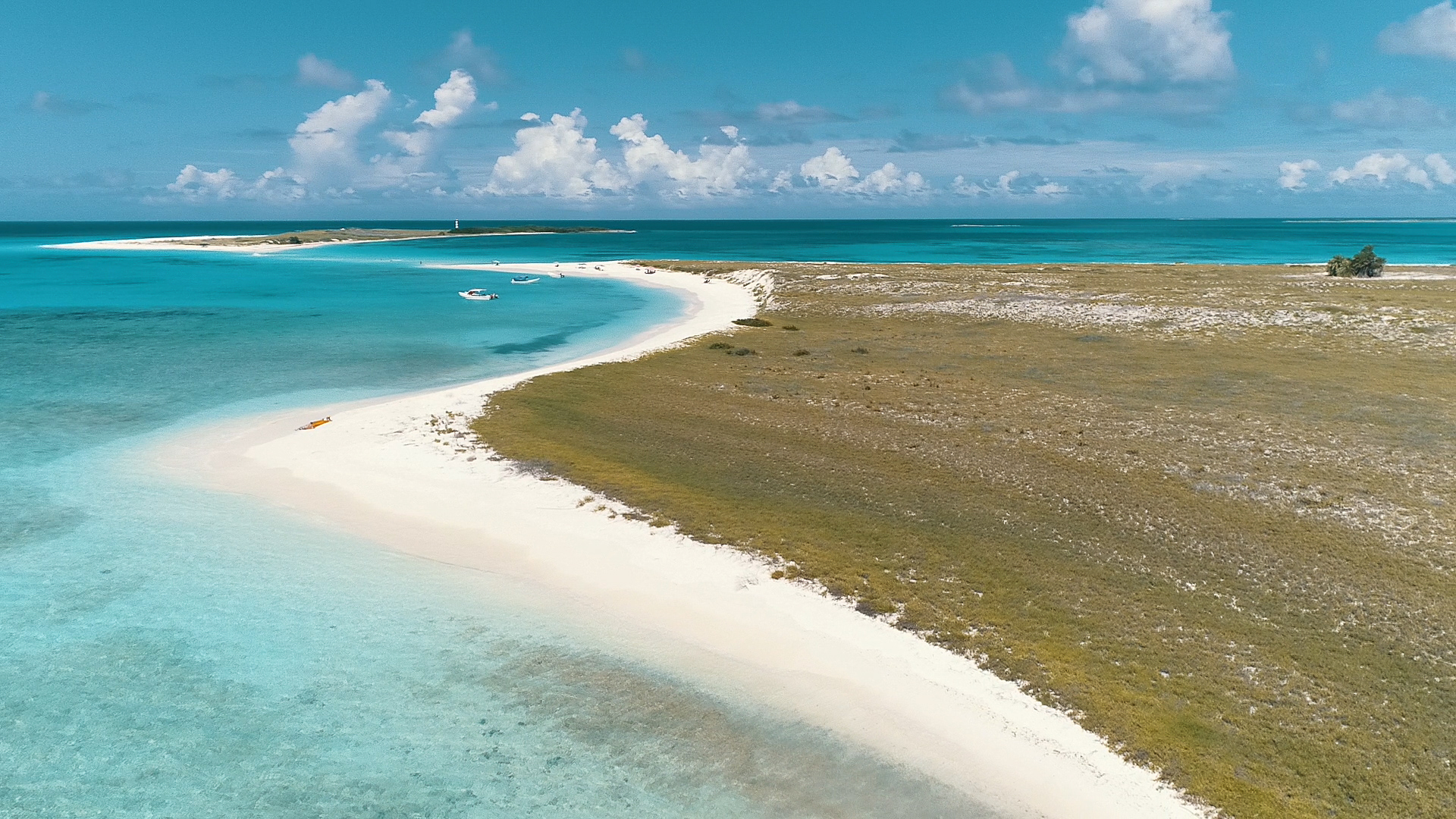
Полуарид, лос-рокес
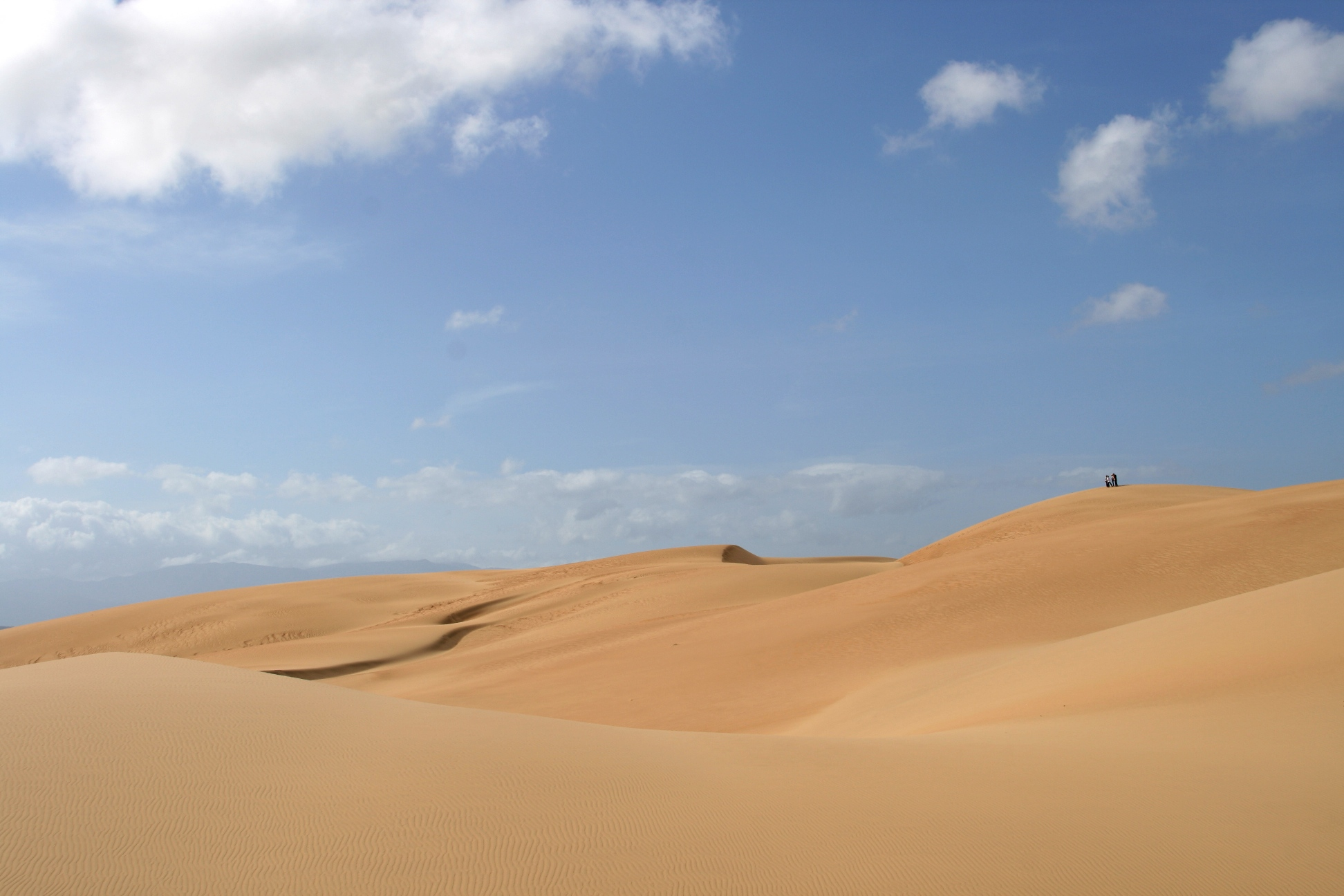
Національний парк Меданос де Коро
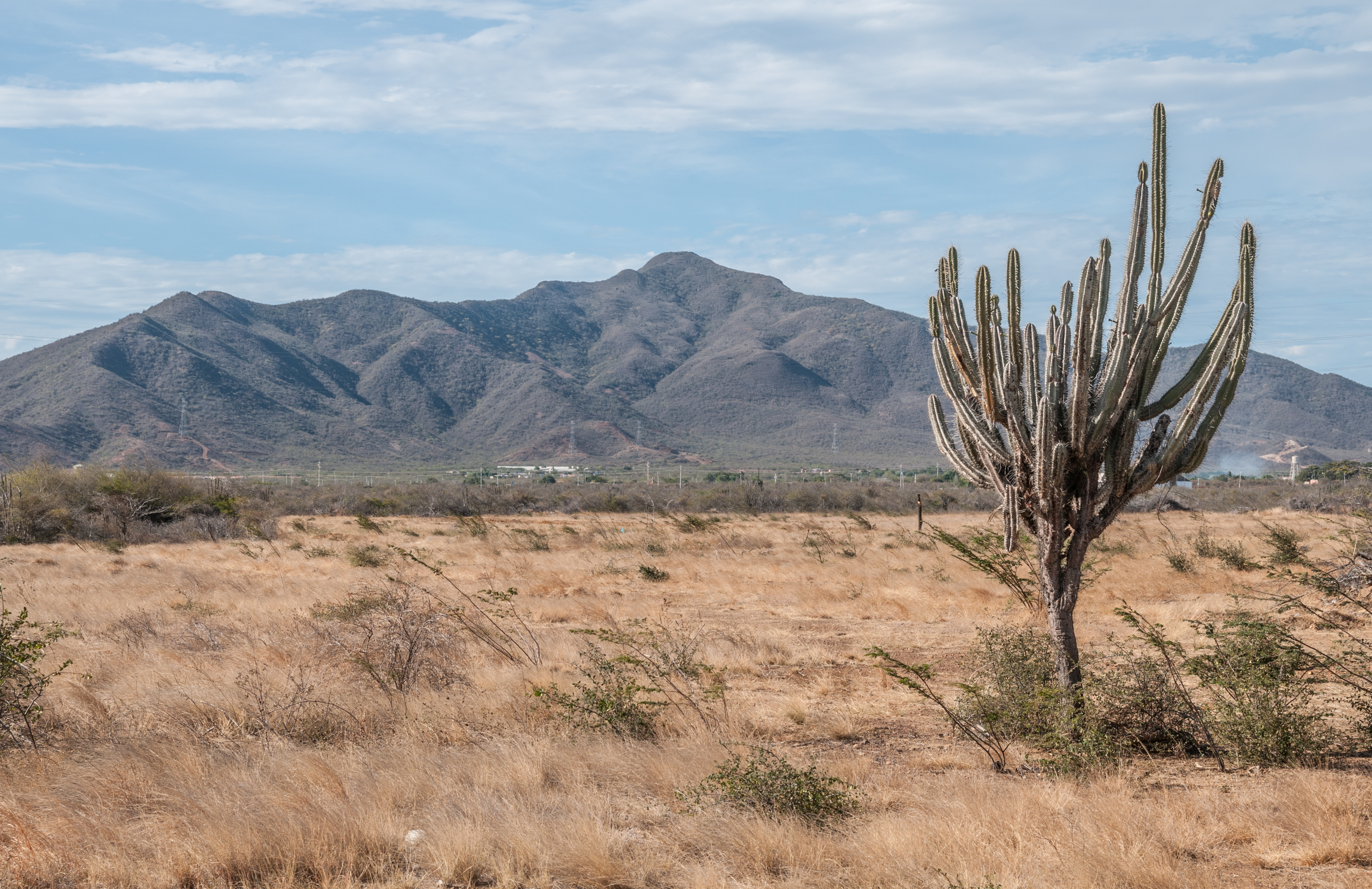
Суха пустеля острів Маргарита
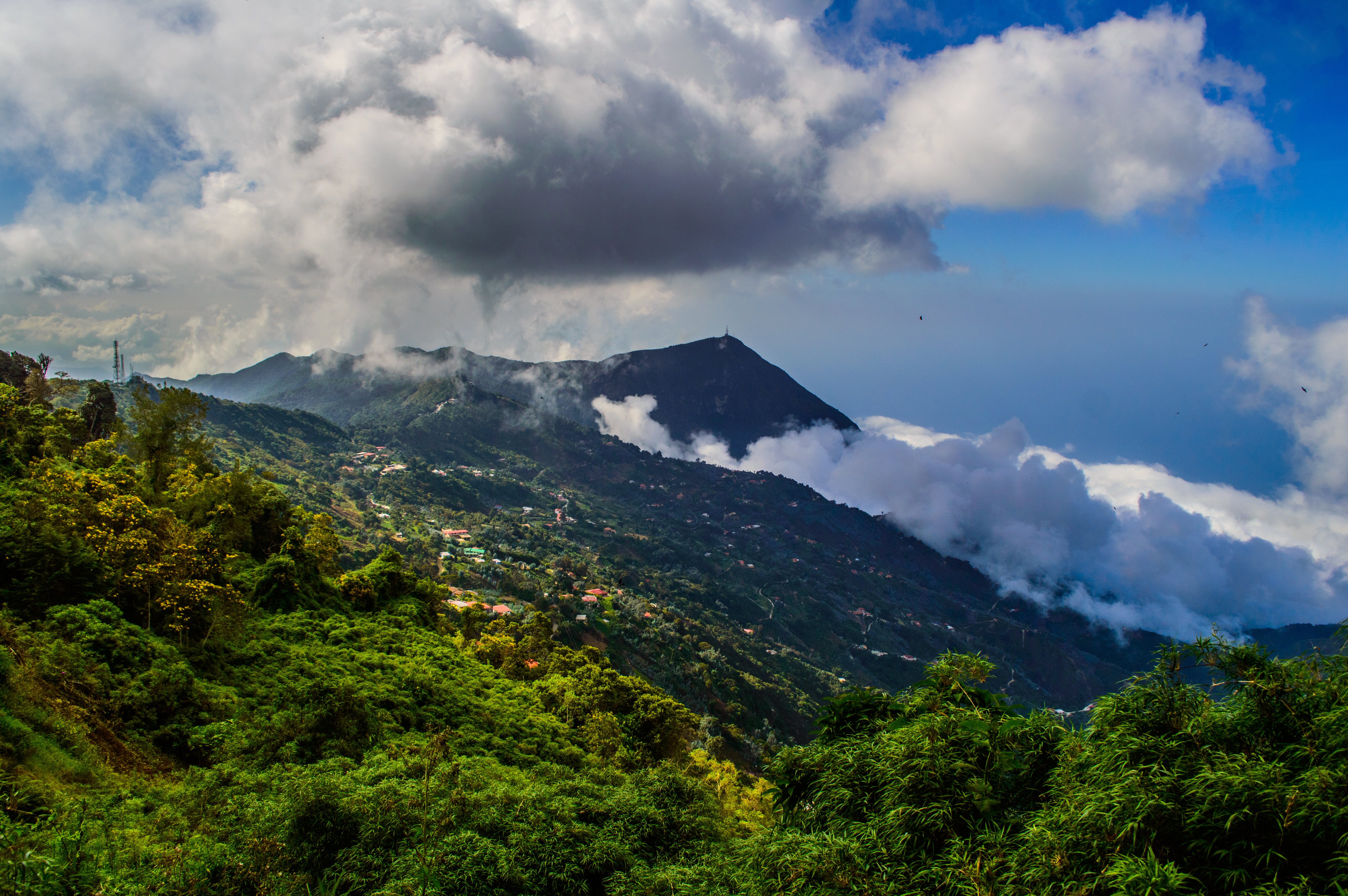
Береговий гірський хребет. варгази.
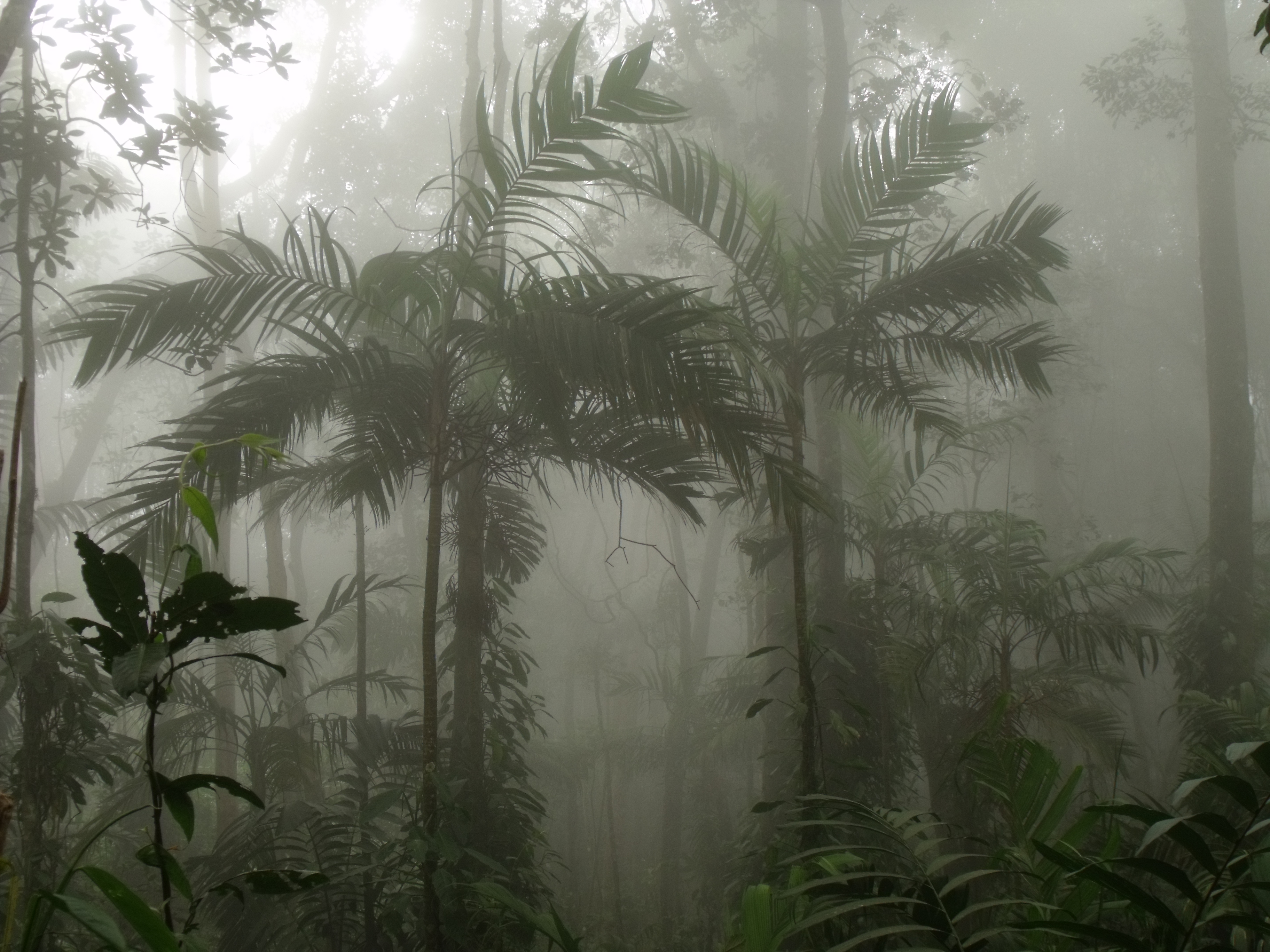
Вологі джунглі
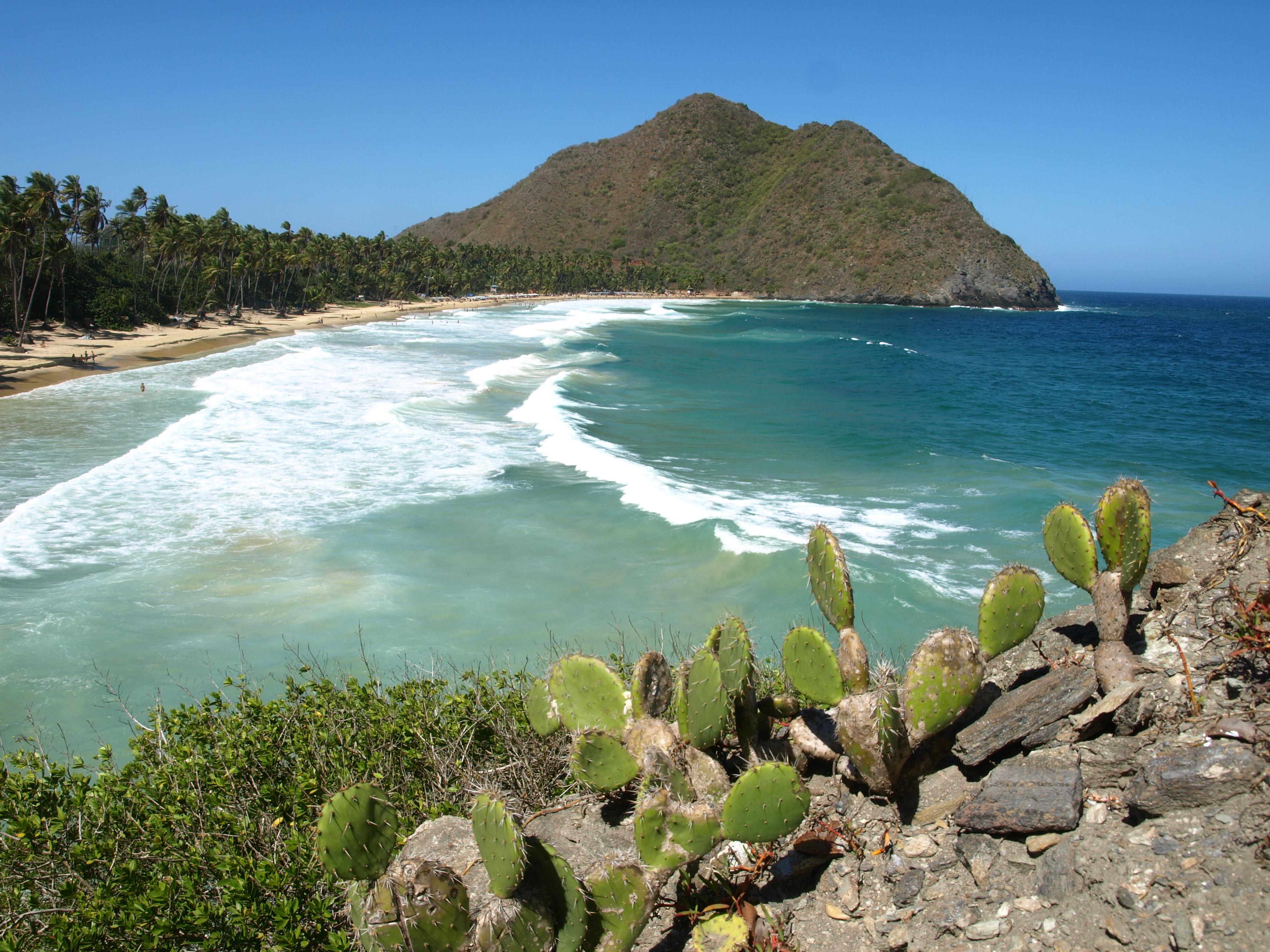
Прибережний гірський хребет пляж. Хороні, арагуа.
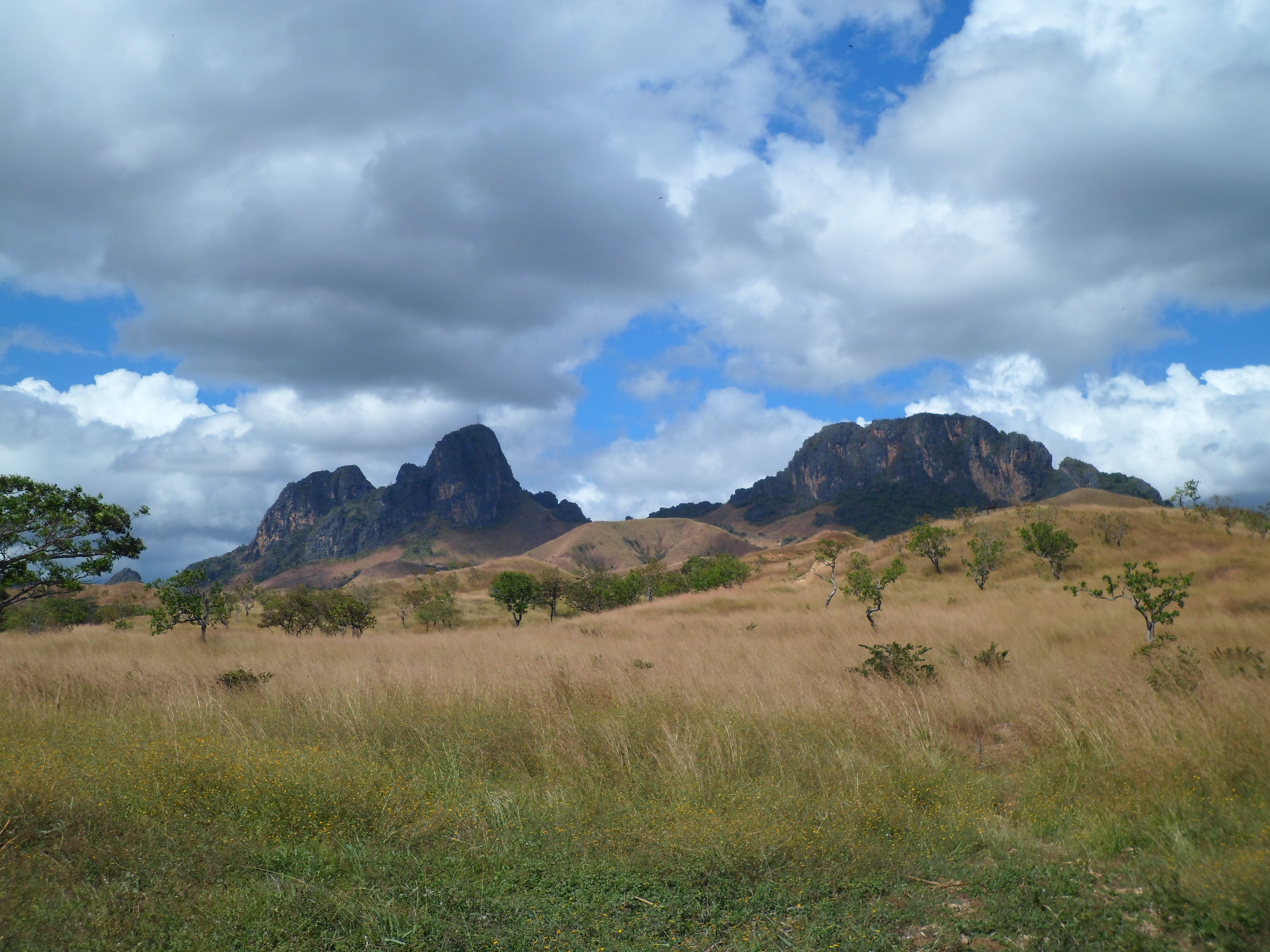
Суха савана. Клімат моррос де гуаріко.
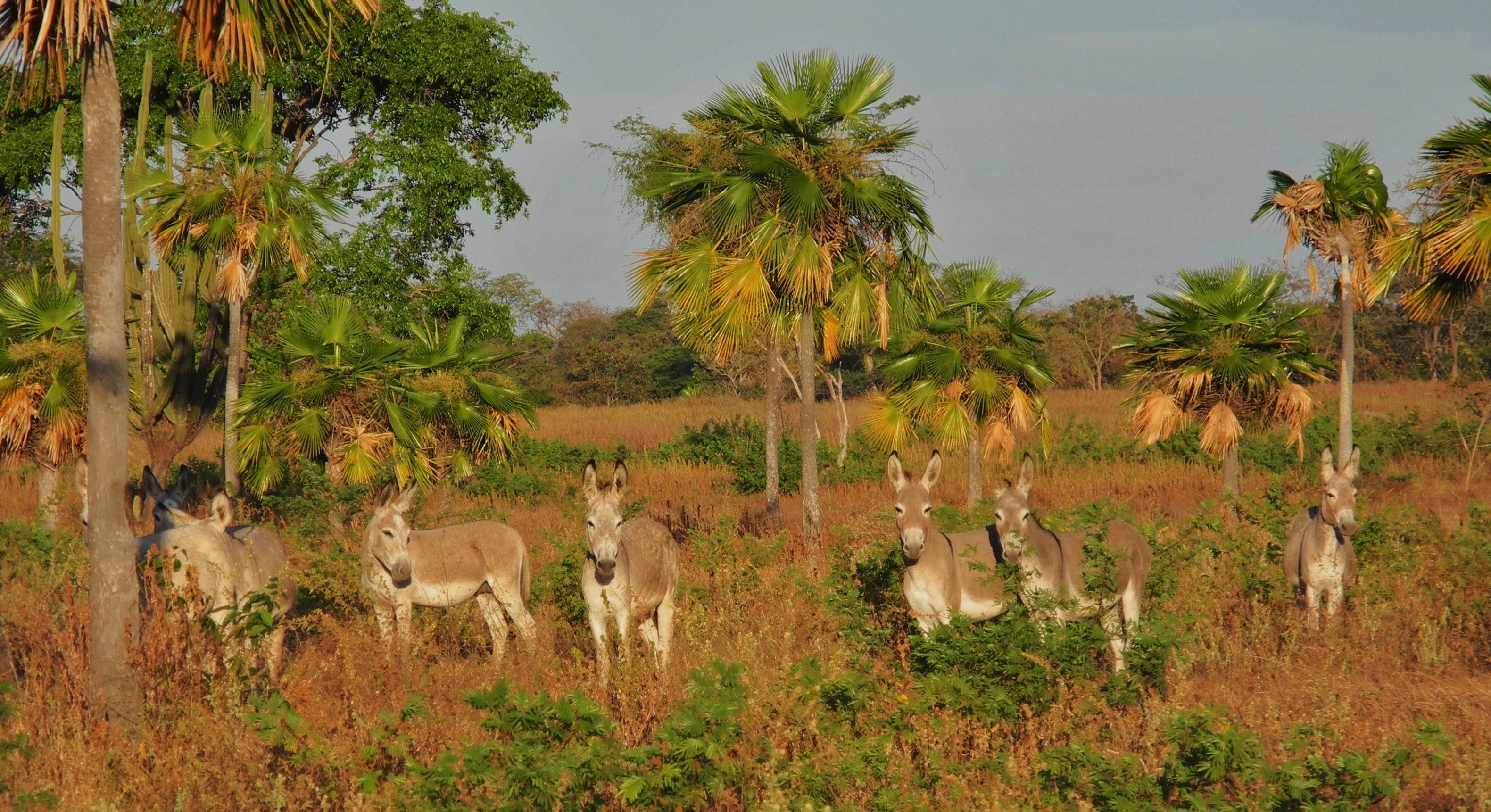
Сухі савани Гуаріко
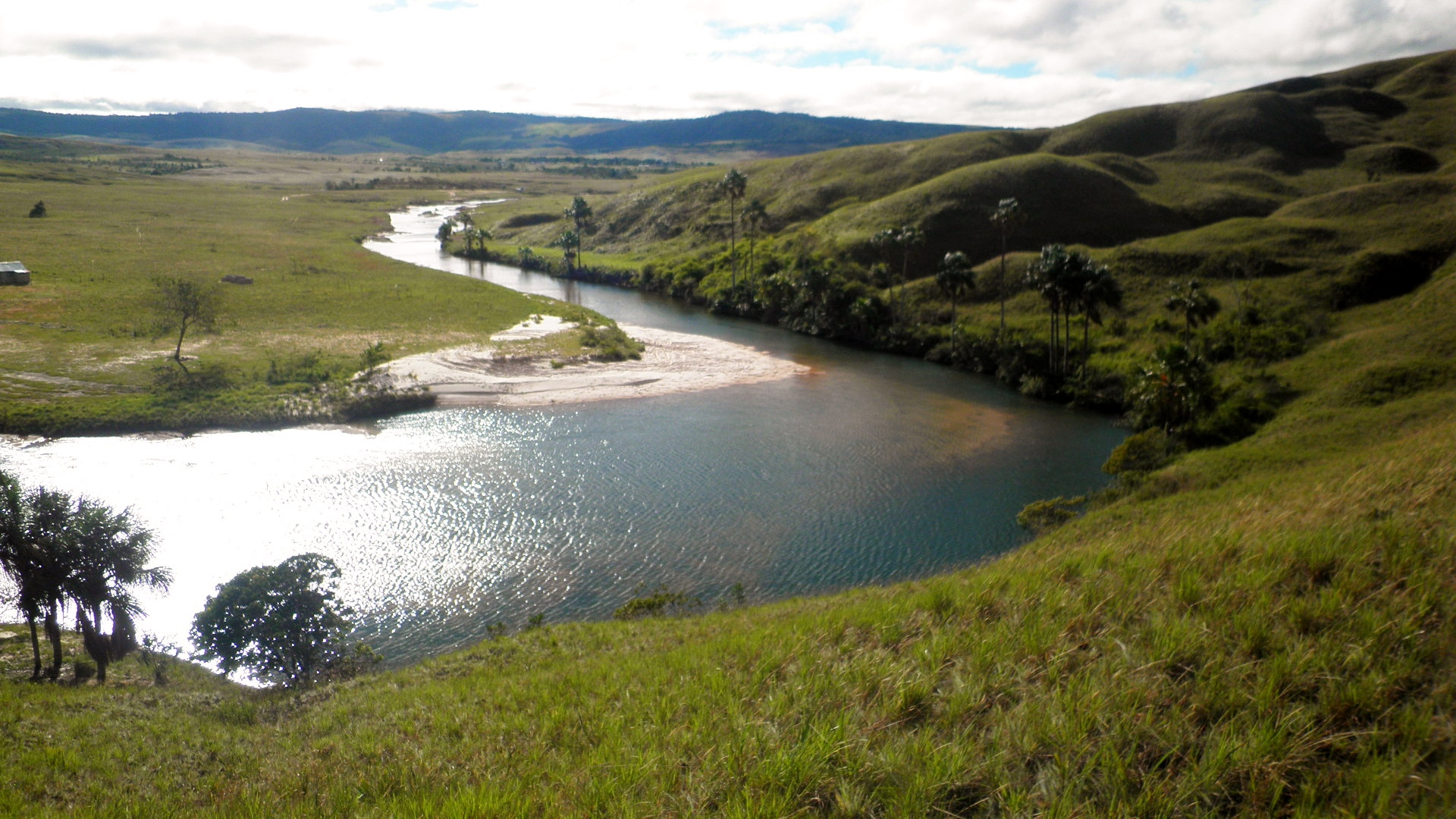
Волога савана, національний парк Гран-Сабана, болівар.
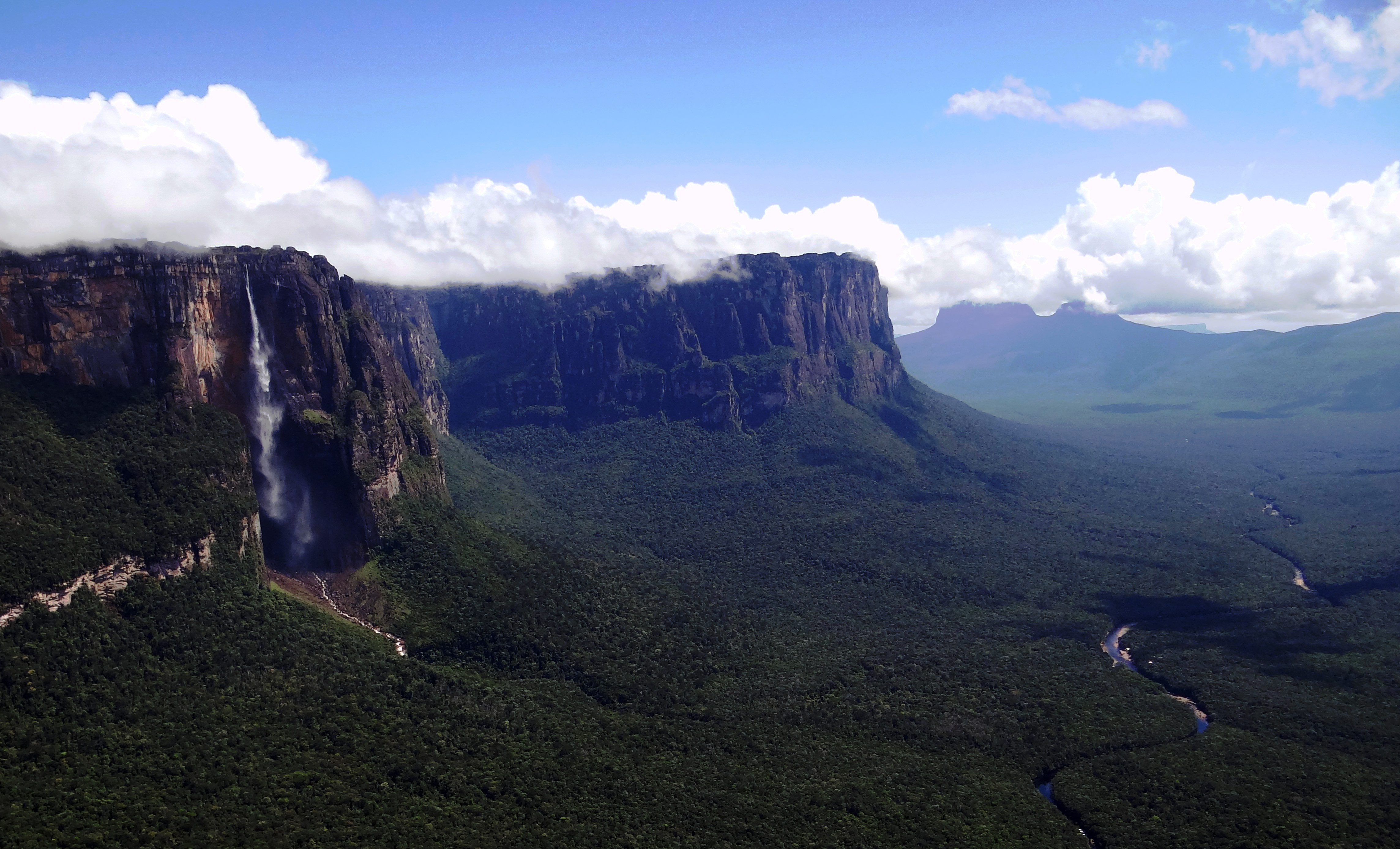
Вологий субтропічний, Національний парк Канайма, Болівар
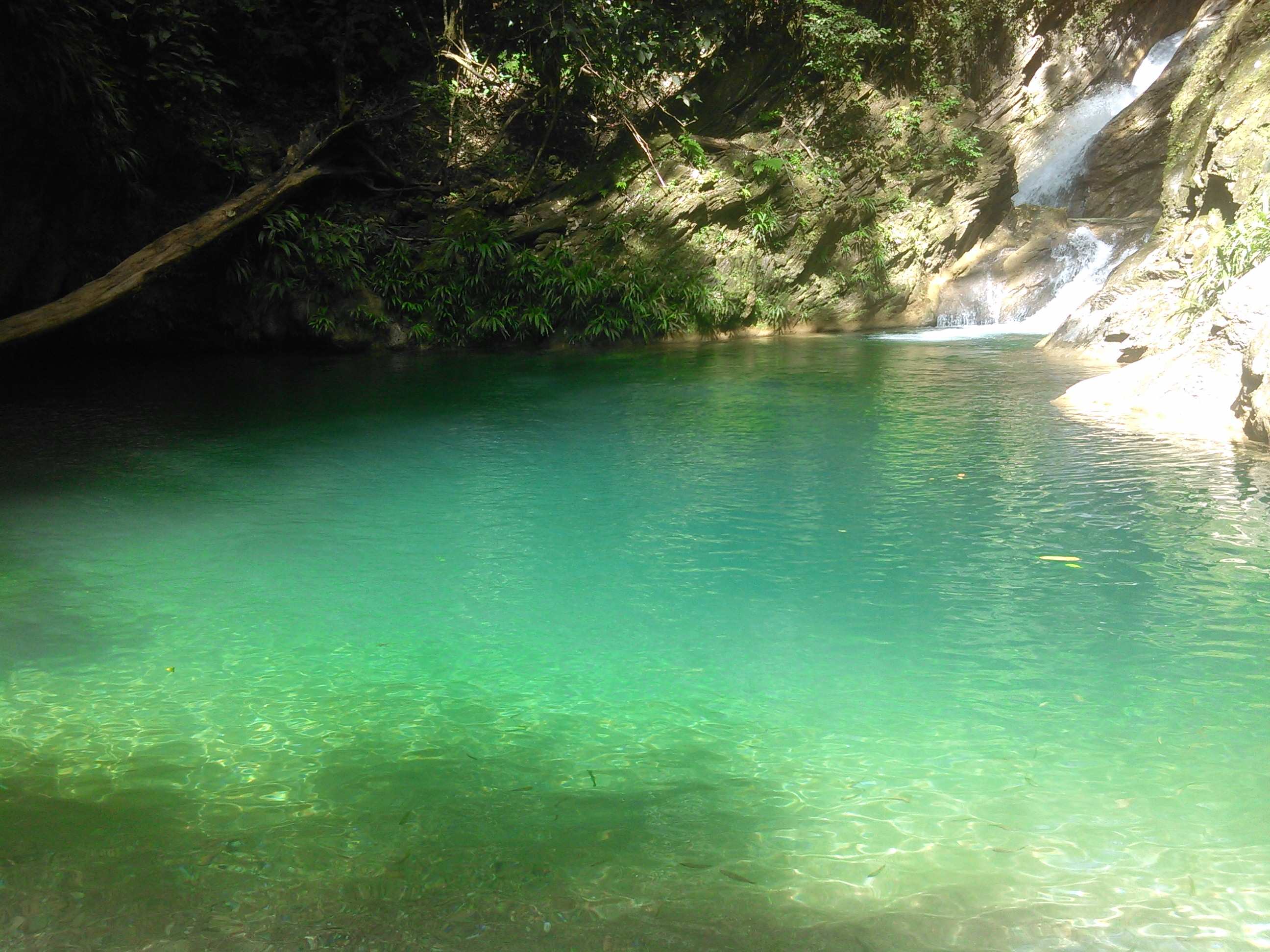
Змішані джунглі й кристалічна річка, коджеди.
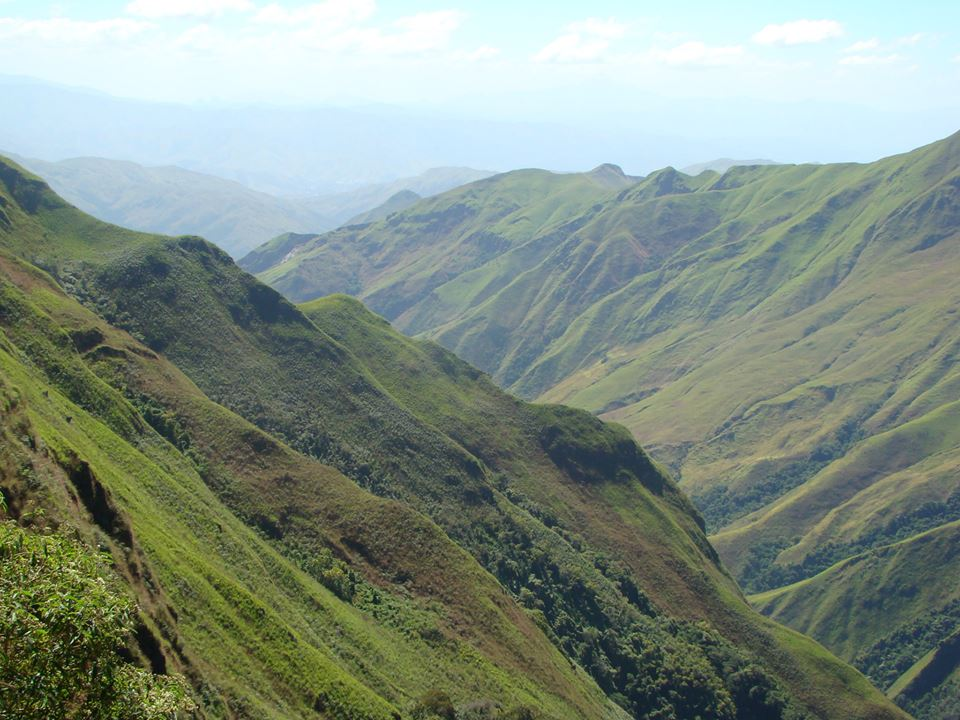
Долини Арагуа
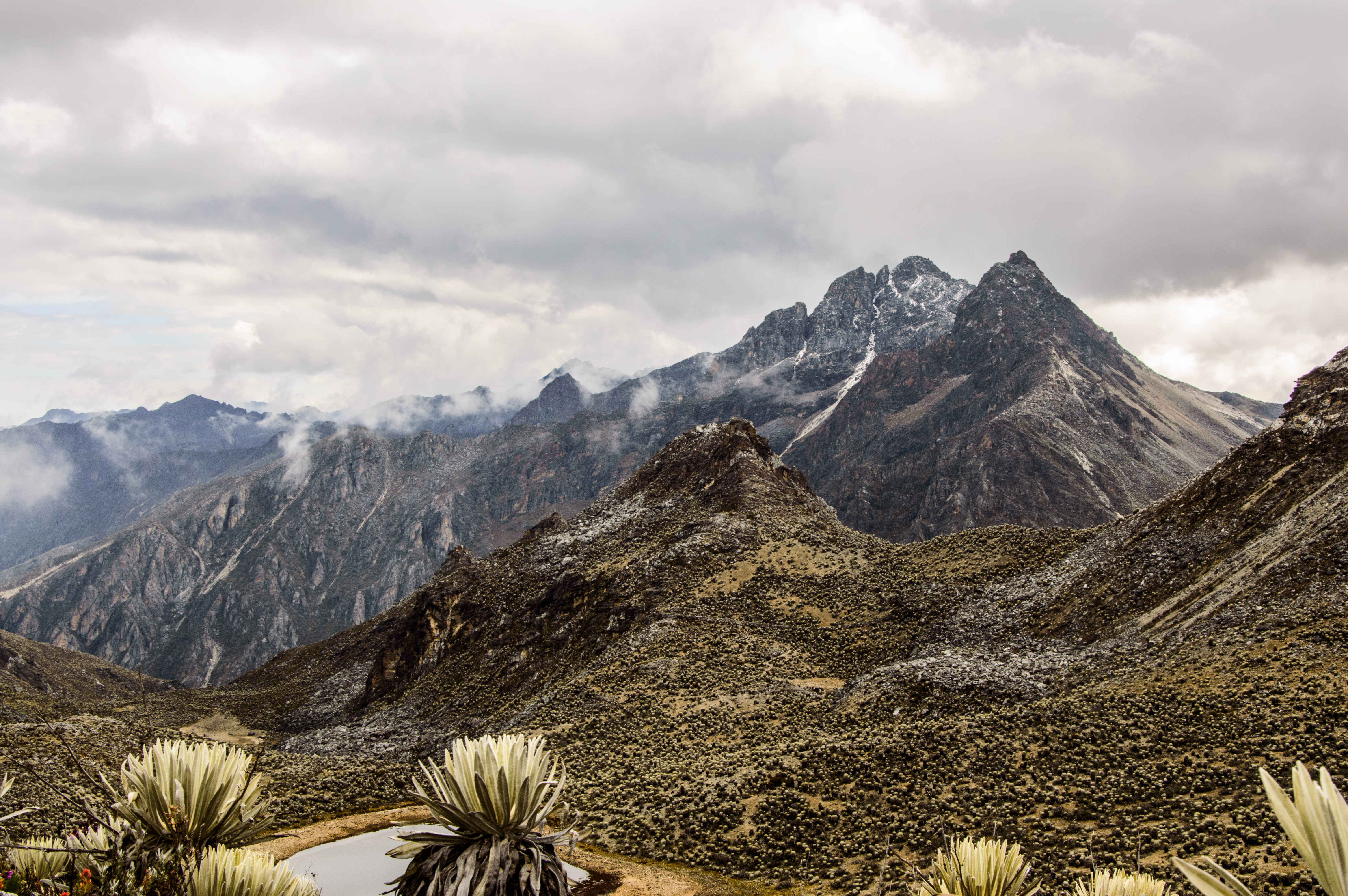
Тундра. Pico humboldt.
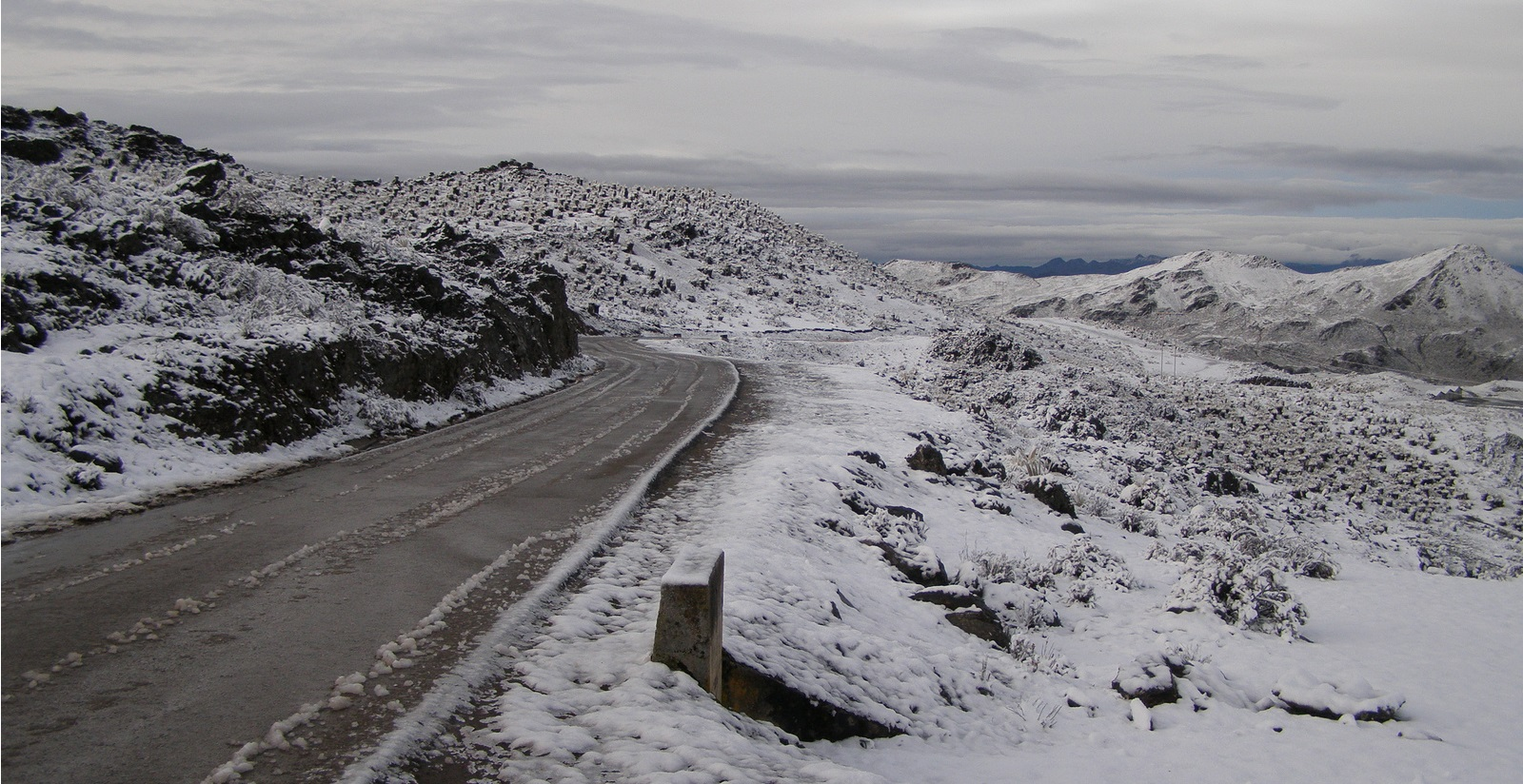
Альпійський клімат на вершині Ель-Агіла, Мерида.

Флора Венесуели складається з великої різноманітності унікальних рослин; Близько 38 % з приблизно 30 000 видів рослин, що зустрічаються в країні, є ендемічними для Венесуели, крім того, що є сьомою країною з найбільш судинними видами рослин у світі. Ліси займають 56 % території Венесуели, однак їх площа скорочується на 2,2 тис. км² на рік. На півдні та південному заході країни поширена гілея. Схили Анд і Гвіанського нагір'я до висоти 800—1200 м вкриті в основному листопадно-вічнозеленими лісами з кеш'ю і бавовняним деревом, на навітряних схилах в поясі гірських вологих вічнозелених лісів виростають хінне дерево, цедрела, воскові пальми, папороті та епіфіти. Вище межі лісу (від 2200 м) Карибські Анди покриті густими луками з рідкісними чагарниками, у високогір'ях Кордильєри-де-Мерида поширені спільнота парамос зі злаковим покривом, подушкоподібними й розетковими рослинами.
На плато і пасмах Гвіанського нагір'я ростуть ендемічні низькорослі чагарники. На рівнинах Льянос-Ориноко сформувалися великі масиви саван зі злаковою рослинністю на рівнинах, затоплюваних в сезон дощів, і галерейними лісами по долинах великих річок. У більш посушливої північної частини рівнин серед розрідженого злакового покриву розсіяні ксероморфні деревця та чагарники, місцями зустрічаються кактуси, а вздовж річок — зарості пальми маврикієвої. Дельта Ориноко і південно-західна частина западини Маракайбо вкриті періодично затоплюваними вічнозеленими лісами й болотами, узбережжя облямовані мангровими заростями.

Фауна Венесуели складається з великої різноманітності унікальних тварин; близько 23 % плазунів і 50 % видів земноводних, які населяють країну, є ендемічними для Венесуели. Тут розміщено 1420 видів птахів, близько 400 видів ссавців, 400 видів земноводних, крім 2000 видів морської риби та 1300 видів прісноводних риб. Багатий тваринний світ представлений широконосими мавпами, броненосцями, мурахоїдами, капібарами, пекарі, опосумами, оленями, видрами, пумами, ягуарами. З птахів характерні тукани, папуги, гуахаро, гарпія, чаплі, лелеки, ібіс. Численні змії (у тому числі анаконда), ящірки, крокодили, черепахи, електричні вугри.Крім того, більше половини видів птахів і ссавців Венесуели зустрічаються в лісах Амазонії на південь від Ориноко.

Флора і фауна
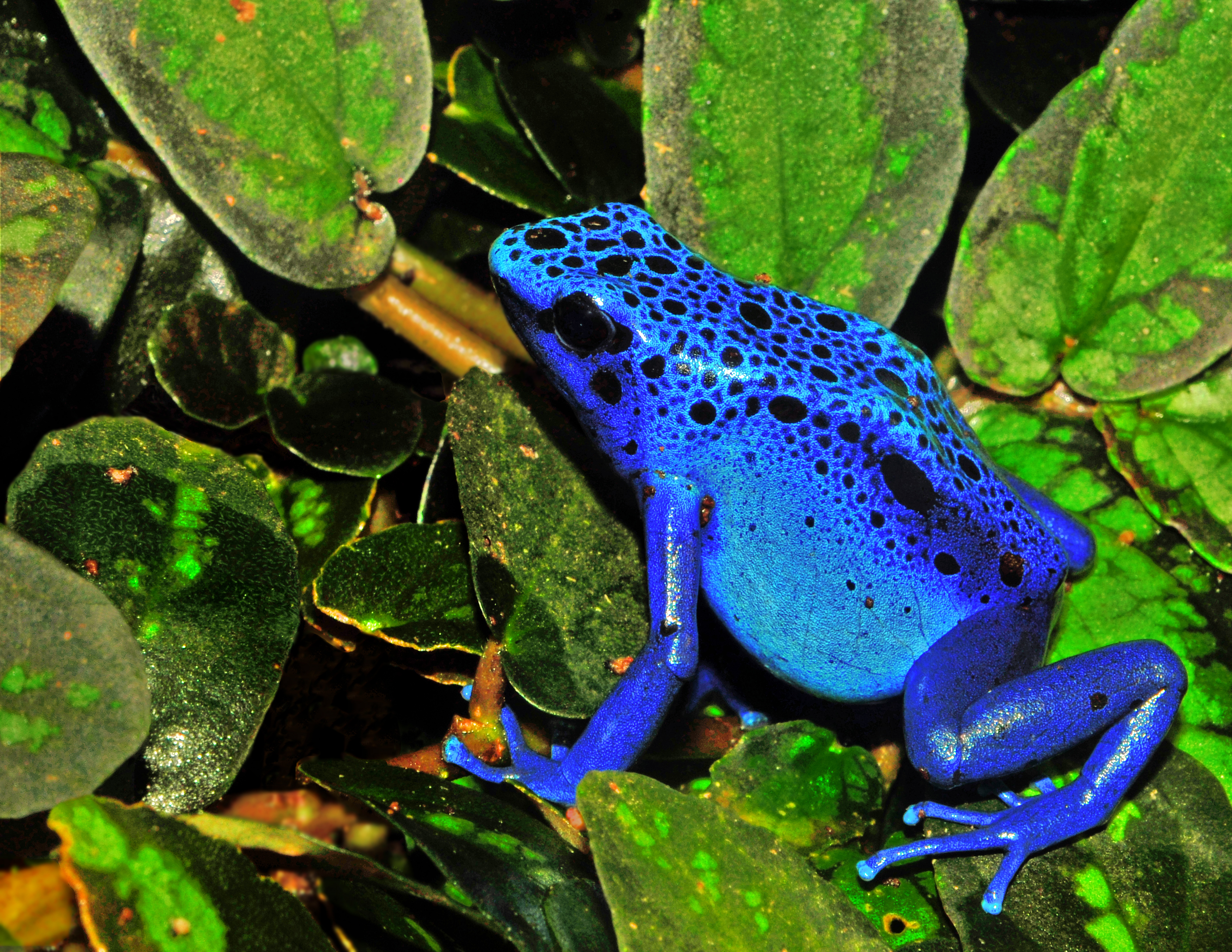
Отрута жаби дротик
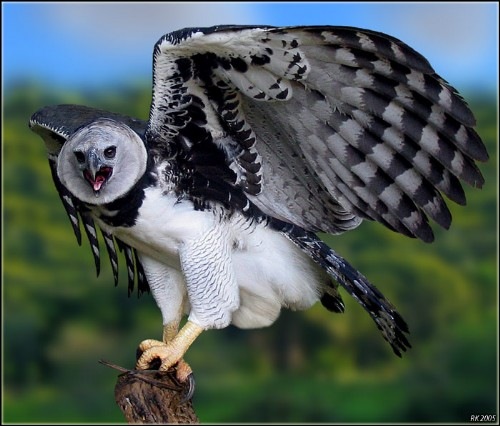
орел гарпі
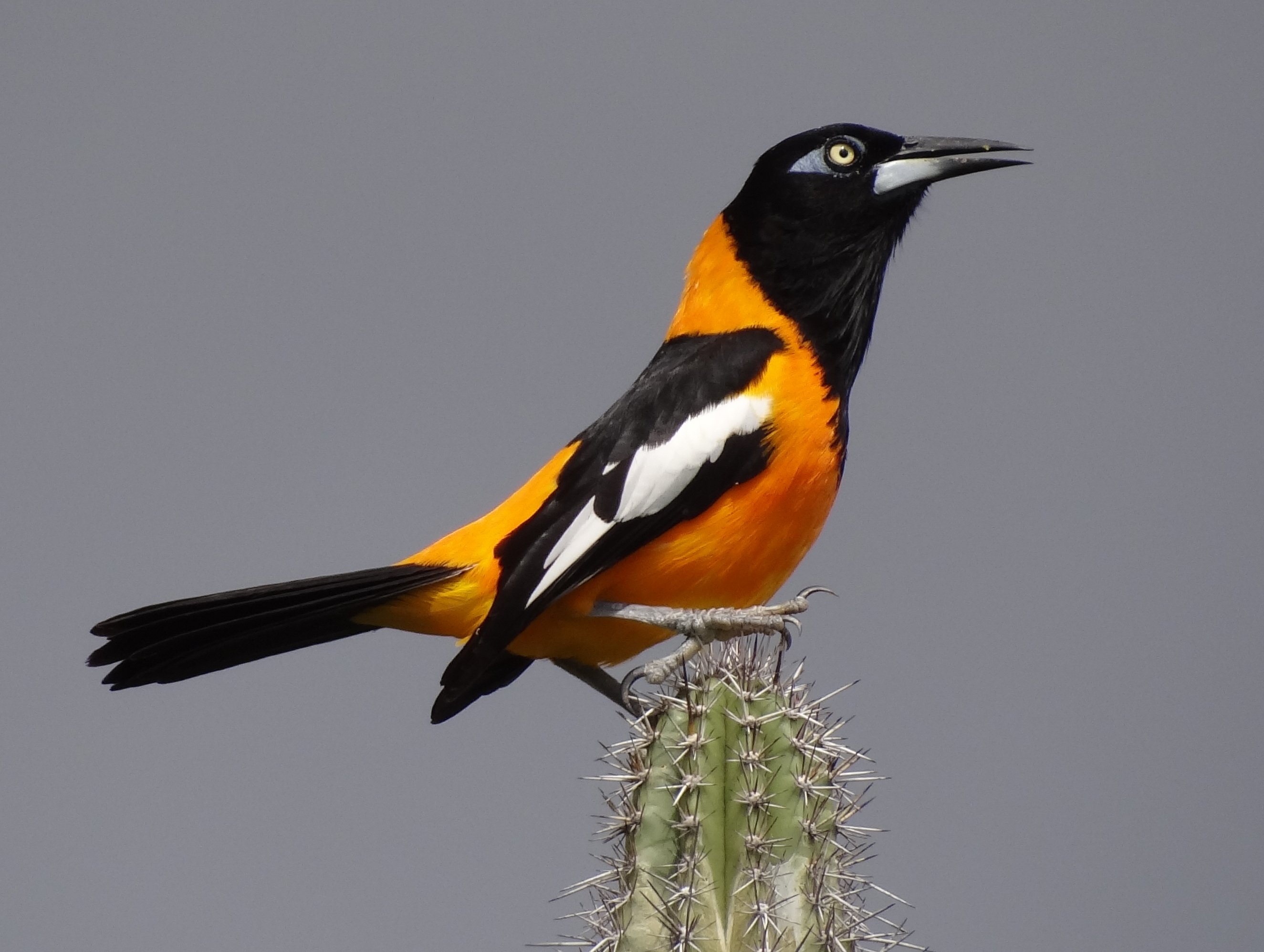
черепашний
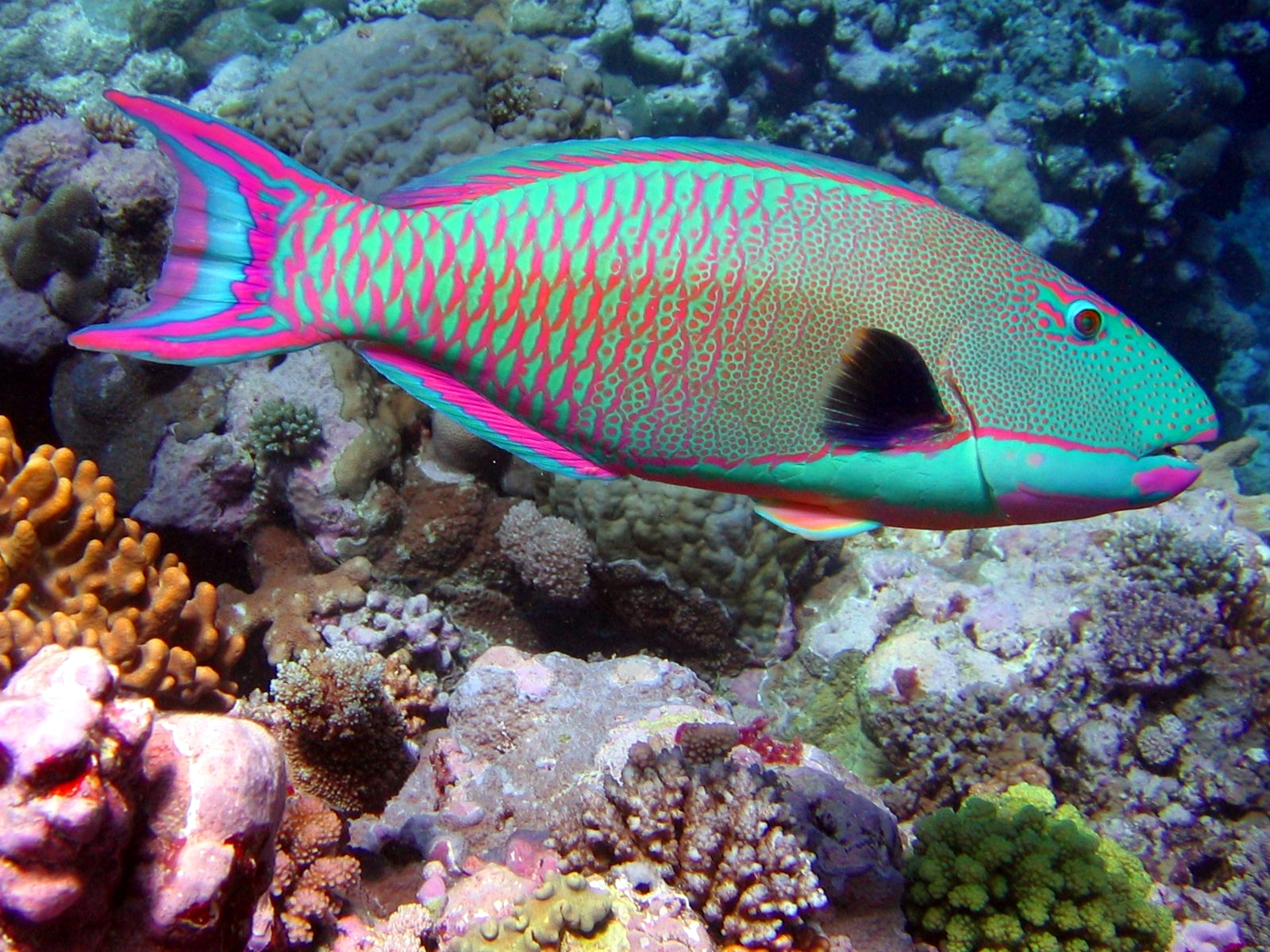
Двоколірна папуга
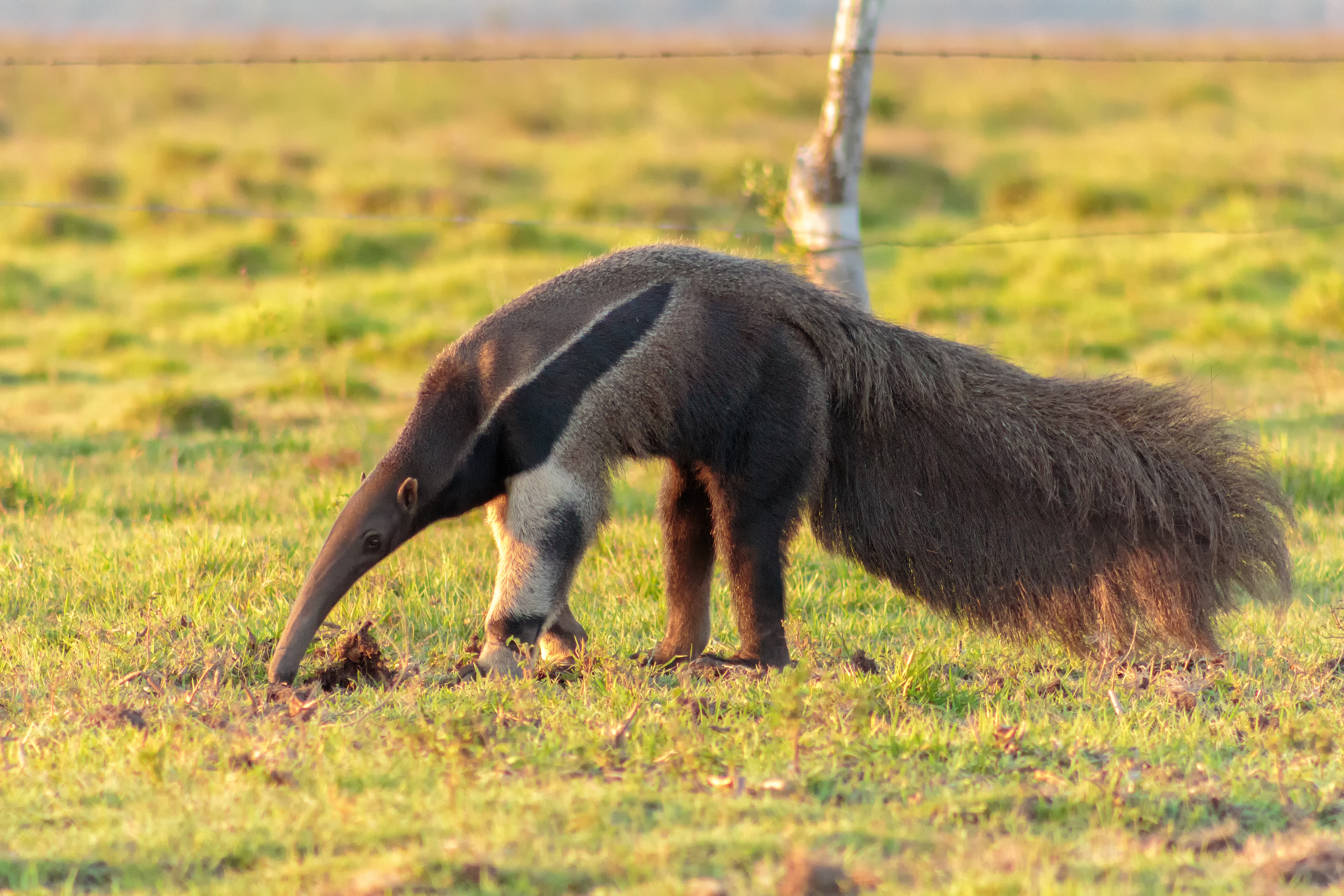
Антеатр
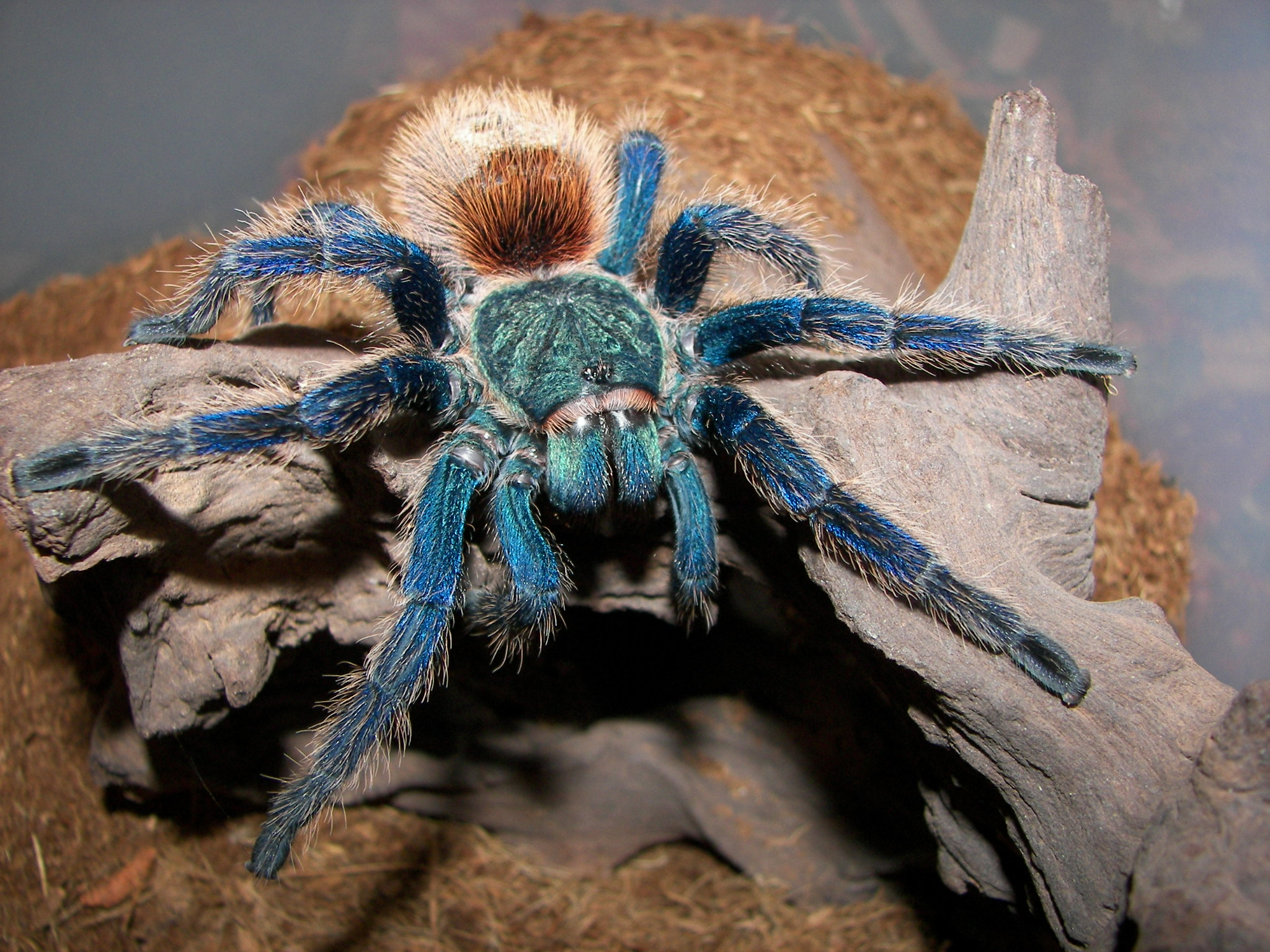
Блакитна парагуана Тарантула
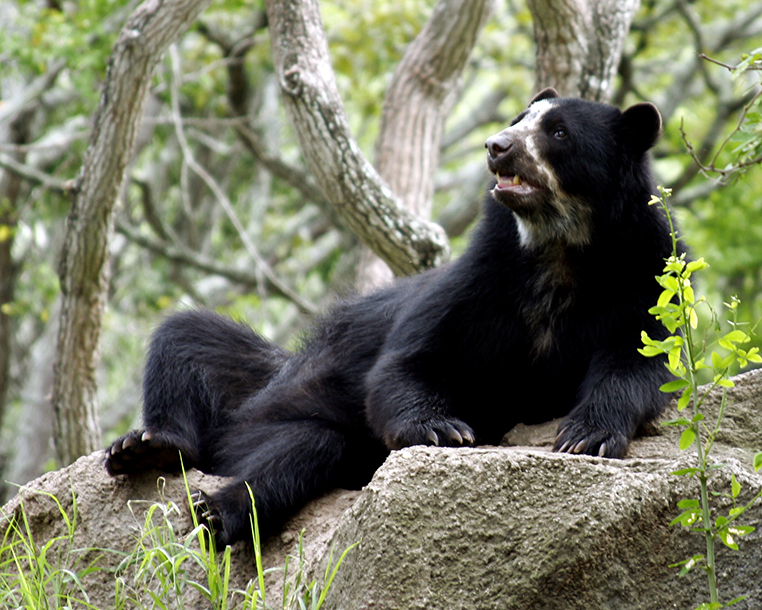
Очковий ведмідь
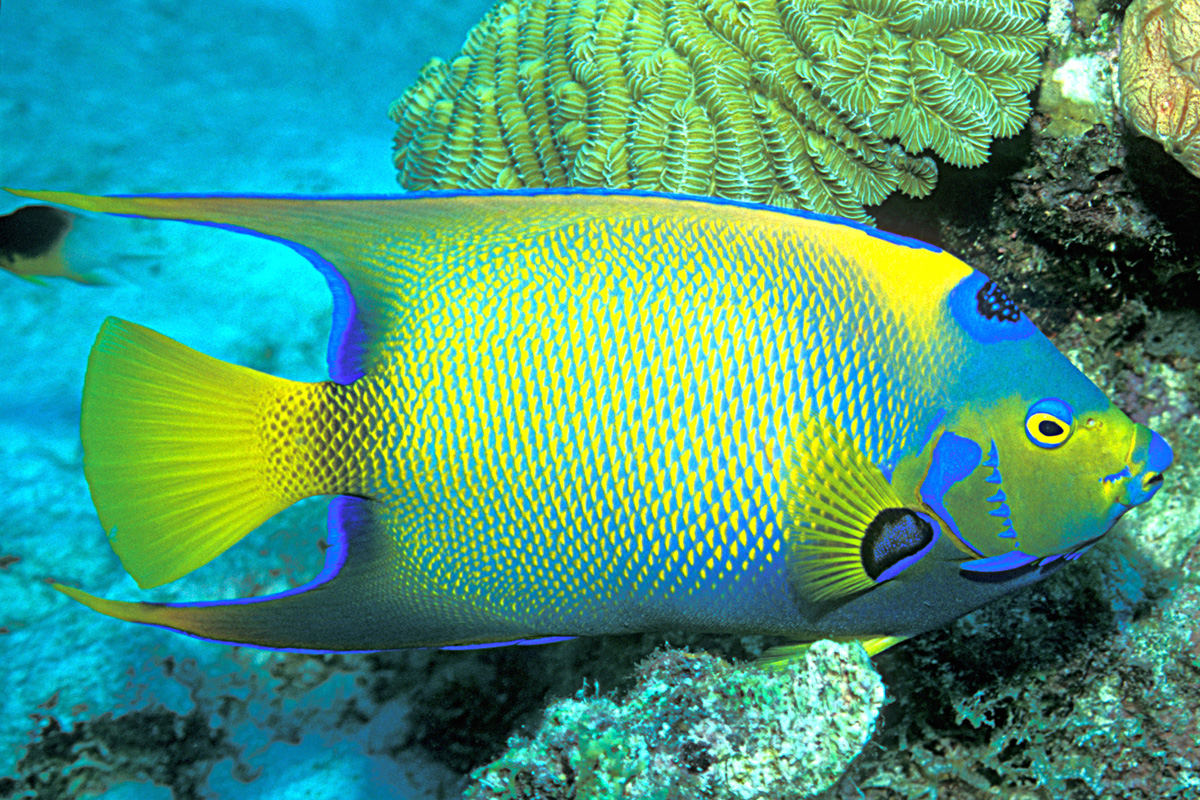
Королева ангел
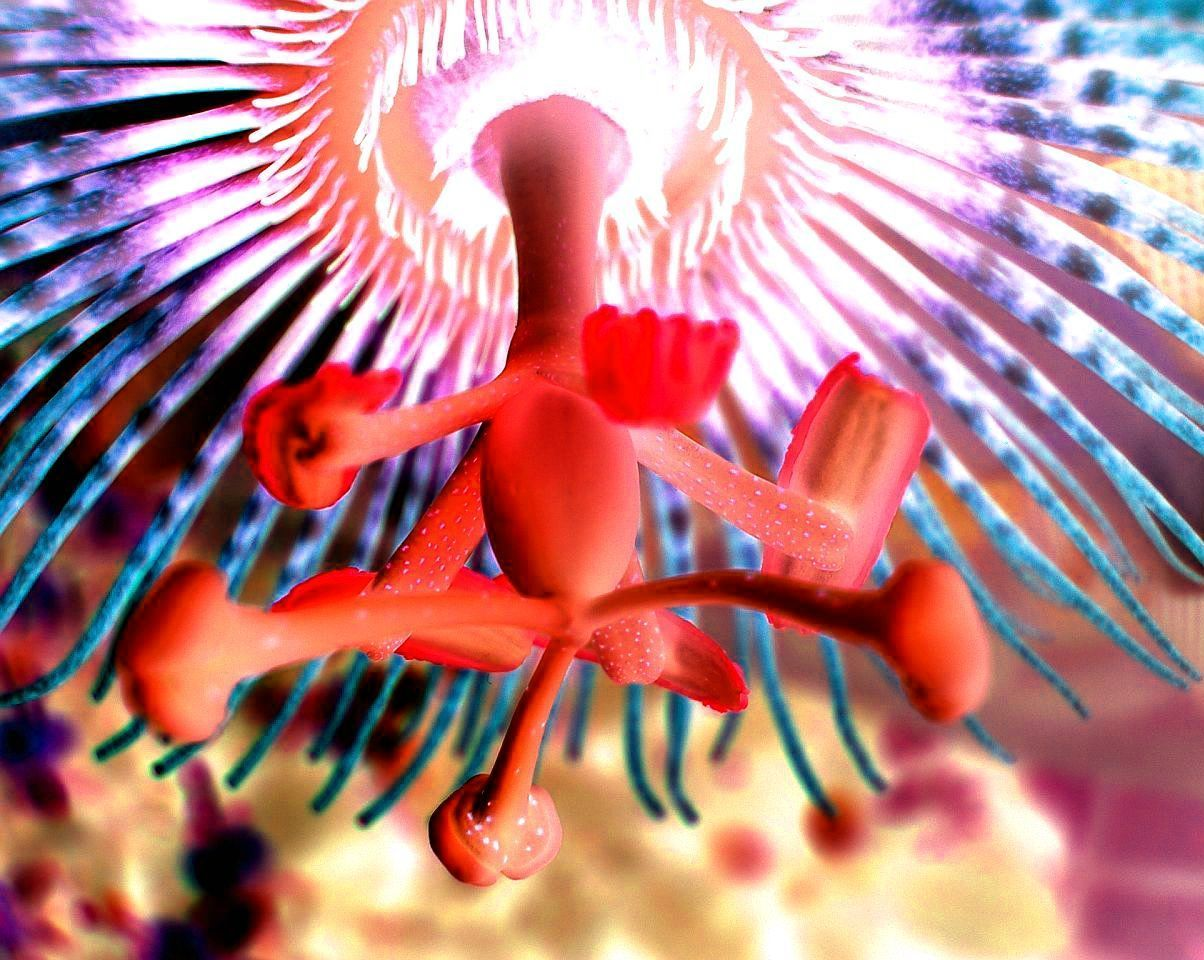
апельсинова квітка пристрасті
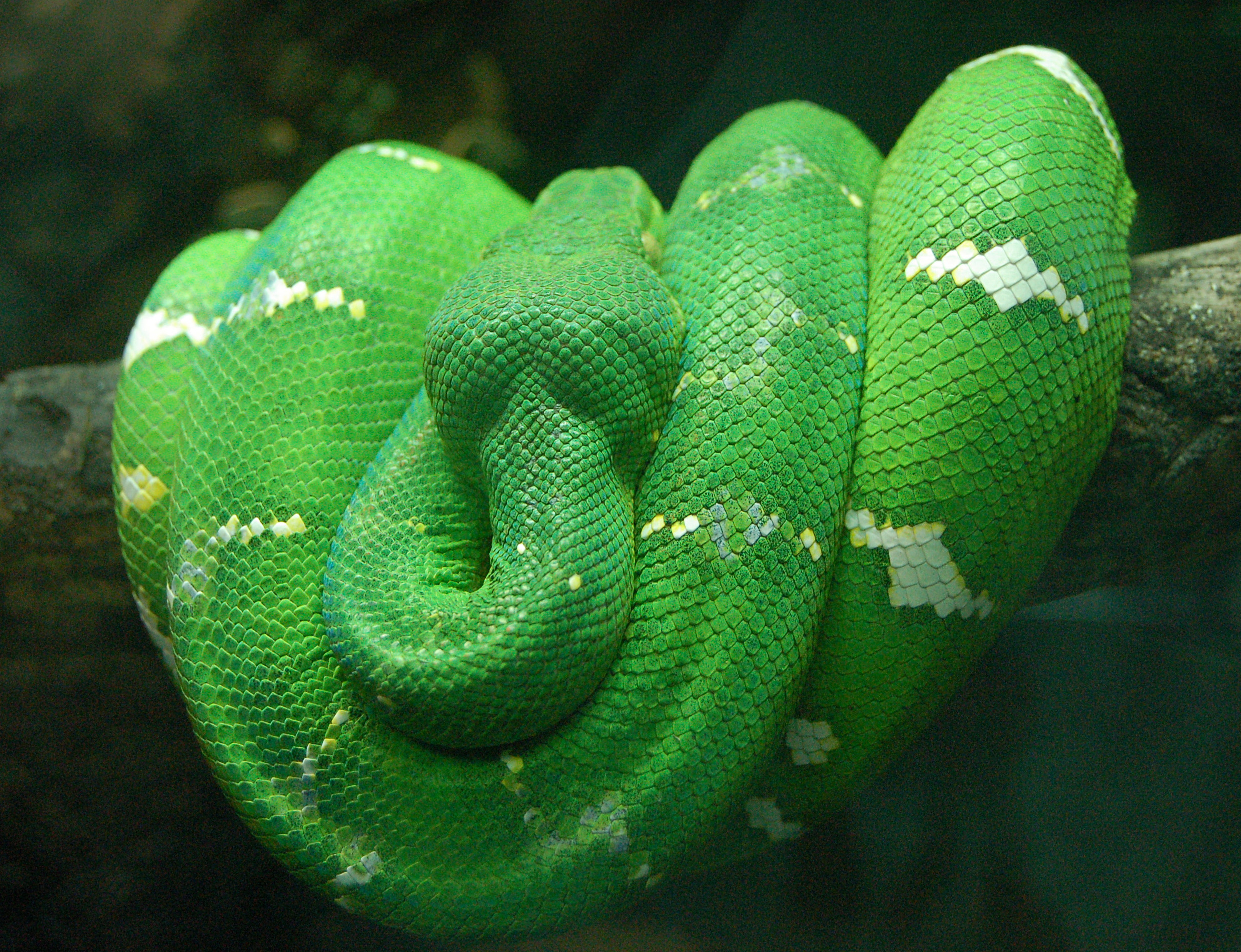
смарагдова удава змія
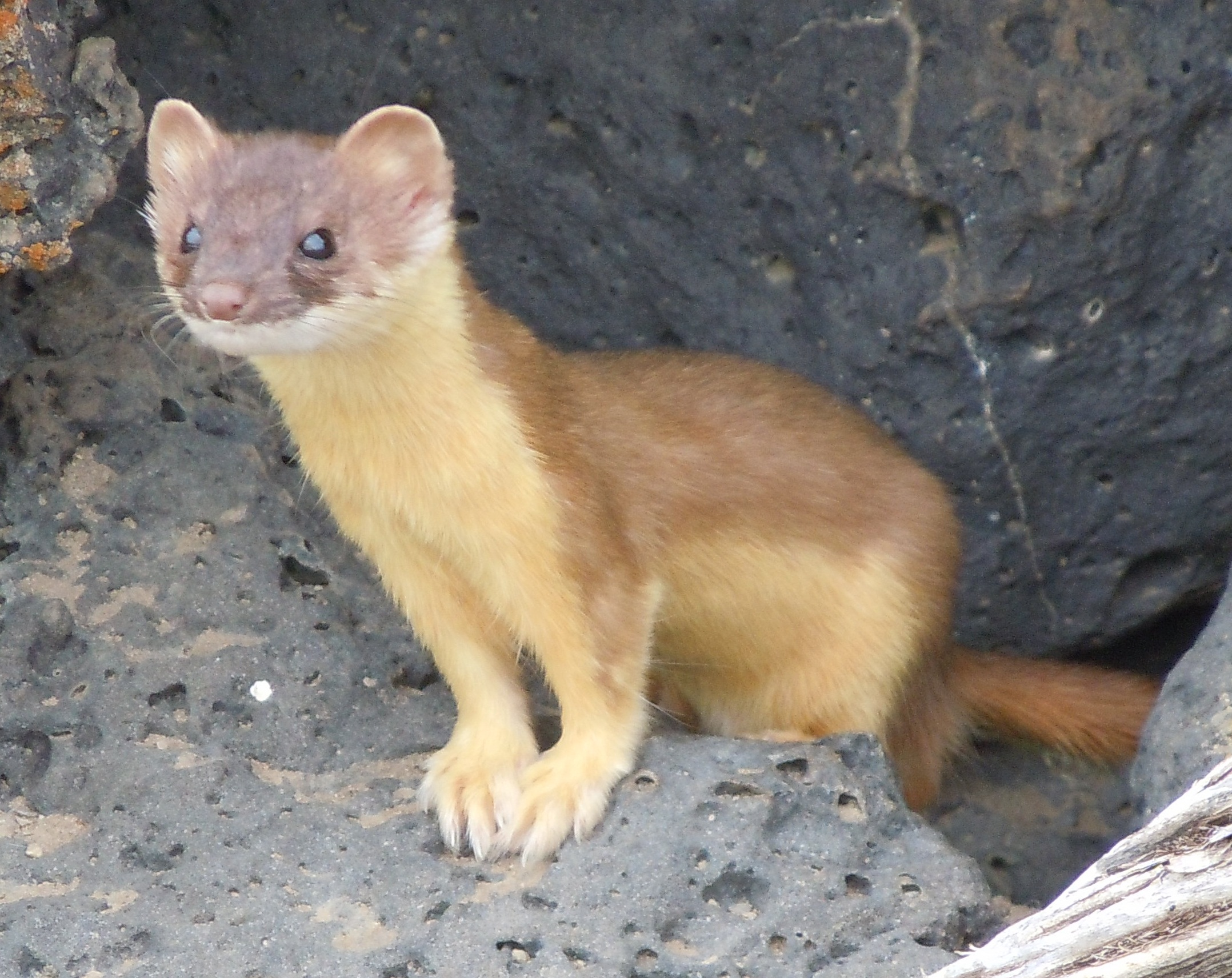
Андська лайка.
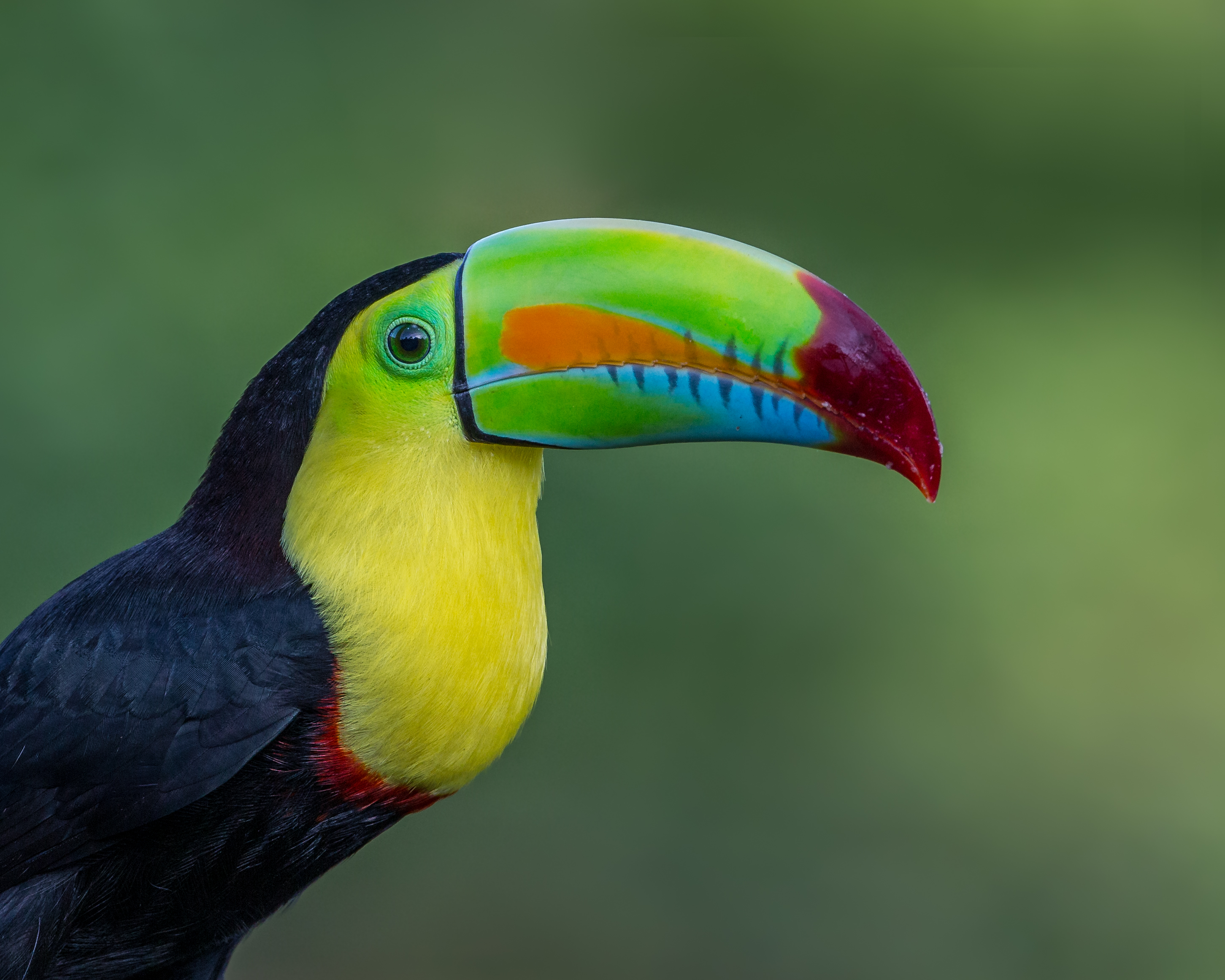
тукан ірис тукан
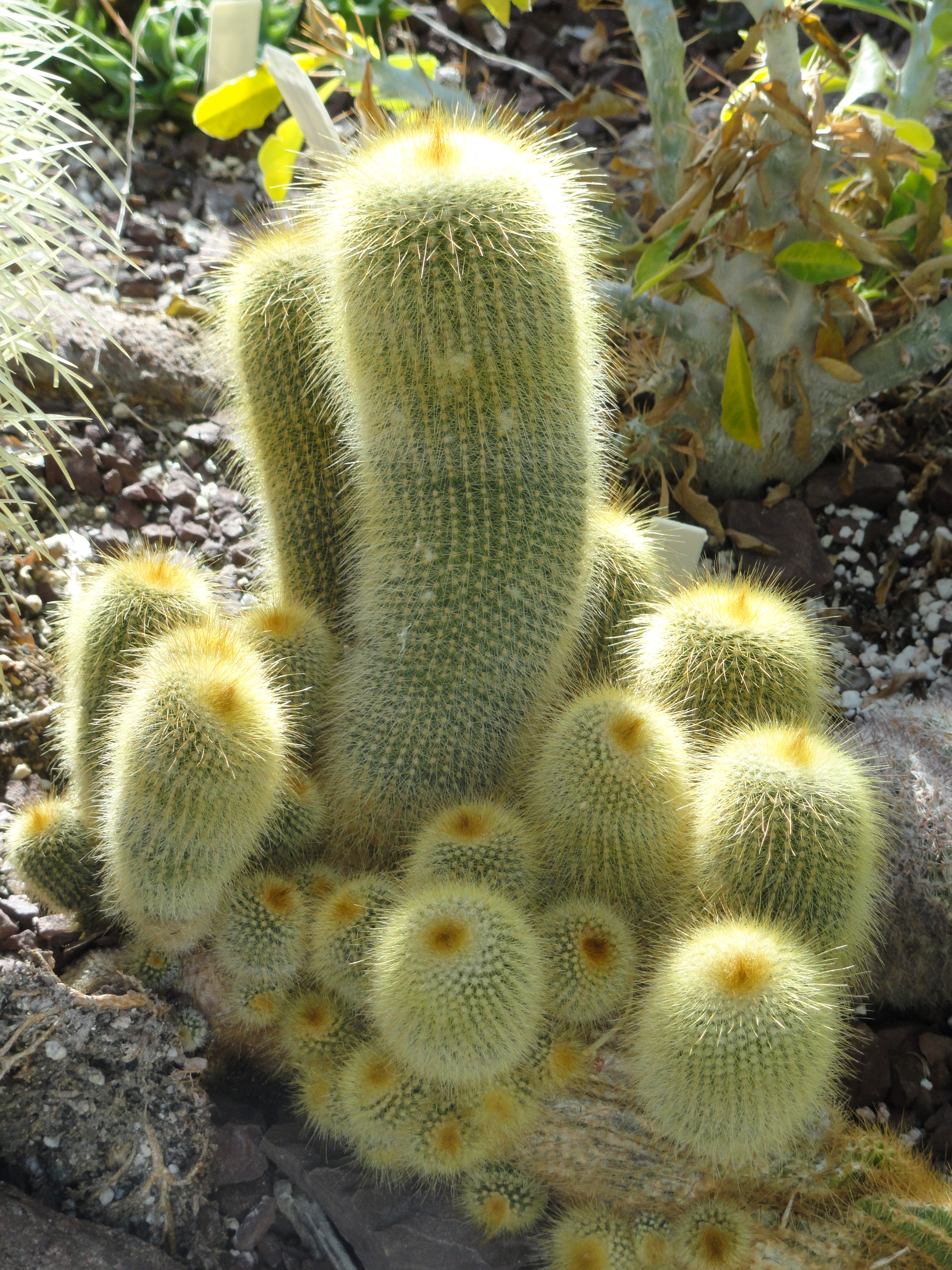
Кактус

## Етимологія
У 1498 році в рамках своєї Третьої подорожі адмірал Христофор Колумб проплив поблизу дельти Ориноко, а потім увійшов до затоки Парія. Вражений, Колумб висловлює у своєму емоційному листі католицьким монархам свою впевненість у досягненні земного раю і розгублений незвичайною солоністю вод, він пише:
```
...Навколо мого призначення, що стосується Землі Грейса, річки та озера, які я там знайшов, настільки великих, що його можна назвати більше морем, ніж озером, тому що озеро є місцем води, а за великим значенням воно називається морем, за те, що вони називаються таким чином як Галілея та Мертві. І я кажу, що якщо ця річка не походить із Земного раю, то вона приходить і з нескінченної землі, з Південного континенту, про яку досі не чути жодної новини; але я дуже подумав, що там, де я сказав, в Тірра-де-Грація, знаходиться Земний рай
[
11
]
.
```

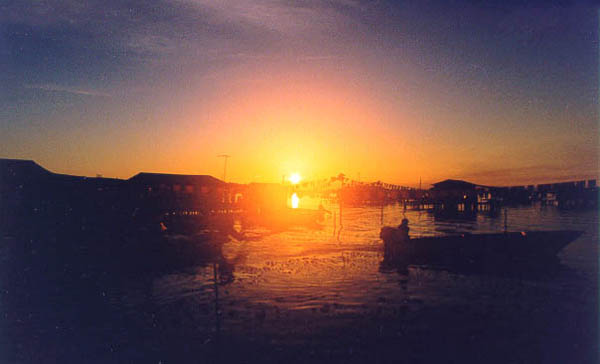
Палафітос з півдня озера Маракайбо

Колумб назвав ці парадизіачні місця «землею благодаті», вираженням, яке переважало, щоб посилатися на країну неофіційно.
Існує версія, що назву країні дав італійський картограф Амеріго Веспуччі, який 1499 року відвідав ці місця у складі експедиції Алонсо де Охеди. Мандрівники побачили оселі місцевого населення, встановлені на палях над водою біля озера Маракайбо. Це нагадало їм європейську Венецію, внаслідок чого виникла назва «Венесуела» (Venezuela), тобто «Мала Венеція».
Ймовірно, популяризація назви «Маленька Венеція» в Європі пов'язана з концесією, наданою комерційному дому «Вельсери» для дослідження та управління частиною території Південної Америки. Назва Кляйн-Венедіг фігурує в декількох історичних документах та картах як німецький переклад Венесуели.

## Історія
Незалежність від Іспанії держава отримала 1830 року після повстання, очолюваного Сімоном Боліваром. Після тривалого періоду диктатур 1961 року було прийнято нову Конституцію Венесуели.

### Доколумбова ера
Відомо, що першими поселенцями того, що зараз називають Венесуелою, були Індіанці сибірського походження, які прибули через міграційні хвилі з Анд, Амазонки та Карибського басейну. Розкопки знайшли свідчення про доіспаномовну культуру, поселену у венесуельському ґрунті. Серед зразків, знайдених у басейні річки Унаре, поблизу міста Оното, штату Анзоатегуї, під час робіт з будівництва греблі. Тут було виявлено десятки великих літичних кульок, діаметром до двох метрів. Дослідженнями встановлено, що такі сфери не мають природного походження, оскільки вони свідчать про лакованість та орнаментику, крім характерних ударних точок цього типу скульптури.

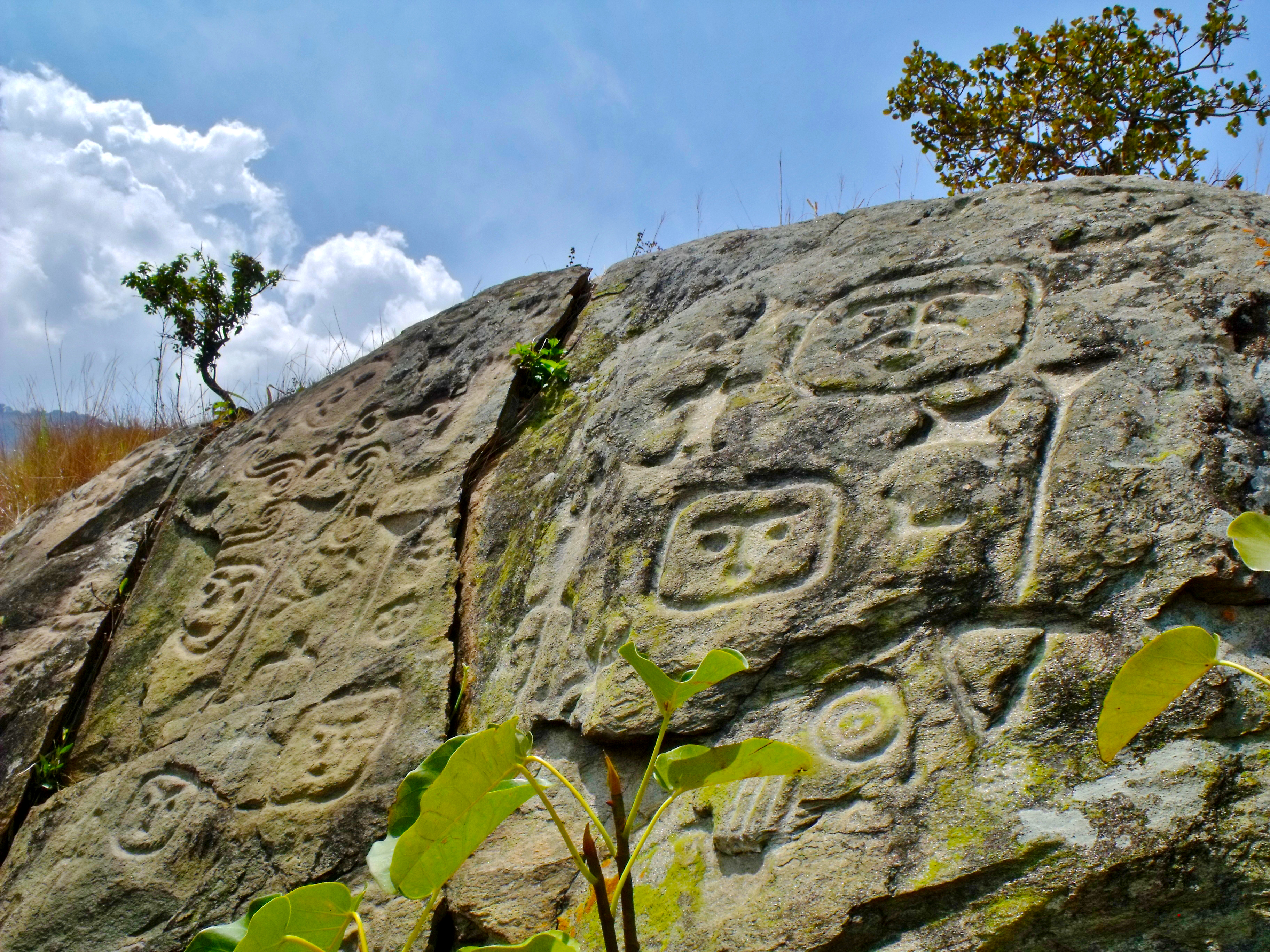
Петрогліфи в археологічному парку П'єдра Пінтада. У цих горах можна знайти багато каменів, вирізаних у давнину тубільцями.

Невідомо, скільки людей жило у Венесуелі до завоювання Іспанії; Він оцінюється приблизно в один мільйон. Окрім корінних народів, відомих сьогодні, були й інші племена, серед яких виділялися Тимото-Куїки, розташовані в Андах і культурно пов'язані, але не лінгвістично чибхами; з іншого боку, Кариби були поширені у східних та центральних районах країни в Гаяні, частині Сулії та Лланосі, які після територіальних конфліктів придбали північне узбережжя Південної Америки та поширилися на острови Антильських островів; Аравакос, оселився в частині регіонів того, що зараз є штатом Амазонка, на значній частині заходу, центрального заходу та частини узбережжя. Деякі міста, що належать до Араваку, — це Wayúu, розташований на заході країни на півночі, і Caquetíos, який заселяв північ від сучасного штату Фалькон і був переміщений завойовниками до західних рівнин. Були також невеликі міграції незалежних груп, які заселяли басейн річки Ориноко та інші невеликі райони країни.
Існували дві основні осі північ-південь доколумбового населення, які виробляли кукурудзу на заході та маніоку на сході. ] Значна частина рівнинних рівнин була оброблена за допомогою поєднання лісозаготівель та спалювання та постійного землеробства. Корінні народи Венесуели вже знайшли сиру олію та асфальти, які фільтрували ґрунт на поверхню. Відома місцевим жителям як мене, густа, чорна рідина використовувалася в першу чергу в лікувальних цілях, як джерело освітлення та для прокладки каное.

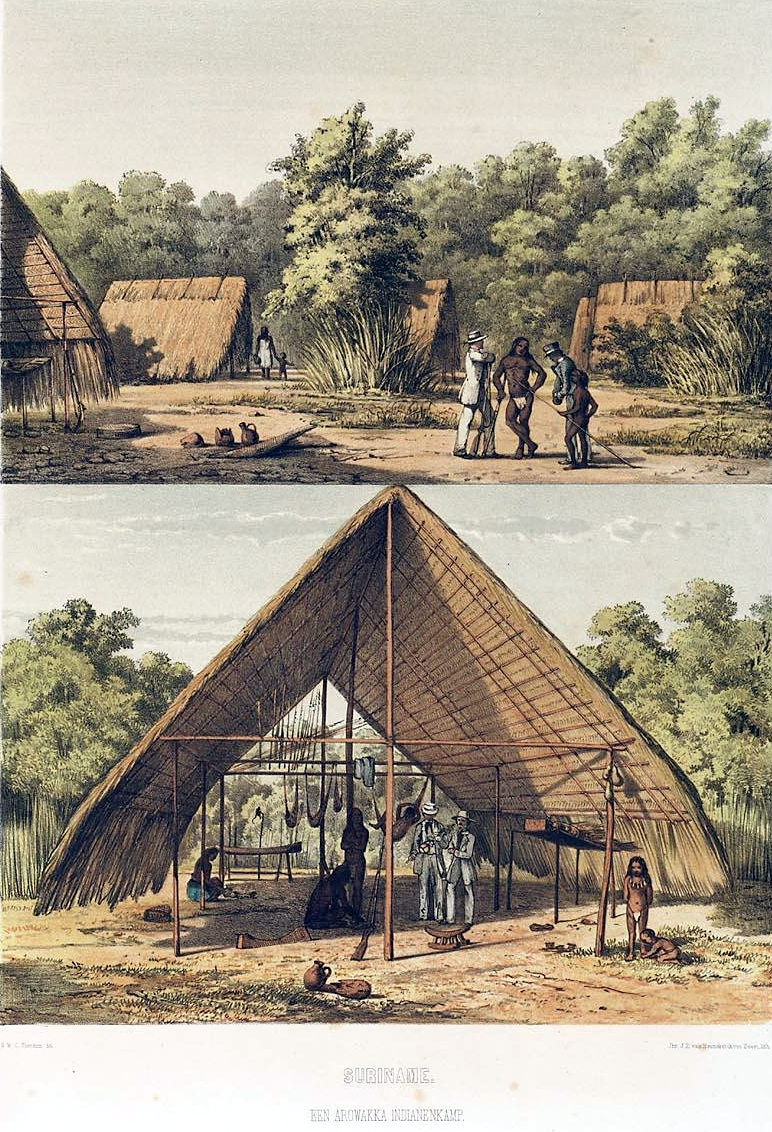
Корінне житло Аравакос

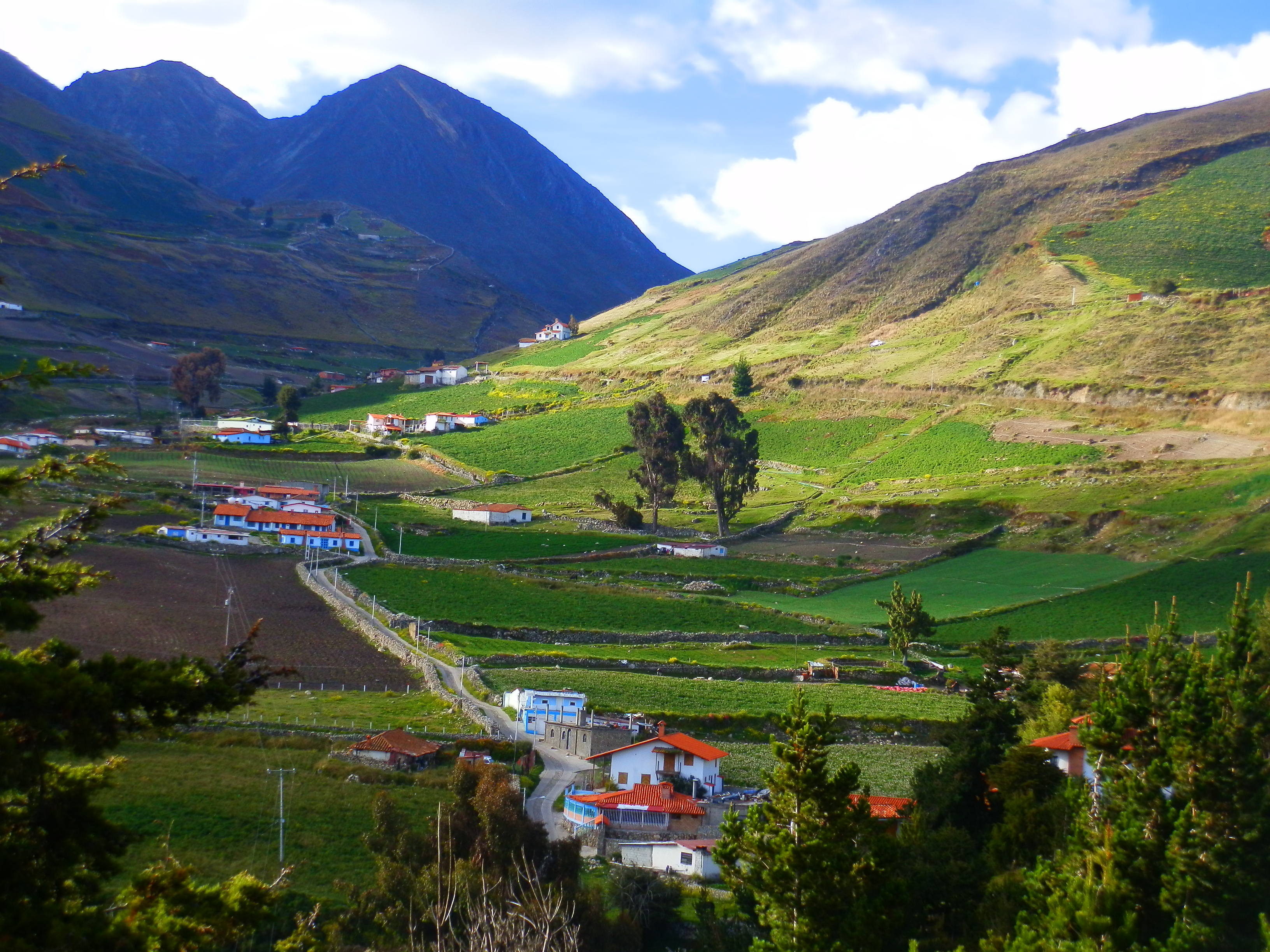
Територія Тімото-Куїка в сучасній державі Меріда, Венесуела

Культура Тимото-Куїка була найскладнішим суспільством у доколумбовій Венесуелі, з раніше запланованими постійними селами, оточеними терасовими поливними полями. Вони також зберігали воду в резервуарах. Їх будинки в основному були з каменю та дерева з солом'яними дахами. Вони здебільшого були миролюбними і залежали від вирощування. Регіональні культури включали картоплю та молюски. Вони залишили твори мистецтва, зокрема антропоморфні гончарні вироби, але жодної важливої пам'ятки. Вони пряли рослинні волокна для плетіння в текстиль і килимки для житла.

### Завоювання та колонізація
16 століття — 17
Завоювання та колонізація території Венесуели європейцями розпочалося під час третього плавання Христофора Колумба до Америки, коли він прибув на східне узбережжя країни в 1498 р. Завоювання того, що було б Венесуелою, зайняло більше століття. здійснено в Мексиці чи Перу через відсутність домінуючого корінного штату та великої інфраструктури. Відсутність єдиного уряду означало, що завойовники не могли взяти під контроль дуже великий регіон шляхом простого домінування над етнічною групою. Географічні особливості, що перешкоджали колонізації рівнини та території на південь від Ориноко, також уповільнювали проникнення іспанської корони на тривалий час. Слід зазначити, що підкорення венесуельської території значною мірою мотивувалось замальовками міфічного міста із золота під назвою Ельдорадо.

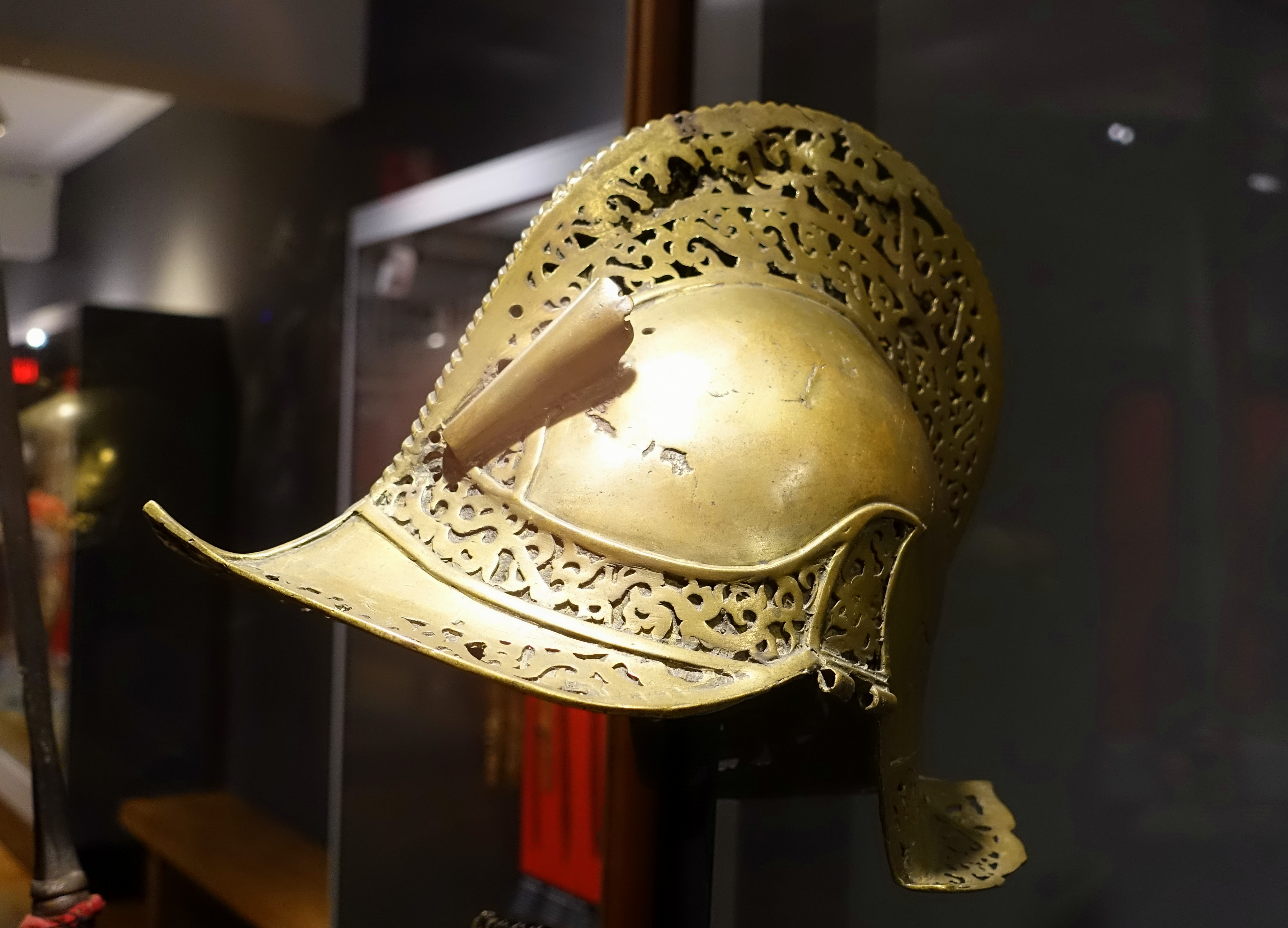
Іспанський солдатський шолом у 16 столітті.

Коли європейці прибули на узбережжя Венесуели, вони зустріли велику кількість етносів, що належать до дуже різних культурних груп. Корінні групи мали відносно недавній рівень сидячого життя і за винятком використання металу для виготовлення прикрас, у них не розвивалася металургія. Основна зброя, яку вони використовували, — луки, стріли та списи. Їх технологічний розвиток не досяг такого рівня, що вони мали зброю, порівнянну із зброєю європейців, наприклад вогнепальну зброю або сталеві мечі. Також у них не було імунної системи, готової захищатись від мікробів, створених за тисячі років містобудування, як це було у місці походження колонізаторів, в Євразії. спричиняючи таким чином велику смертність та демографічну катастрофу.
Хронологічно підкорення іспанцями території Венесуели здійснювалося так:

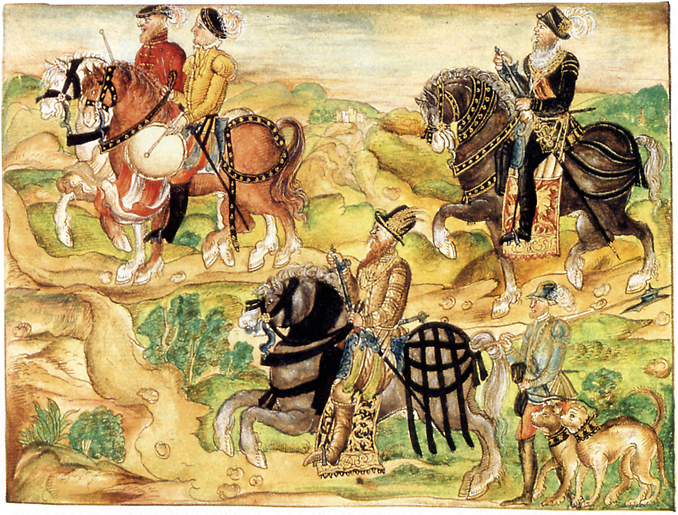
Німців у Венесуелі

Станом на 1511 р. Імміграція одиноких іспанських жінок до Америки була заборонена, за винятком розсуду Будинку найму Індії. Це сприяло швидкій місгенації: багато завойовників та поселенців шукали насильницьких чи без партнерів серед корінних жителів регіону.
Закони Бургосу 1512 р. Встановлювали низку принципів, згідно з якими, мабуть, керуються завоювання в Америці. Серед них було постановлено, що тубільці будуть вільними, але в той же час їх можна змусити працювати до тих пір, поки робота буде справедливою і що оплата може бути надана в спеціях. Також була встановлена Вимога, яка фактично легалізувала перед іспанським колонізатором рабство тубільців, які відмовилися прийняти Євангеліє.
З 1529 по 1546 рік територія була передана в оренду будинку заможних німецьких банкірів-веслерів. Карлос I, гостро потребуючи фінансових ресурсів для своїх кампаній, вирішив надати експлуатацію провінції Венесуела будинку банкірів Вельсера в Аугсбурзі. Ці банкіри вже мали штаб-квартиру в Санто-Домінго. 17 Наступні роки будуть відомі як часи німецької колонії у Венесуелі. Насправді діяльність Вельзерів була зосереджена на пошуку золота та торгівлі рабами, і під час нього іспанці продовжували проводити розвідки та фундаменти. Німці, які прибули до Венесуели, приїжджали переважно з півдня Німеччини, особливо з району міста Ульм.

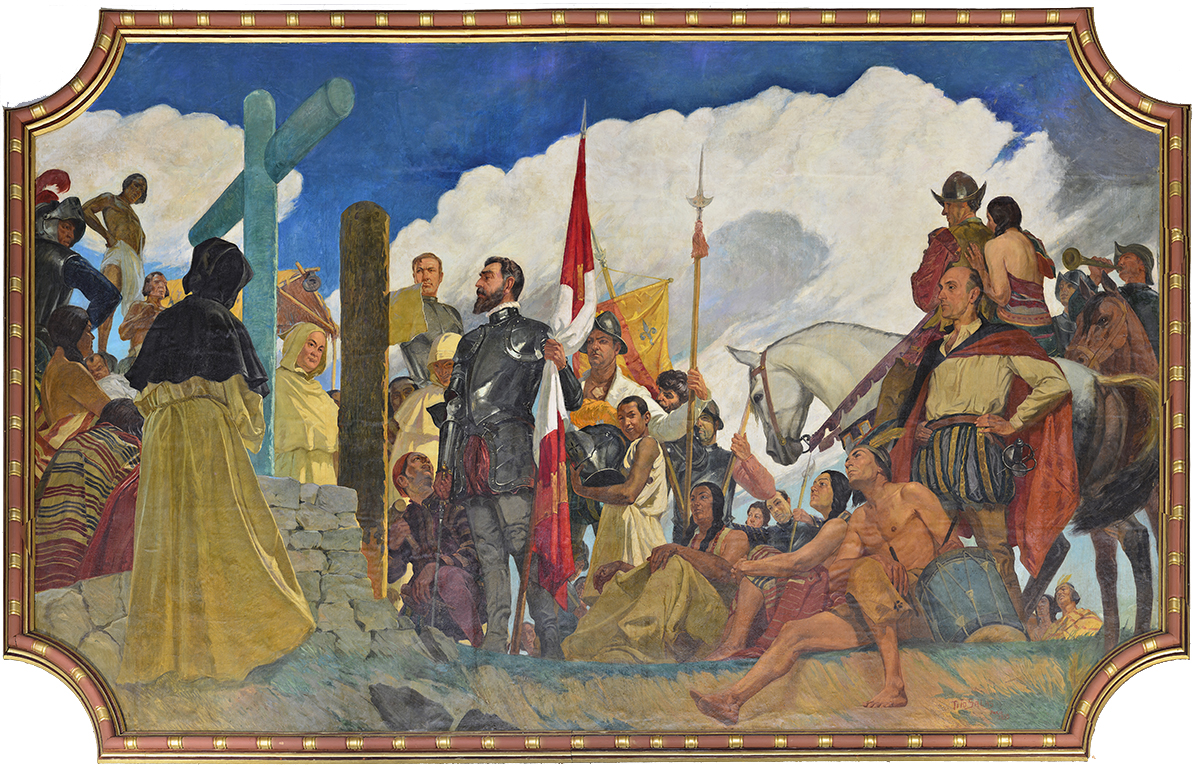
Фундація Каракасу (1567)

З 1529 по 1538 р. Вельсери зареєстрували вивезення близько 1 005 корінних жителів, хоча король вже заборонив рабство корінних жителів у 1528 р. 188 Вельсери, всупереч умовам, передбаченим договором колонізації, присвятили себе в першу чергу пошукам Ел Золоте рабство тубільців. Це та конкуренція за економічні інтереси викликали постійний конфлікт із іспанськими колонізаторами.
Уродженці цих регіонів масово страждали від приходу захворювань, щодо яких не було імунної стійкості. Серед найвідоміших епідемій виділяється віспа, що сталася в 1580 р., Очевидно, коли португальський корабель, який прибув з Гвінеї з африканськими рабами, приніс епідемію. Були й інші епідемії, які позначилися на населення пізнього корінного населення 16 століття.
Поступово корінні жителі були витіснені з кращих культурних районів.
В останнє десятиліття XVI століття домен був консолідований уздовж узбережжя Венесуели і почав вводити посилки через долини, які спілкувалися з рівнинами.
Англія та Нідерланди почали все більше вступати в конфлікти з іспанцями і конкурувати за зони впливу.
Протягом 17 століття та початку 19 століття У колоніальну епоху формуються основи того, що згодом буде венесуельською нацією: суміш іспанської, корінної та африканської культур; використання іспанської мови як основної мови, прийняття християнства, розмежування колонії та її територіальної організації, які досягли кульмінації у створенні генерал-капітанства.

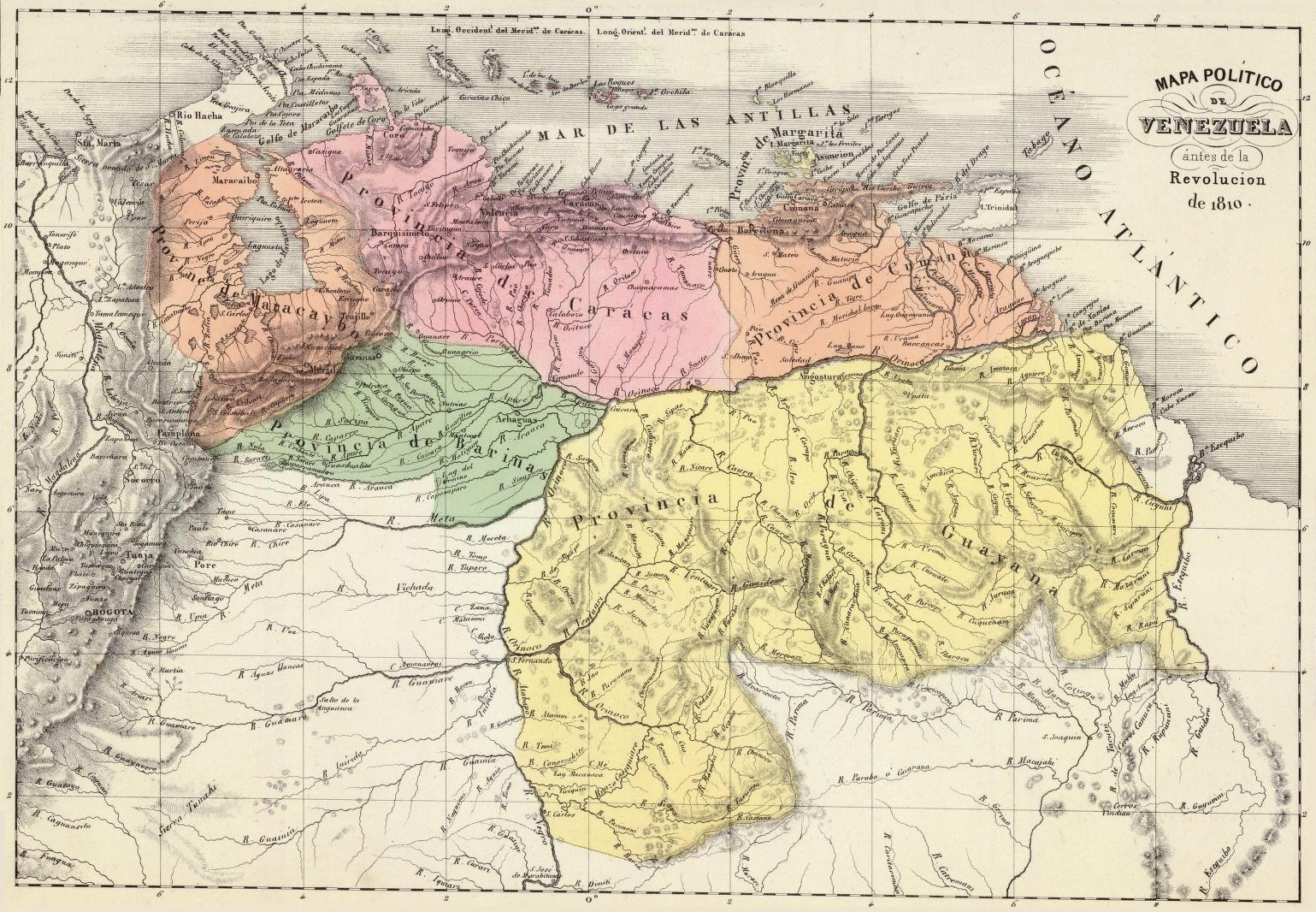
Генерал-капітанство Венесуела 1810 року.

На початку 17 століття іспанці фактично контролювали прибережну зону, Анди та її поширення на Баркісімето та деякі невеликі анклави, тоді як Лланос та південь досі утримувались корінними жителями. Насильницькі зустрічі між колонізаторами та корінними жителями тривали до 18 століття, коли в районі Лос-Лланоса та Гаяни ще були засновані численні міста.
У 1717 р. Венесуела передається від юрисдикції Королівського суду Санто-Домінго віце-релігією Нової Гранади. Між 1718 і 1719 роками було створено віце-верховенство Нової Гранади, яке відокремлює віце-реал Перу від теперішньої Колумбії, Еквадору, Панами та Венесуели, а також регіонів сучасних Перу, Бразилії та Гаяни. Широка поверхня нового намісництва, труднощі транспортування часу та різноманітні місцеві інтереси ускладнюють центральну адміністрацію.
У 1777 р. Королівським указом від 8 вересня створюється генерал-капітанство Венесуела, приєднуючись до провінції Венесуела, провінцій Маракайбо, Гуаяна і Кумана, провінції Тринідад і провінції Маргарита.
В кінці 18 століття колоніальне суспільство вступає в кризу і відбуваються перші рухи за незалежність, які перешкоджають емансипації колонії на початку XIX століття.

### Незалежність
Між 1810 та 1830 роками, щоб розірвати зв'язки, що існували між генерал-капітанством Венесуела та Іспанською імперією. Це спричинило збройний конфлікт, відомий як Війна за незалежність Венесуели між незалежністю та реалістичними арміями. Він також передбачав заміну абсолютної монархії республікою як форми правління у Венесуелі.
Внутрішні причини сприйняли знання ідей ілюстрації «креолами». Вони становили соціальну групу, яка характеризувалася високим освітнім рівнем, щоб їх інтелектуальна підготовка та контакти за кордоном дозволяли їм пізнати революційні ідеї.
Стосовно зовнішніх причин, які спричинили причини незалежності Венесуели, ми виділимо наступне: Ідеї рівності, свободи та братерства відіграватимуть вирішальний вплив на настрій креолів, окрім різноманітної незалежності, що виникла (незалежність США, незалежність Гаїті) та Французької революції. хоча найважливішою причиною всьому була політична криза Іспанської Корони. Франція вторглась в Іспанію, змусивши короля Карла IV та його сина Фердинанда VII відмовитись від престолу на користь Наполеона, який поставив свого брата Хосе Бонапарта королем Іспанії. Це призводить до створення власного уряду у Венесуелі, поки Фердинанд VII не повернувся на престол Іспанії.

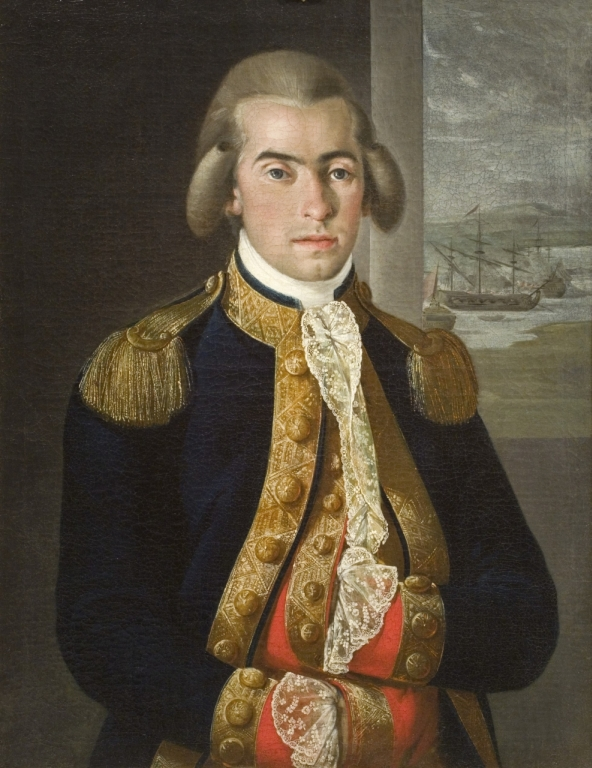
Вісенте Емпаран, генерал-капітан Венесуели

Наприкінці 18 століття відбуваються перші події незалежності у Венесуелі. Перший — це збройний заколот 1795 р. На чолі з Хосе Леонардо Кірінос. Другий — змова Мануеля Гуала та Хосе Марія Еспанья в 1797 році, і є першим із популярних коренів. Обидві спроби зазнали невдачі, їхні керівники виконані. Тим часом Франсіско де Міранда намагається двічі в 1806 р. Вторгнутись на територію Венесуели Ла-Вела де Коро збройною експедицією з Гаїті. Їх вторгнення закінчуються невдачами через релігійні проповіді проти них та байдужість населення.

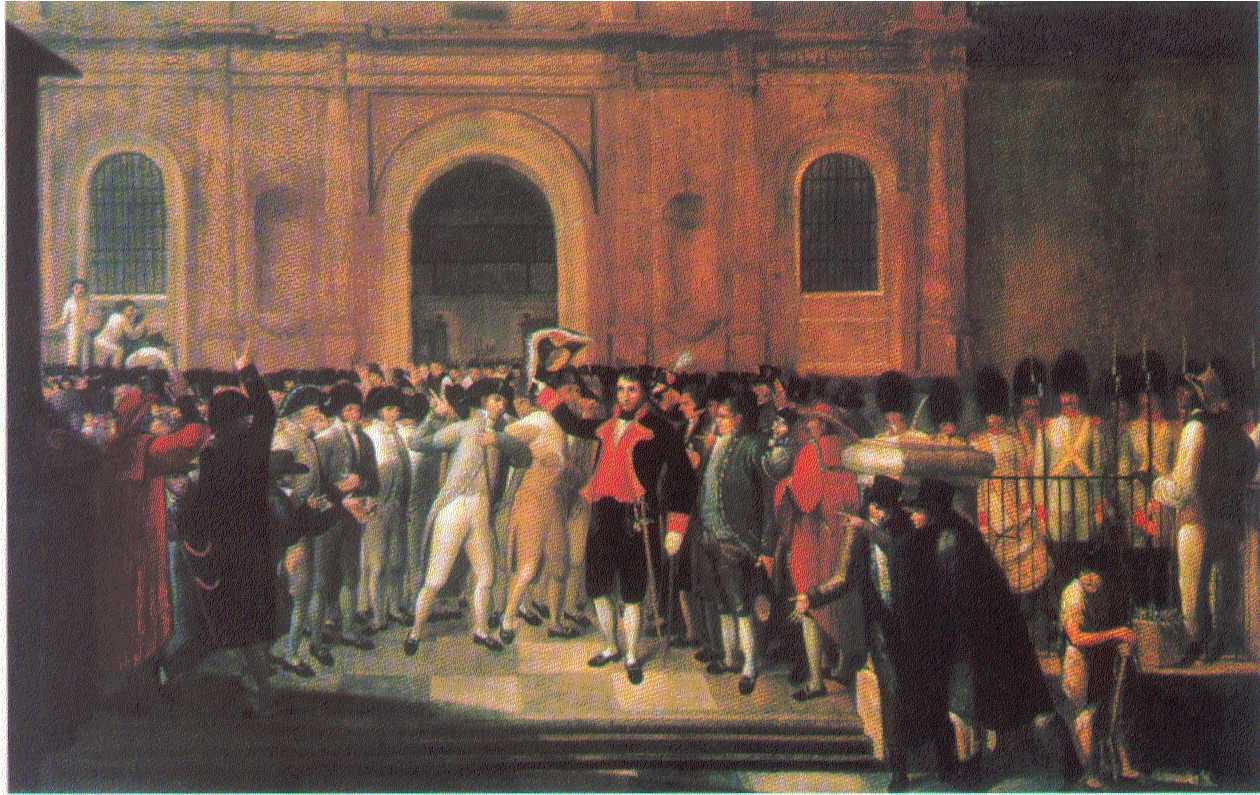
19 квітня 1810 року Хуан Ловера. Він показує звільнення генерал-капітана Вісенте Емпаран.

Генеральний капітан Вісенте Емпаран був змушений піти у відставку 19 квітня 1810 р. Радою Каракаса. Того ж дня у мерії було створено Вищу раду консерваторів прав Фернандо 7. Верховна Рада Каракаса домагалася приєднання інших провінцій генерал-капітанства Венесуели до руху. Характер Верховної ради Каракаса як «консерватора прав Фердинанда 7» не дозволив йому вийти за межі автономії, проголошеної 19 квітня. З цієї причини Рада призначила вибори, щоб встановити Установчий конгрес, перед яким відмовитися від своїх повноважень та вирішити подальшу долю венесуельських держав.
Перший національний конгрес Венесуели був встановлений 2 березня 1811 року, будучи найстарішим конгресом у Латинській Америці та другим у всій Америці. Він змінив Верховну Раду Каракаса при владі. Його викликали, щоб визначити кращий уряд Венесуели, тоді як у полоні короля Фердинанда VII утримував Наполеон Бонапарт. Її 43 депутати (одним голосом проти) вирішили оголосити абсолютну незалежність Корони Іспанії 5 липня 1811 року та прийняти ім'я Американської конфедерації Венесуели. Цей Конгрес проводився на сесіях до 6 квітня 1812 р., Коли він був розпущений через падіння Першої Республіки Венесуела.
У Верховному конгресі Венесуели було дві протилежні фракції: сепаратисти і вірні. Сепаратисти були прихильниками незалежності Венесуели, а вірні були вірними королю Фердинанда VII.
У міру розвитку сесій Конгресу ідея незалежності набирала прихильників всередині нього. Багато депутатів підтримали її пристрасними звинуваченнями, інші — історичними аргументами.
2 липня в Конгресі був представлений рух про незалежність. 3 липня 1811 року в Конгресі почалися дебати. 5 липня відбулося голосування. Незалежність була затверджена з 40 голосами «за». Відразу президент Конгресу, депутат Хуан Антоніо Родрігес, оголосив, що «урочисто оголошено абсолютну незалежність Венесуели».

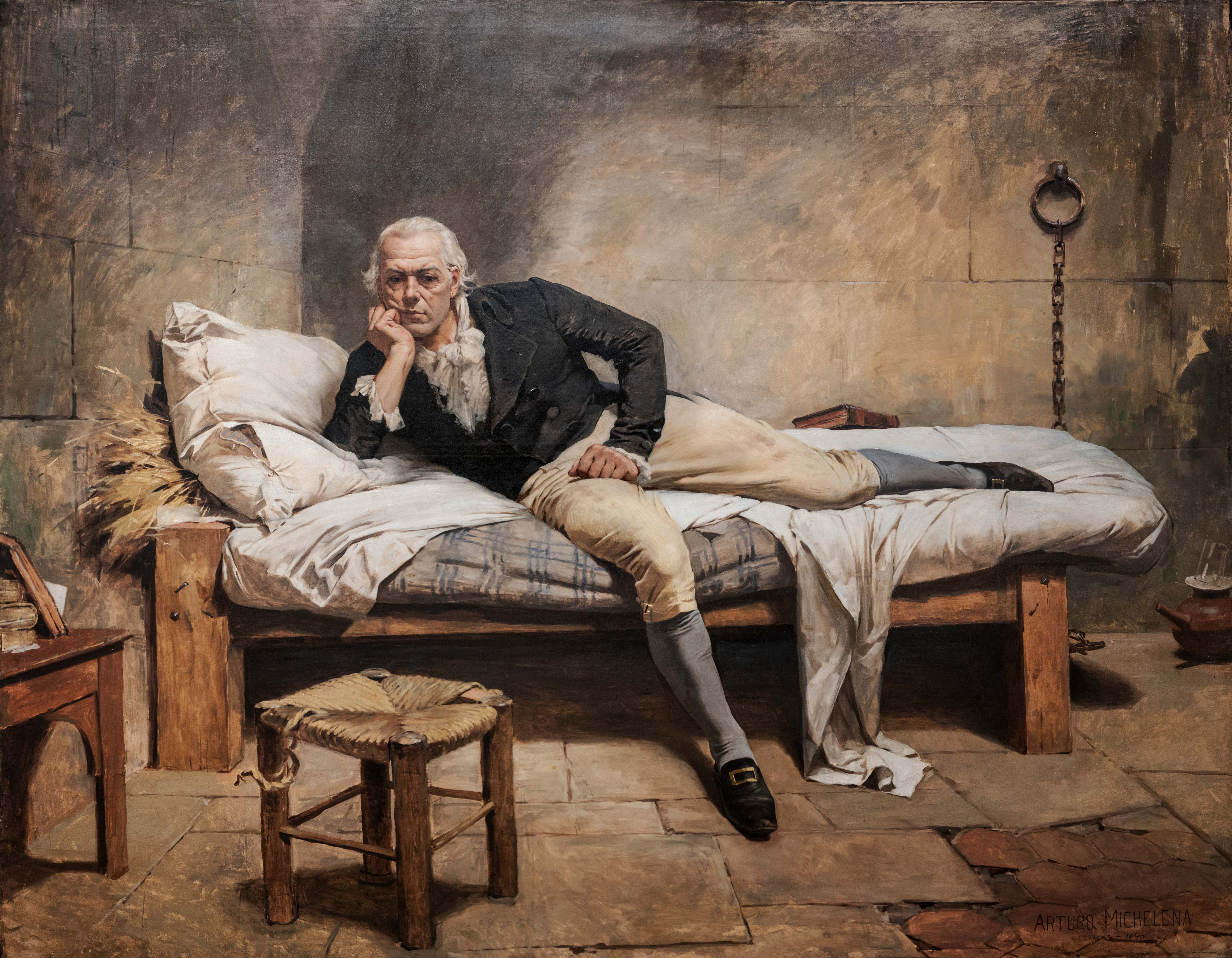
Міранда в Ла-Карраці (1896), генералісіссімо Франсіско де Міранда вважається провісником американської емансипації Іспанської імперії.

Франциско де Міранда та інші члени Патріотичного товариства очолили популярну месу, яка гастролювала вулицями та площами Каракасу, визнаючи незалежність і свободу.
11 липня 1811 року, через шість днів після проголошення незалежності, спалахнули два заколоти. Дії вулиць та скверів розходилися
26 березня 1812 року о 16:00 землетрус зруйнував Каракас, заподіявши великі збитки та загинувши близько 20 000 людей. Того ж року Болівар втратив контроль над Пуерто-Кабельйо, а Франсиско де Міранда капітулював у Сан-Матео перед реалістичним босом Домінго Монтеверде, підписавши угоду, яка полягала в доставленні зброї патріотами. Натомість, роялісти поважали людей та майно.
 Після першої республіки основні політичні та військові лідери Незалежності заслані. Болівар пише «Картагенський маніфест», де аналізує причини невдачі республіки та майбутнє країн, які беруть участь у цьому процесі, які згодом утворять «Гран Колумбійський лос». Це було написано в Картахені де Індіас (Колумбія), 15 грудня 1812 р. 2. До політичних, економічних, соціальних та природних причин, згаданих Боліваром, належать:
- Використання федеральної системи, яку Болівар вважає слабкою на той час.
- Погане управління державними доходами
- Каракаський землетрус 1812 року.
- неможливість створення постійної армії
- Протилежний вплив Католицької Церкви

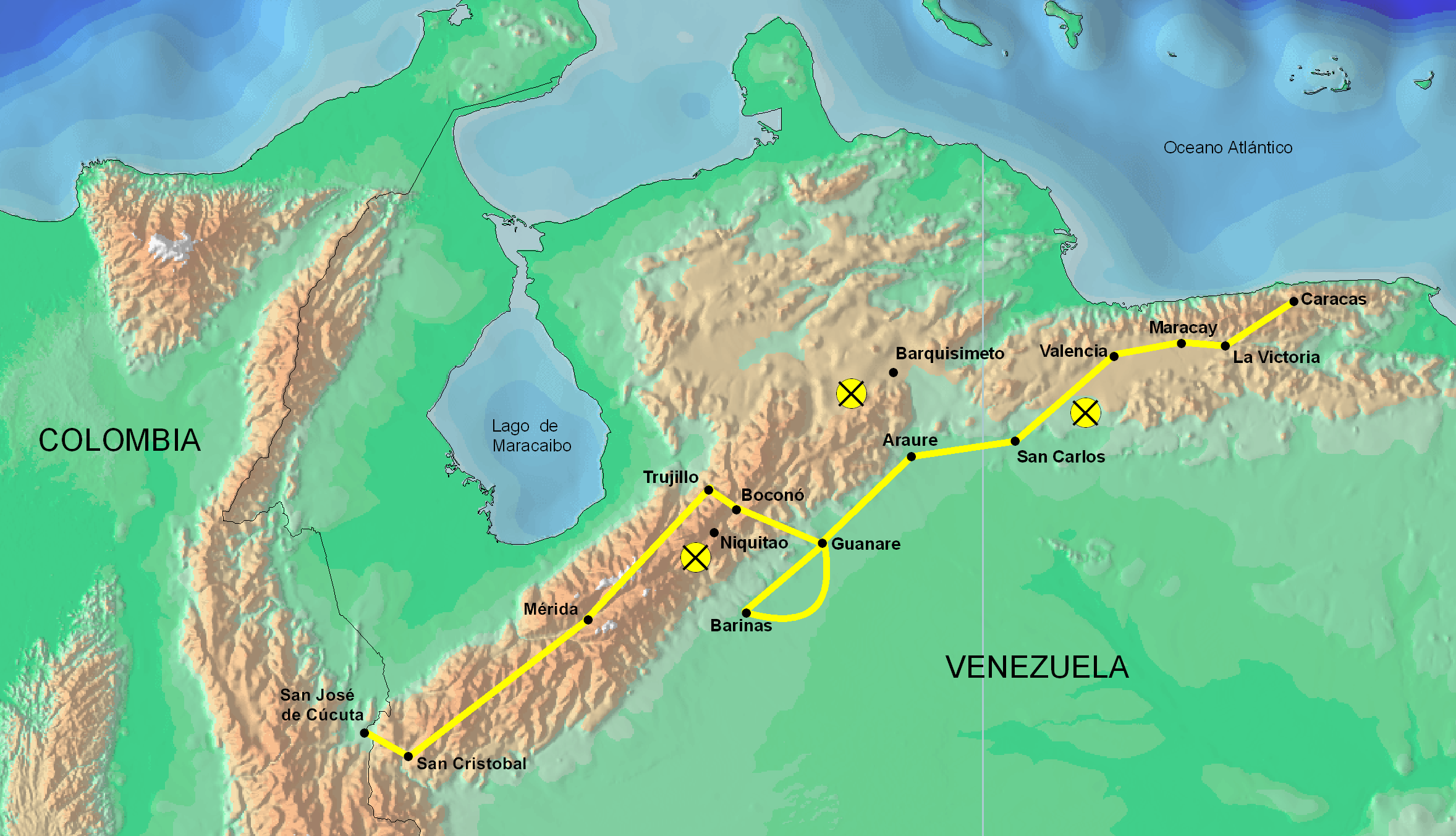
чудовий маршрут кампанії

З реальної сторони, Монтеверде, задуманий про свій успіх, відмовляється передати владу генералу Фернандо Міджаресу, прибув до Пуерто Кабелло з Пуерто-Рико і призначив генеральним капітаном. За відсутності домовленості з Мірандою він розпочав репресії проти патріотів, щоб підготувати ґрунт для виконання своїх планів вторгнення в Республіку Нова Гранада, визнану незалежною від іспанської влади. Усвідомлюючи свої наміри, Болівар просить його включити в армію неогранадіно та матеріально-технічну підтримку, щоб згодом розпочати військові дії того, що відомо в історії під назвою «Адміністська кампанія».

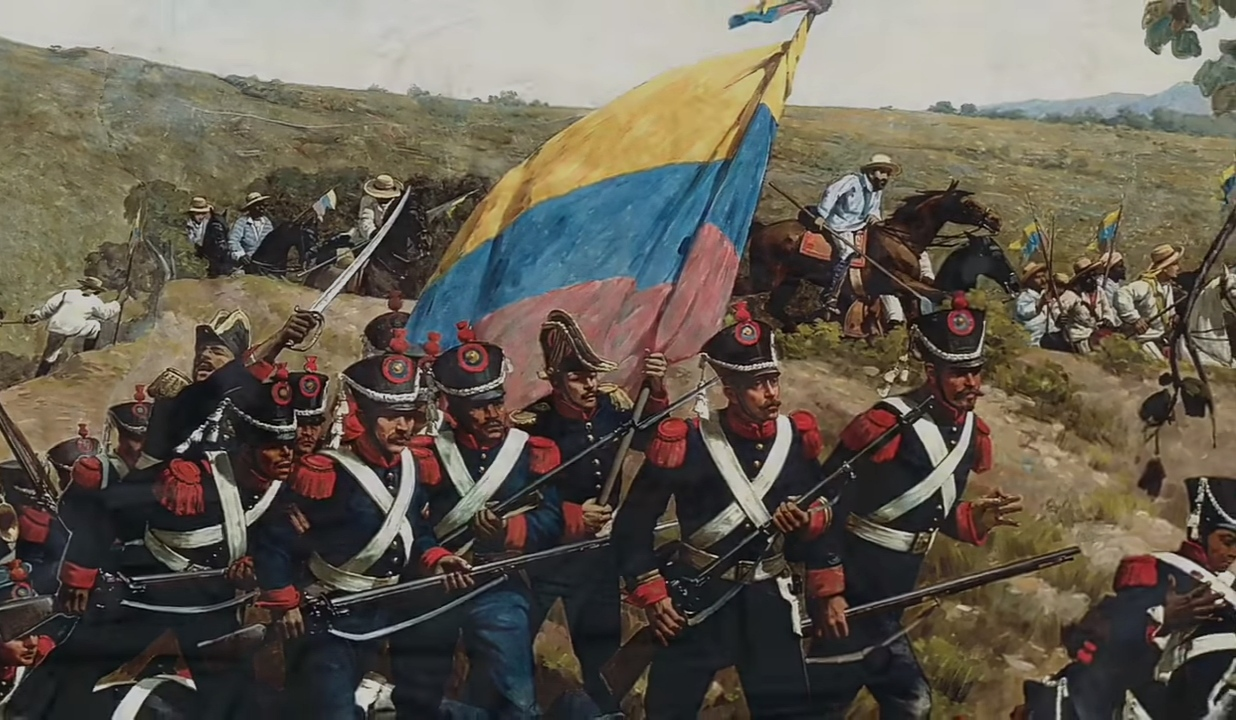
Битва при Карабобо

У перші півроку 1813 р. Опір роялістів руйнується. Монтеверде переможений і отримав травму. Він відходить у Пуерто Кабелло, де його солдати позбавляють його від командування. Реконваїнг Каракасу республіканцями є для істориків віхою, яка поклала початок тому, що вони назвали Другою республікою. Болівар із Каракасу оголошує війну смертю з винищенням іспанської раси. Муніципалітет Каракасу присвоює Болівару титул «Ель Лібертадор» та «Головнокомандувач республіканської армії». Наступного року його призначають верховним начальником.
Воєнний стан ускладнюється появою фігури Хосе Томаша Бовеса, астурійського, який організовує армію, яка воює на боці роялістів, і повстає чорношкірим чи метизовим населенням проти венесуельських білих, тобто. які ведуть процес незалежності. На думку деяких істориків, Бовес скористався існуючим соціальним обуренням у цій групі. Визвольник не забув, що перша і друга республіки розвалилися, оскільки революція була спрямована виключно на ліквідацію особистих привілеїв або феодального характеру, а також на заборону дворянських титулів задля виключної вигоди багатих венесуельських чи неогранадівських власників; без урахування маси рабів чи бідних селян, які становили основну частину армії незалежності.

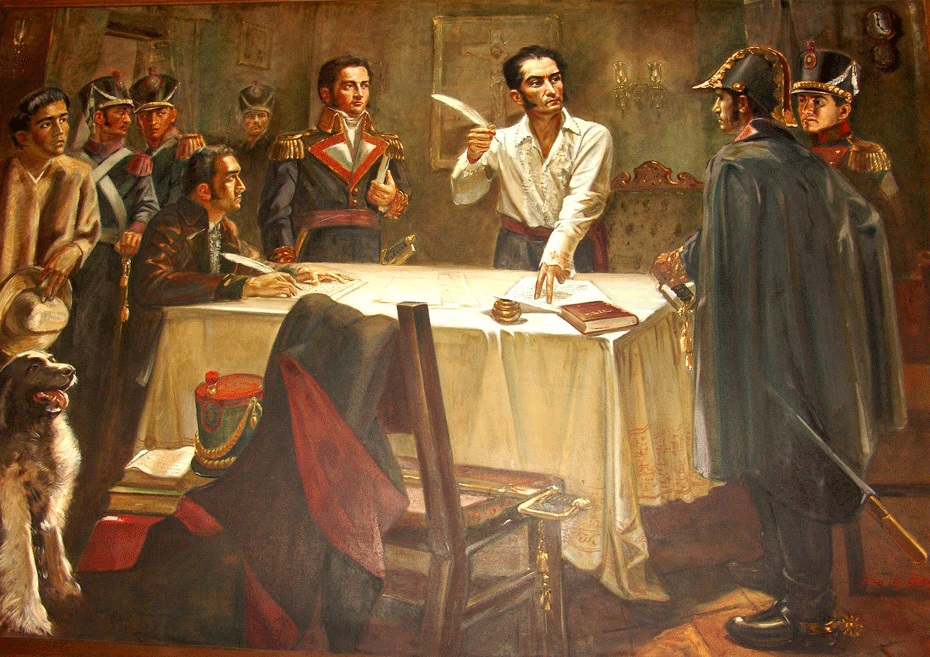
Визвольник Сімон Болівар підписав Указ про смерть проти іспанців.

Указ про війну про смерть — це заява Симона Болівара 15 червня 1813 року у венесуельському місті Трухільо. Як висловив Визволитель, 15 червня було створено у відповідь на кілька злочинів і масових вбивств, здійснених іспанськими солдатами після падіння Першої республіки, проти тисяч республіканців. Метою документа було змінити думку громадськості щодо визвольної війни у Венесуелі, щоб замість того, щоб розглядатись як просту громадянську війну в одній з колоній Іспанії, вона розглядалася як міжнародна війна двох країн, Венесуели та Іспанії.
Він проголосив, що всіх іспанських людей, які не брали активної участі на користь незалежності, будуть вбиті, і що всім американцям буде прощено, навіть якщо вони пасивно співпрацюватимуть із іспанцями. «Війну смерті» практикували обидві сторони. Так, між 1815 та 1817 роками іспанці були вбиті кількома видатними громадянами Нуеви-Гранади, а в лютому 1814 року в Каракасі та Ла-Гуайрі за наказом Болівара були страчені кілька іспанських полонених.
```
"Іспанці та канарки, розраховуйте на смерть, навіть якщо ви байдужі, якщо ви не виступаєте активно даром свободи Америки. Американці, розраховуйте на життя, навіть коли ви винні. Указ про війну смерті, 15 червня 1813 року"
```

Декларація тривала до 26 листопада 1820 року, коли іспанський генерал Пабло Морілло зустрівся з Боліваром, щоб оголосити війну незалежності як звичайну війну. Друга республіка починає занепадати після невблаганних боїв та роз'єднаності республіканських ядер Каракасу та Кумана. П'ята битва за Матурін, яка велася 11 грудня 1814 року і в якій були розгромлені венесуельці, вважається кінцем Другої Республіки Венесуела.
Третя Республіка Венесуела — це назва, яка отримує історичний період, який триває з 1817 по 1819 роки під час війни за незалежність Венесуели. Початок Третьої республіки приписується моменту, коли після кампанії в Гвіані республіканці відновлюють установи в місті Ангостура.

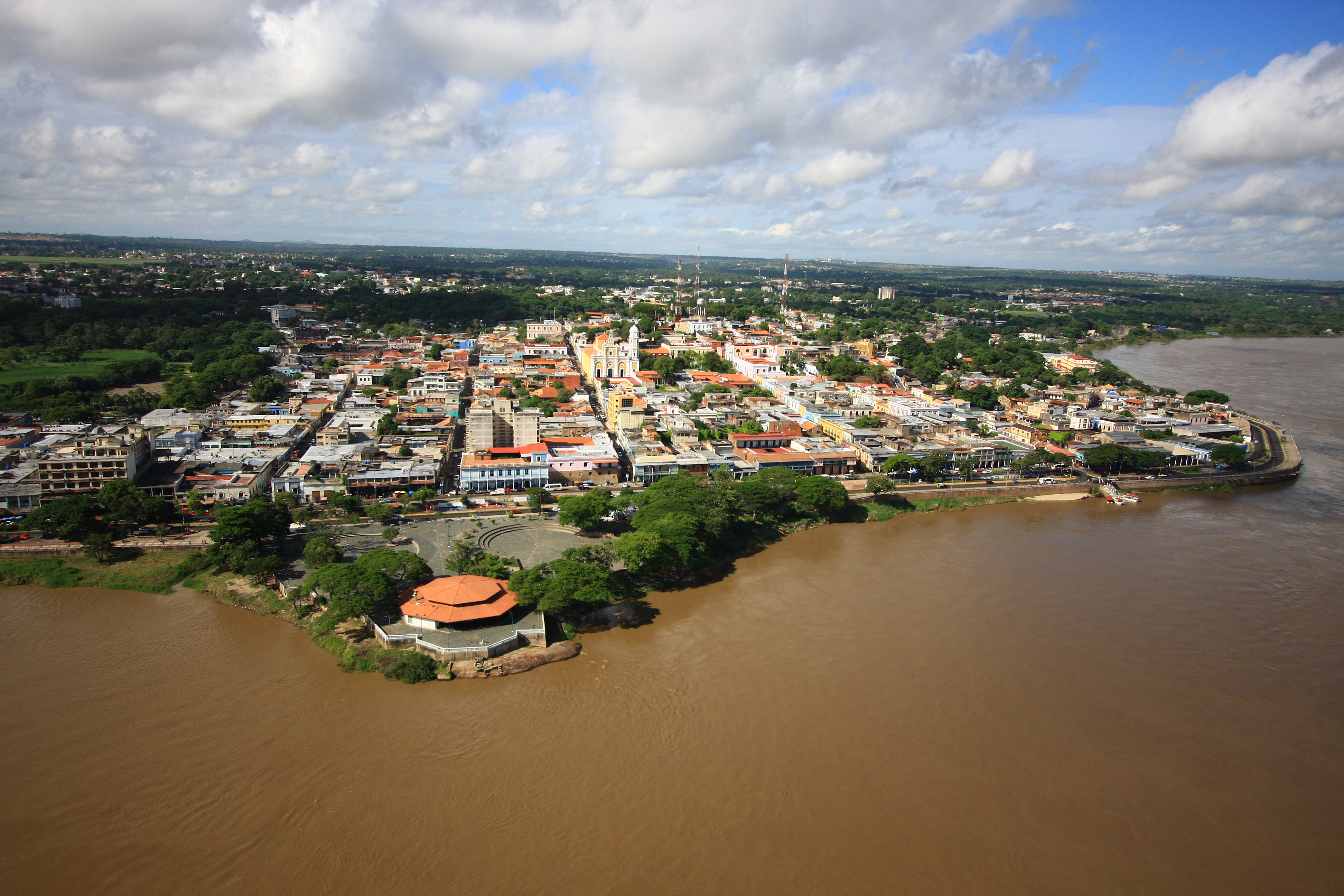
Ангостура Венесуела, в даний час відоме як місто Болівар

6 вересня 1815 року в Кінгстоні Сімон Болівар пише лист Ямайки у відповідь на лист, який раніше надіслав Генрі Каллен, де він пояснює причини, які спричинили падіння Другої республіки в контексті незалежності Венесуели. Коли Болівар прибув до Кінгстона в 1815 році, йому було 32 роки. В цей час він мав лише 3 роки повної відповідальності у боротьбі, яка розпочалася після оголошення Картагенського маніфесту 15 грудня 1812 р. Інтенсивною військовою діяльністю.
15 лютого 1819 р. Болівар встановив Конгрес Ангостури і виголосив Ангостурську промову, складену в контексті воєн за незалежність Венесуели та Колумбії, що ратифікує його як Ель Лібертадор і головний генерал. Північ і захід країни досі були в руках іспанців. Болівар, який намагається ізолювати роялістів, переносить війну в Нову Гранаду і саме тоді починається Кампанія визволення Нової Гранади. 7 серпня того ж року він виграв битву при Бояка і став кульмінацією 77 днів кампанії, ініційованої Сімоном Боліваром, щоб звільнити віце-престол Нуева Гранада.

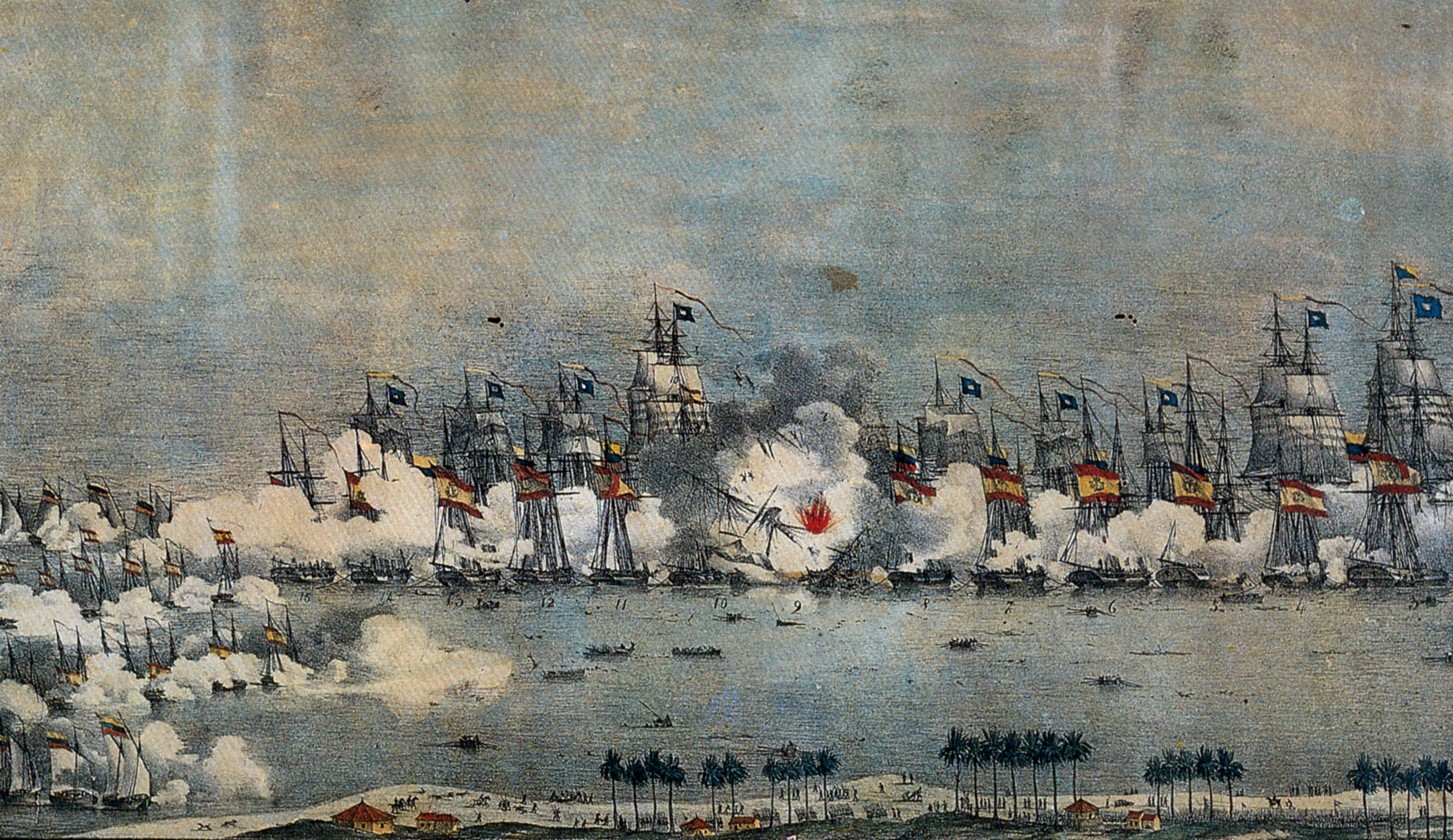
Морська битва на озері Маракайбо

Як і дві попередні республіки, Третя республіка мала дуже коротку тривалість, протягом якої основні події включали організацію цивільного уряду, прийняття всіх венесуельських військових лідерів влади Болівара, прихід Британських добровільних сил, які б співпрацювали з процесом незалежності та Визвольною кампанією Нової Гранади, що дала свободу Новій Гранаді та її конфедерації разом з Венесуелою в Республіці Колумбія, закінчуючи період, відомий як Третя Республіка Венесуела.

24 липня 1823 року у водах озера Маракайбо відбувся морський бій на озері Маракайбо в сучасному штаті Зулія, Венесуела. Це безумовно запечатує незалежність Венесуели Іспанії як вирішальну дію у військово-морських кампаніях Незалежності. Іспанці зуміли завоювати провінції Коро та Маракайбо, що надало їм значну територію на заході країни. Влада республіки постановила морську блокаду узбережжя країни, вхід до озера Маракайбо був вимушений адміралом Паділлою 8 травня 1823 року, а після кількох обмежених дій вирішальна битва відбулася 24 липня 1823 року, в результаті чого відбувся повний тріумф Колумбії. Поразка на озері Маракайбо зробила позицію Моралеса нестійкою, яку він капітулював 3 серпня.

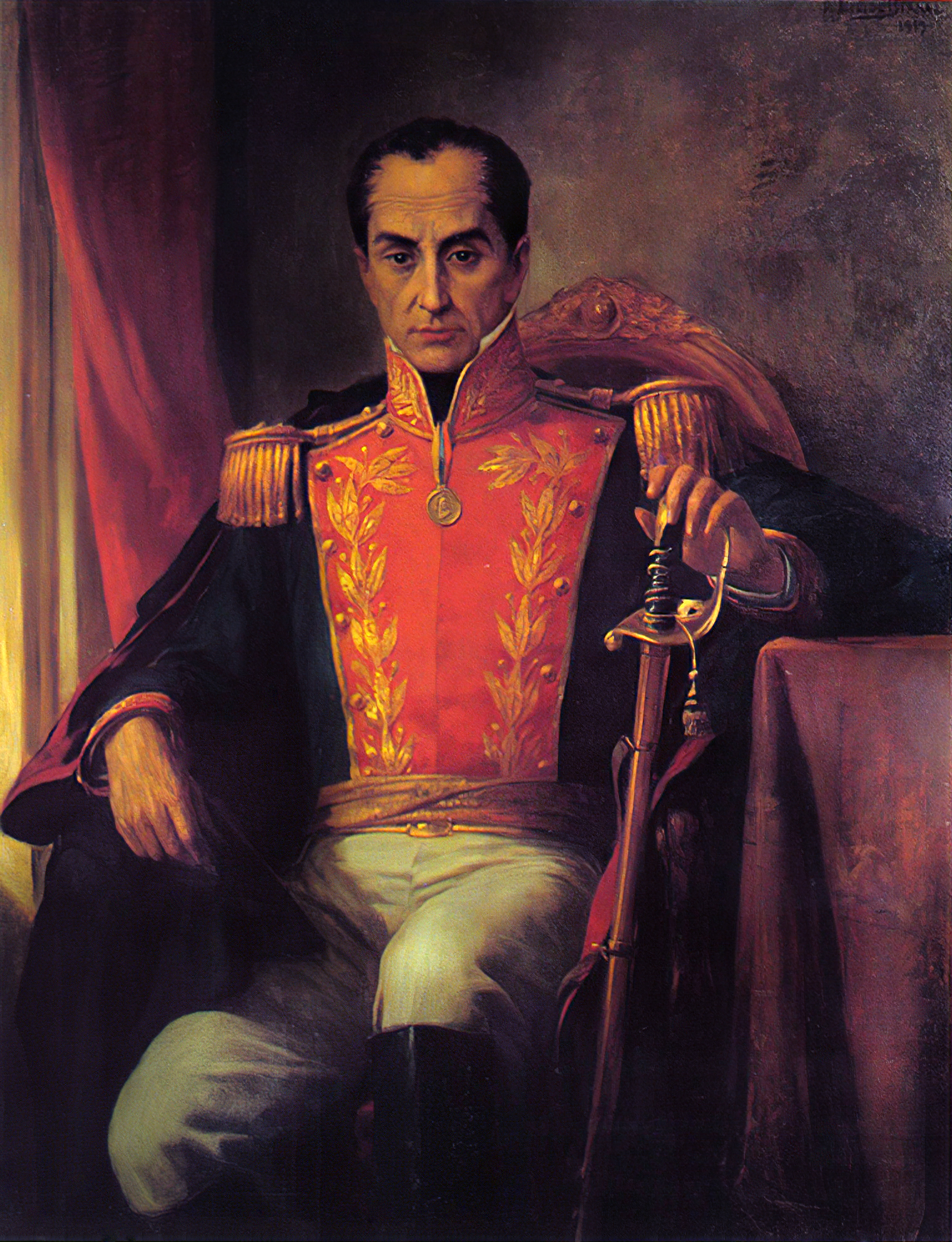
Саймон Болівар, визволитель Венесуели

Симон Болівар — найвідоміший політичний діяч Південної Америки. Його численні пам'ятники, статуї є чи не в кожному місті Венесуели. Його ім'ям називають вулиці, установи тощо.
Вплив і авторитет Болівара в першій половині XIX століття примусили зважати на його думку мало не півсвіту. Його серйозно побоювалися створені незадовго до цього Сполучені Штати Північної Америки, адже під боком у них ось-ось мала виникнути нова й досить впливова держава — Сполучені Штати Південної Америки, або Велика Колумбія, яка ані за площею, ані за потенційними можливостями майже нічим не поступалася б США.
Симон Болівар очолив боротьбу за незалежність іспанських колоній Південної Америки. Під його керівництвом від іспанського панування було звільнено не лише Венесуелу, а й Нову Гранаду (сучасні Колумбія й Панама), провінцію Кіто (нинішній Еквадор). 11 років (з 1819 по 1830 роки) Болівар був президентом Великої Колумбії, створеної після об'єднання цих країн. У 1824 Болівар звільнив Перу, а через рік його ім'ям була названа ще одна держава Південної Америки — Болівія.

### Гран Колумбія

Прапор великої Колумбії. Венесуела, Колумбія та Еквадор поділяють подібні прапори завдяки історичному союзу, який вони мали.

Після з'їзду Ангостури домовлено утворити Республіку Гран Колумбія, згідно з основним законом, який її створює, інтегрувати Венесуелу з віце-релігією Нуева Гранада та Вільна провінція Гуаякіль, до якої приєднується аудиторія Кіто. Конгрес, обраний в Ангостурі, переїжджає в Кукуту, де в серпні 1821 року санкціонується Конституція Кукути і в якій визначена політична організація цієї держави. Болівар обирається президентом більшістю голосів, а віце-президентом стає Франциско де Паула Сантандер. Болівар продовжує свої визвольні кампанії на півдні, де сприяє визволенню Перу та створенню Болівії.
Ця республіка існувала юридично між 1821 та 1831 роками та була утворена з об'єднання попередніх адміністративних утворень віце-релігії Нової Гранади, генерал-капітанства Венесуела, уряду Кіто та уряду Гуаякіля.9 Його площа відповідала території нинішніх республік Колумбії, Еквадору, Панами та Венесуели — включаючи Гвіану Есеквібу, за заявою Гаяно-Венесуели; та інших територій, які перейшли до Бразилії, Перу, Нікарагуа та Гондурасу через міжнародні угоди, укладені між цими країнами та республіками, що виникають внаслідок розпуску Гран-Колумбії.

карта великої Колумбії, на якій можна побачити сучасні території Колумбії Венесуела, Еквадор та Панама

На момент свого створення Гран Колумбія була країною Латинської Америки з найбільшим міжнародним престижем, настільки, що кілька політиків з Європи та Америки, включаючи Джона Квінсі Адамса, тодішнього державного секретаря та майбутнього президента США, передбачали це як найпотужніших націй на планеті. Цей престиж, доданий фігурі Болівара, приваблював уніоністичні ідеї рухів за незалежність Куби, Домініканської Республіки та Пуерто-Рико, які прагнули утворити державу, пов'язану з республікою.
Нова держава регулювала торгові та державні установи, а також постановила про скасування рабства. Але невідповідність між Боліваріаном (централіст) та Сантандером (федераліст) підкреслила внутрішній порядок. Окрім економічної кризи, відсутності інфраструктури, особливості та інтересів, а також прагнення до автономії венесуельців щодо своєї території, сецесія проросла. Косіята 1826 року на чолі з Паесом викривав цю незгоду департаменту Венесуели з урядом Боготи. Щоб заспокоїти захоплення, Болівар правив указом з 1828 р., Але це не завадило відокремити Венесуелу, що остаточно проявилося в листопаді 1829 р. У травні 1830 р. У Валенсії (тимчасовій столиці країни з нагоди конгресу) було встановлено Конгрес Валенсії для прийняття рішень щодо кроків, які повинен виконувати Департамент Венесуели з огляду на зростаюче та постійне відставання від центрального уряду, що закінчилося остаточним відокремленням Венесуели від Гран Колумбії та народженням держави Венесуела, прийняттям нової конституції.

### Референдум 15 серпня 2004
15 серпня 2004 року у Венесуелі відбувся референдум щодо можливої дострокової відставки глави держави Уго Чавеса. 17 серпня стало відомо, що США відмовилися визнавати результати референдуму й закликали розпочати повномасштабне розслідування порушень, про які заявила опозиція. МЗС Росії, зі свого боку, оголосило про визнання підсумків голосування. Про визнання результатів референдуму заявили багато країн Латинської Америки та Європи, у тому числі соціалістичний уряд Іспанії. Попри втручання США, 26 серпня були оголошені офіційні результати референдуму: за Уго Чавеса проголосували 5,8 млн осіб (59,25 %), проти — близько 4 млн (40,74 %).
Активну роль у забезпеченні перемоги Уго Чавеса зіграли державна нафтова компанія PDVSA і Центральний банк Венесуели, який саме перед референдумом перерахував частину золотовалютних запасів країни на соціальні програми.

### Зміни в символіці
12 березня 2006 року одностайним рішенням Національних зборів (парламенту) Венесуели були ухвалені зміни в державній символіці, запропоновані президентом країни Уго Чавесом. На прапорі Венесуели з'явилася восьма зірка, що символізує приєднання східної області Гуаяна на початку XIX сторіччя. Відомо, що 1817 року восьму зірку запропонував використати південноамериканський герой-визволитель Сімон Болівар.
Президент Венесуели Уго Чавес, представляючи нову символіку, назвав своє нововведення «зіркою Болівара», представивши її як частину політики соціалістичної революції й данину пам'яті національному герою. Крім того, відтоді кінь, що красувався на гербі Венесуели, змінив напрям бігу. Якщо досі він галопував праворуч, то тепер це визнано таким, що не відповідає політичній лінії президента. Чавес оголосив, що на новому гербі тварина бігтиме ліворуч. На гербі з'явилися тропічні фрукти та квіти, а також лук і мачете, які покликані символізувати корінну народність Венесуели.

### Політична криза 2010-х рр.
На тлі різкого погіршення соціально-економічної ситуації у Венесуелі у 2010-х рр. контроль над Національною асамблеєю після загальних виборів 30 липня 2017 року перебрали опозиційні партії, які звинувачували президента Ніколаса Мадуро і його уряд у неефективному управлінні державою. У Каракасі й низці інших міст пройшли багатотисячні демонстрації протести, які переростали в масові сутички з поліцією.
Проведені в травні 2018 президентські вибори, на яких перемогу здобув чинний президент Н. Мадуро, опозиція бойкотувала й закликала не визнавати їхніх результатів, посилаючись на численні факти порушень, зокрема масових фальсифікацій.
У серпні 2018 під час святкового параду було здійснено терористичний напад на його учасників за допомогою дронів. Президент Мадуро звинуватив в організації теракту опозицію і США.
10 січня 2019 року відбулась інавгурація Ніколаса Мадуро. Опозиція не визнала другий термін його президентства легітимним, а самого Мадуро оголосила узурпатором.
На масовому мітингу в Каракасі 23 січня 2019 року голова Національної асамблеї Венесуели Хуан Ґуайдо проголосив себе тимчасовим президентом країни. Його визнали Сполучені Штати Америки, Австралія, Ізраїль, Організація американських держав та переважна більшість урядів країн Латинської Америки. Водночас режимові Мадуро висловили підтримку Росія, КНР, Іран, Мексика, Сирія, Туреччина і Куба.
Україна визнала Хуана Ґуайдо президентом Венесуели 04 лютого 2019 року, про що повідомило Міністерство закордонних справ України. З часом позиції Хуана Гуайдо на внутрішній і зовнішній арені слабнули і 5 січня 2023 року Національна асамблея скасувала статус тимчасового президентства.
Новий спалах кризи почався у 2024 році, після виборів 28 липня, які, за даними опозиції, були сфальсифіковані на користь Мадуро. Опозиція та ще 14 країн вільного світу визнають обраним президентом Едмундо Гонсалеса, що призвело до розриву дипломатичних відносин режимом Мадуро з деякими з цих країн. Опозиція всередині країни та венесуельці за кордоном з часу виборів систематично виходять на протестні акції, зокрема, й напередодні третьої інавгурації Мадуро, 9 січня 2025 року.
В результаті політичної кризи країну охопила глибока економічна криза. Інфляція досягла 8 млн %. Мінімальна зарплата у 2019 році склала лише 8 дол.

## Державний устрій

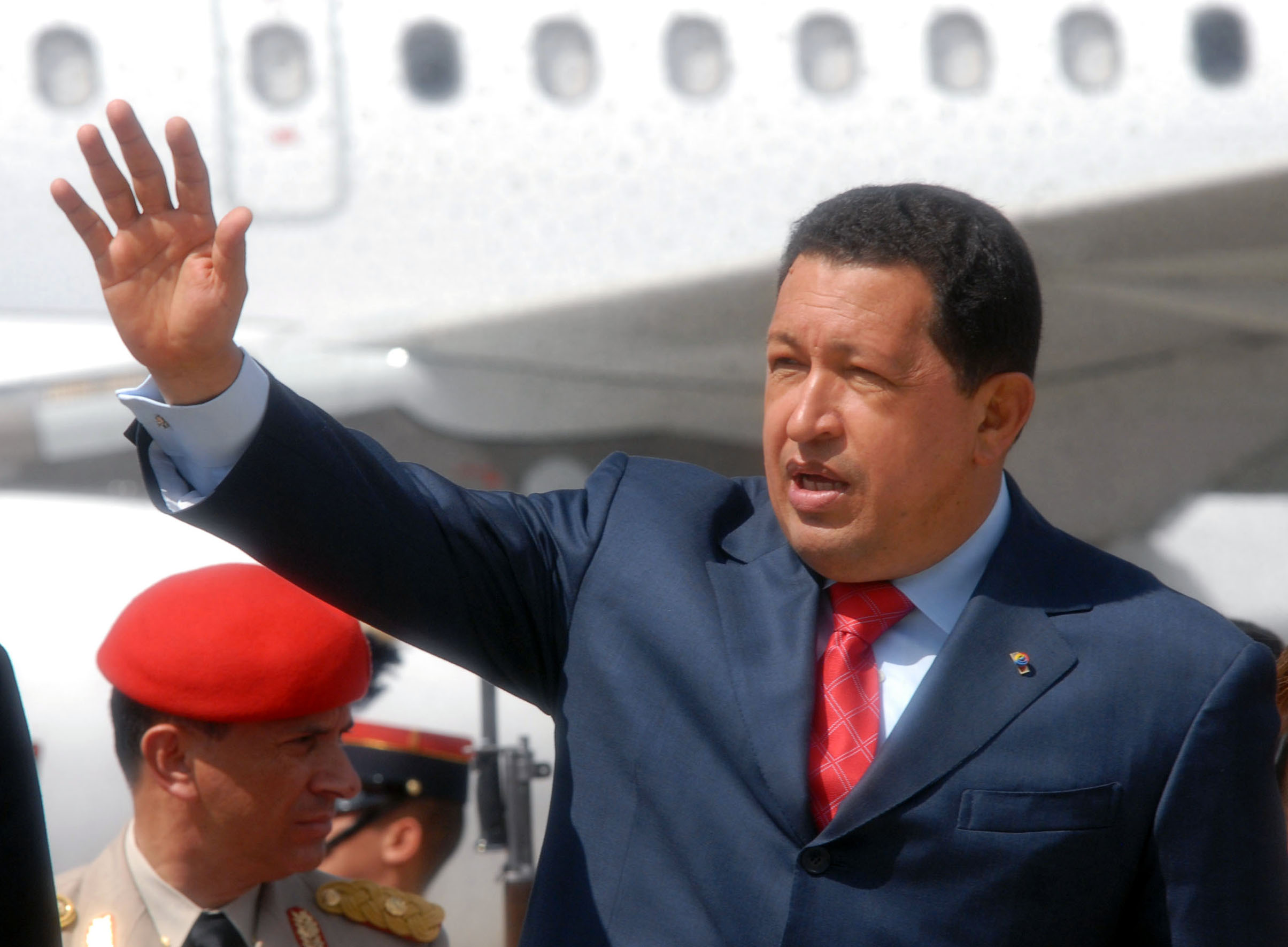
Уго Чавес — Президент Венесуели з 1999 по 2013 рік

Венесуела — федеративна республіка. Діє конституція від 30 грудня 1999 року з поправками від 15 лютого 2009 року.
Глава держави й уряду — президент, який обирається на основі загального прямого і таємного голосування більшістю голосів. Відповідно прийнятої 15 лютого 2009 року поправки до Конституції були скасовані обмеження на переобрання президента. Президент має право розпускати Національну асамблею в разі триразового відхилення його принципово важливих ініціатив. Президент також є головнокомандувачем збройних сил країни. Президент призначає віце-президента.

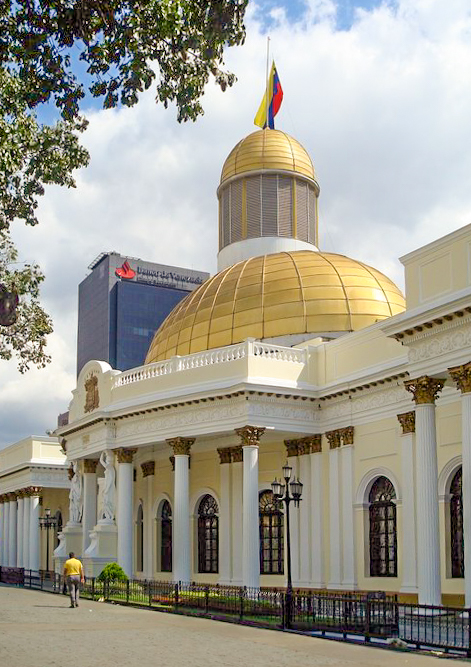
Національна асамблея Венесуели

Законодавча влада здійснюється однопалатним парламентом — Національною асамблеєю у складі 167 депутатів, які обираються громадянами загальним прямим і таємним голосуванням за системою пропорційного представництва строком на 5 років. Надається право участі у виборах військовослужбовцям, які знаходяться на дійсній військовій службі.
Виконавча влада здійснюється президентом, який очолює уряд і призначає міністрів. Штати мають свої законодавчі збори та уряди, які очолюють губернатори. Губернатори є також представниками федеральної влади у своєму штаті. Губернатори штатів обираються згідно зі спеціальними законами штатів.

### Політичні партії країни
- Виборчий рух народу — ВРН (Movimiento Electoral del Pueblo-MEP). Партія створена в грудні 1967 року. голова — Луїс Бельтран Прієто Фігероа (Luis Beltran Prieto Figueeroa). Генеральний секретар — Хесус Анхель пас Галаррага (Jesus Angel Paz Galarraga).
- Демократична дія — ДД (Assion Democratica — AD). Створена 1936 року як Національна демократична партія. З 1941 року має нинішню назву. Голова — Хесус Мендес Кіхада (Jesus Mendez Quijada). Генеральний секретар — Енрі Рамос Аллуп (Henry Ramos Allup).
- Єдина соціалістична партія Венесуели — ЄСПВ(Partido Socialista Unido de Venezuela — PSUV). Створена на установчому з'їзді 12 січня — 2 березня 2008 р. на основі партії Рух П'ята Республіка і других партій. Налічує 5.6 млн членів. Голова — Уго Рафаель ЧАВЕС Фріас(Hugo Rafael Chavesz Frias). Перший заступник голови — Альберто МЮЛЛЕР РОХАС (Alberto Muller Rojas).
- Комуністична партія Венесуели (КПВ) (Partido Comunista de Venezuela — PCV.) Створена у підпіллі 5 березня 1931 року. Генеральний секретар КПВ — Оскар Фігера (Oscar Figuera). Голова КПВ — Хоронімо Каррера (Jeronimo Carrera). Друковані органи — газета «Трибуна популар» і теоретичний журнал «Ідеолохіа».
- Національна конвергенція — НК (Convergencia Nacional — CN). Створена в 1993 р. Лідер — Рафаель Антоніо Кальдера Рожрігес (Rafael Antonio Caldera Rodriguez). Генеральний координатор — Хуан Хосе Кальдера (Juan Jose Caldera).
- Радикальна справа — РС (La Causa Radical — LCR). Створена в 1971 році. Лідер — Андрес Веласкес (Andres Velasguez).
- Революційний рух лівих — РРЛ (Movimiento de Izguierda Revolucionaria — MIR). Партія створена в 1960 р. Генеральний секретар — Мойсес Молейро (Moises Moleiro).
- Республікансько-демократичний союз — РД (Union Republicana Democratica — URD). Партія заснована в 1946 р. Лідер — Ісменія де Вільяльба (жін., Ismenia de Villalba).
- Рух до соціалізму (MAC, Movimiento al Socialismo — MAS). Партія створена в січні 1971 р. Лідери: Рафаель Сімон Хіменес (Rafael Simon Jimenez) і Філіпе Мухіка (Felipe Mujica). Генеральний секретар — Леопольдо Пучі (Leopoldo Puchi).
- Соціал-християнська партія (КОПЕЛ, Partido Social — Cristiano — COPEL). Створена 13 січня 1946 року. До 1948 року мала назву Комітет по проведення незалежної виборчої політики. В нинішній назві партії зберігається скорочення її попередньої назви — КОПЕЛ. Лідер — Енріке Мендоса (Enrigue Mendoza). Генеральний секретар — Сесар Перес Вілас (Cesar Perez Vilas).

## Адміністративний поділ
Венесуела ділиться на 23 штати (ісп. Estados), столичний округ, який належить до міста Каракас, і Федеральні володіння Венесуели (спеціальні території), які входять до дев'яти адміністративних регіонів. Останні створені 1969 року президентським указом. До них належать 72 острови в Карибському морі.
Штати поділяються на округи, округи — на муніципії. Федеральний округ ділиться на департаменти, а ті — на райони. Венесуела поділяється на 335 муніципалітетів (ісп. municipios), які у свою чергу розділяються на більш ніж одну тисячу парафій (ісп. parroquias).
Крім того, Венесуела має історичні претензії на території Гаяни на захід річки Ессекібо, площа яких становить близько 159.500 квадратних кілометрів (61583 квадратних миль).

### Штати Венесуели
|    | Штат           | Столиця                |
| 1  | Амасонас       | Пуерто-Аякучо          |
| 2  | Ансоатегі      | Барселона              |
| 3  | Апуре          | Сан-Фернандо де Апуре  |
| 4  | Арагуа         | Маракай                |
| 5  | Баринас        | Баринас                |
| 6  | Болівар        | Сьюдад-Болівар         |
| 7  | Карабобо       | Валенсія               |
| 8  | Кохедес        | Сан-Карлос             |
| 9  | Дельта-Амакуро | Тукупіта               |
| 10 | Фалькон        | Санта-Ана-де-Коро      |
| 11 | Гуаріко        | Сан-Хуан-де-лос-Моррос |
| 12 | Лара           | Баркісімето            |

|    | Штат          | Столиця        |
| 13 | Мерида        | Мерида         |
| 14 | Міранда       | Лос-Текес      |
| 15 | Монагас       | Матурин        |
| 16 | Нуева-Еспарта | Ла-Асунсьйон   |
| 17 | Португеса     | Гуанаре        |
| 18 | Сукре         | Кумана         |
| 19 | Тачира        | Сан-Кристобаль |
| 20 | Трухільйо     | Трухільйо      |
| 21 | Варгас        | Ла-Гуайра      |
| 22 | Яракуй        | Сан-Феліпе     |
| 23 | Сулія         | Маракайбо      |

## Міжнародні відносини
Венесуела має відносини з більшістю країн світу. Україна та Венесуела встановили дипломатичні зв'язки 29 вересня 1993 р.

## Релігія
Небесна покровителька — Богоматір Коромото з 1950 року.

## Економіка Венесуели
Унаслідок політичної кризи (із 2017 року) країну охопила глибока економічна криза. Інфляція досягла 8 млн %. Мінімальна зарплата у 2019 році склала лише 8 дол. Була проведена деномінація валюти у співвідношенні 100 тисяч до 1. Нова валюта отримала назву суверенний болівар.
Валовий національний продукт на душу населення, за оцінкою 2010 року, становив 11 889 доларів США. Для порівняння, за даними 1998 року, — 2 900 доларів США, тоді за цим показником країна посідала 57-ме місце у світі.
За даними Index of Economic Freedom, The Heritage Foundation (США, 2001):
- ВВП — 81 млрд $.
- Темп зростання ВВП — (−0,7) %.
- ВВП на душу населення — 3499 $.
- Прямі закордонні інвестиції — 1,1 млрд $.
- Імпорт (машини й транспортне обладнання, запчастини, хімічні продукти та продовольство) — 19,3 млрд $ (головним чином США — 53,4 %; Саудівська Аравія — 7,0 %; Японія — 5,3 %; Колумбія — 5,3 %; Італія — 5,1 %).
- Експорт (головним чином нафта і нафтопродукти — бл. 90 %, а також алюміній і залізняк) — 25 млрд $ (головним чином США — 56,7 %; Колумбія — 5,7 %; Бразилія — 4,5 %; Німеччина — 1,6 %; Японія — 1,4 %).

### Промисловість

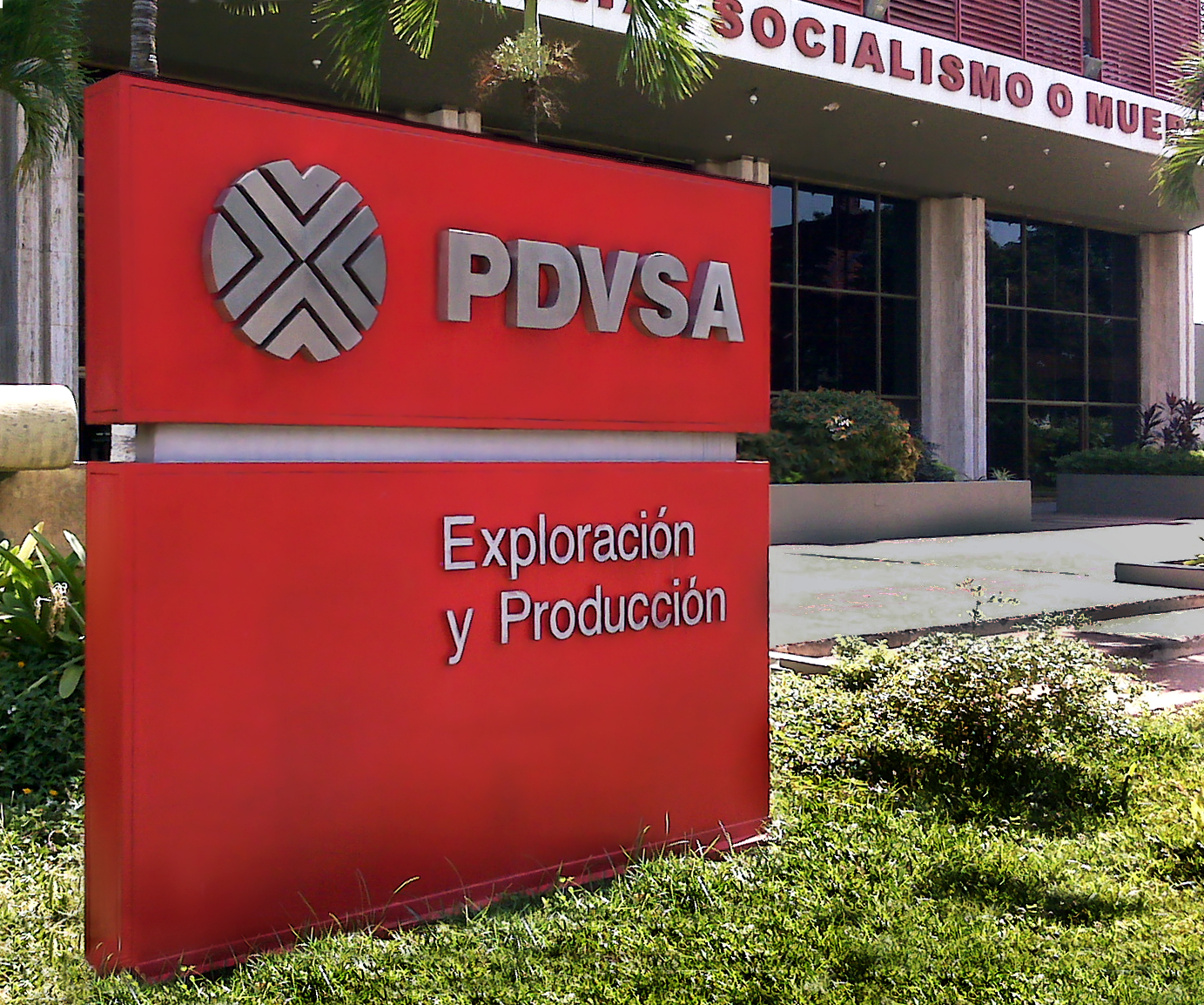
Petroleos de Venezuela — монопольна нафтовидобувна компанія Венесуели

Венесуела — аграрно-промислова країна з розвинутою нафтодобувною промисловістю. Основа економіки Венесуели — видобуток та експорт нафти (3-є місце у світі) й природного газу. Petroleos de Venezuela — державна нафтогазова компанія Венесуели, яка володіє монопольним правом на видобуток нафти і природного газу на континентальному і морському шельфах країни.
Крім того, в надрах країни є поклади залізної руди, марганцю, алмазів, золота, нікелю, вольфраму. Промисловість країни переробляє 1/3 нафти, що видобувається. У Венесуелі виробляється сталь, прокат, пластмаси, добрива, автомобілі, побутова електротехніка, тканини, взуття тощо. Розвинена харчова промисловість.
Венесуела повністю забезпечує себе нафтою і природним газом; вона має також у своєму розпорядженні значні запаси кам'яного вугілля і гідроенергетичні ресурси. У 1990-х рр. потреби Венесуели в енергії на 91 % задовольнялися за рахунок нафти й природного газу і на 8 % — за рахунок ГЕС. Сумарна потужність електростанцій становила майже 18,8 млн кВт, з яких 43 % припадає на ТЕС і 57 % — на ГЕС.

### Сільське господарство
У сільському господарстві обробляється лише 2 % території країни. Вирощується кава, цукрова тростина, рис, бавовна, кукурудза, маніок, боби, картопля, овочі, банани. Розводять велику рогату худобу, свиней, кіз. Проте місцеве виробництво продуктів харчування не в повній мірі забезпечує потреби населення.

### Транспорт

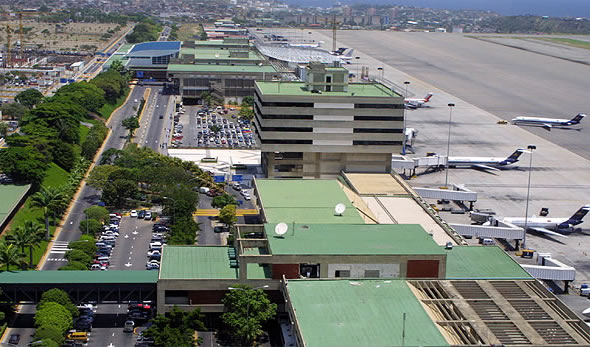
Міжнародний аеропорт «Симон Болівар» в Каракасі

Основний вид транспорту у Венесуелі — автомобільний транспорт, майже 90 % всіх перевезень пасажирів і вантажу здійснюються автомобільним транспортом. Загальна протяжність автомобільних доріг становить близько 100 тис. км.
Розвинений морський транспорт. Головні порти країни: Ла-Саліна, Пуерто-Кабельйо, Маракайбо, Амуай, Пунта-Кардон.
Планується розвиток залізничного транспорту. Єдина в країні залізниця протяжністю 336 км з'єднує Баркісімето і Пуерто-Кабельйо. Однак уряд планує довести протяжність залізниць до 1200 км, спорудивши лінії між Пуерто-Кабельйо і Каракасом.
Повітряні перевезення здійснюють 6 внутрішніх авіаліній, провідне місце серед яких займають компанії Aeropostal і Viasa. Найбільший аеропорт — міжнародний аеропорт «Симон Болівар» в Каракасі.

## Демографія

Приріст населення Венесуели з 1950 по 2022 роки.

В липні 2020 року населення Венесуели становило 28 435 940 осіб. Венесуельський народ є результатом метисації між європейцями (іспанцями, італійцями та португальцями) з індіанцями та меншою мірою африканцями. За даними аутосомного генетичного дослідження ДНК, проведеного в 2008 році університетом Бразилії, населення Венесуели становлять: 60,60 % європейці, 23 % індіанці та 16,30 % африканці. За результатами опитування, проведеного 2016 році, 33 % венесуельців назвали себе метисами, 32 % — білими, 21 % — мулатами, 8 % — чорними та 4 % — індіанцями.
Основне населення країни — венесуельці. Чисельність індіанців перевищує 100 тис. осіб. Не менш 3/4 населення живе у вузькій смузі берегових гірських пасом, що тягнуться вздовж узбережжя Карибського моря від колумбійського кордону до дельти Ориноко. Ще 15 % жителів зосереджено у нафтовмісному районі навколо озера Маракайбо. Нерівномірний розподілу населення по території країни пояснюється історичним та економічним розвитком різних регіонів Венесуели. В доіспаномовний період найбільш густонаселеною територією була північ країни, утворена гірським масивом Анди та Кордильєра-де-ла-Коста. В цих регіонах корінні жителі мали більш розвинене сільське господарство. Район Ланос був малонаселений через брак ресурсів і чередуваня періодів повені і посухи. Народжуваність у Венесуелі, за даними на 2003 рік, становила близько 19,78 на 1000 чоловік, смертність — близько 5 на 1000, а природний приріст населення — 1,48 % на рік. Очікувана тривалість життя в країні становить — 70,78 року у чоловіків і 77,70 у жінок.

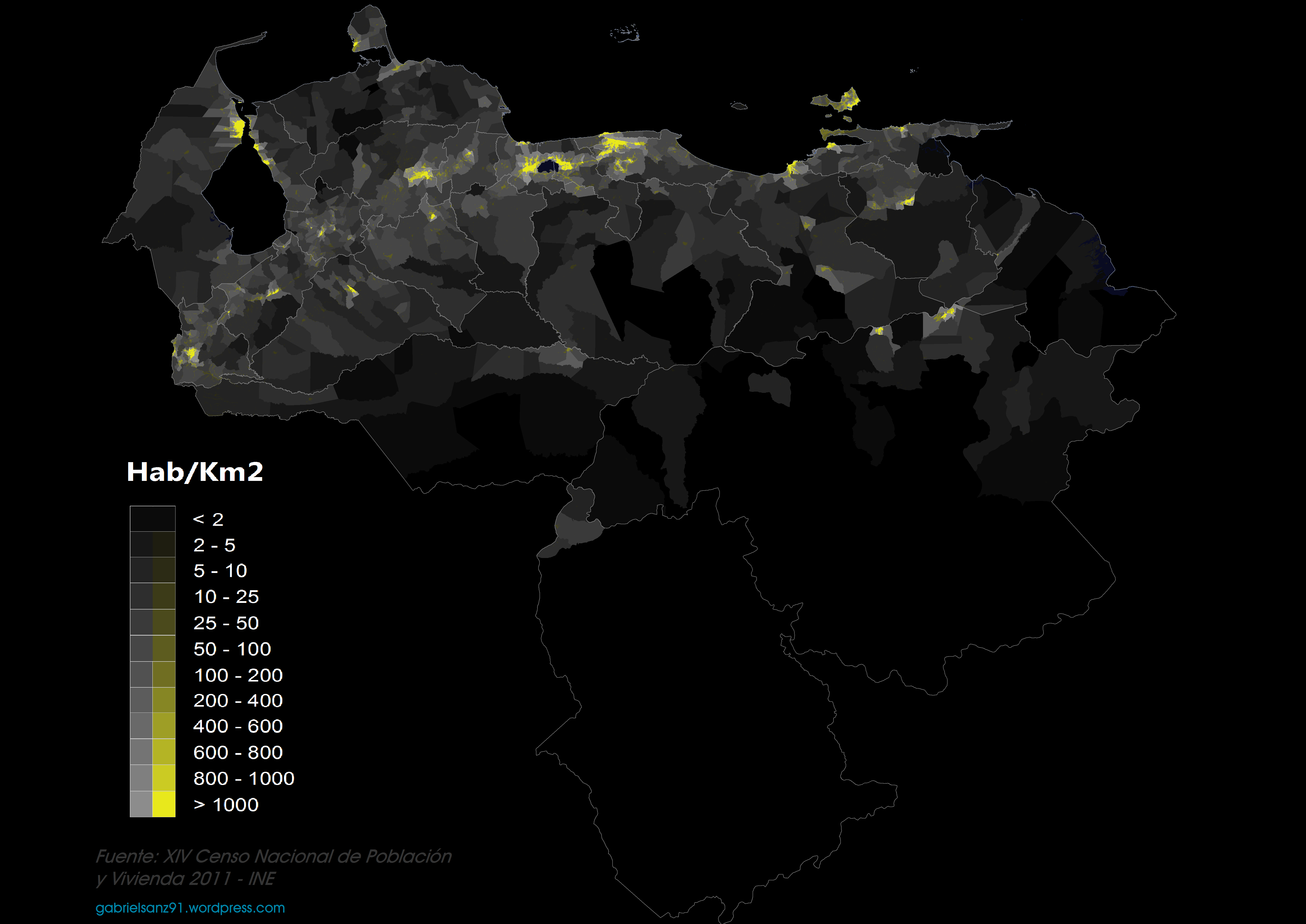
Карта Венесуели за щільністю населення в 2011 році

Населення Венесуели зросло з 766 тисяч осіб в 1823 році до 2,4 мільйона у 1920 році. Однак райони Гвіанського нагір'я залишалися майже незаселеними аж до Другої світової війни. Брак кваліфікованих нафтовиків на нафтопромислах після війни викликали приплив інженерів і робітників з-за кордону. Крім того, уряд став вербувати переселенців в Європі і в країну ринув потік іммігрантів, особливо з Іспанії, Португалії та Італії. Внаслідок імміграції до Південної Америки переміщених осіб із Західної Європи у післявоєнні роки сформувались невеликі (у кілька тисяч і сотень) діаспорні групи українців у Венесуелі. Проте спроба сільськогосподарського освоєння Гвіанського нагір'я не увінчалася великим успіхом, погано пристосовані до життя в тропічних лісах європейці врешті-решт осіли у Каракасі, Маракайбо та в інших містах. В наш час[коли?] багато переселенців, як легальних, так і нелегальних, прибуває з Колумбії.

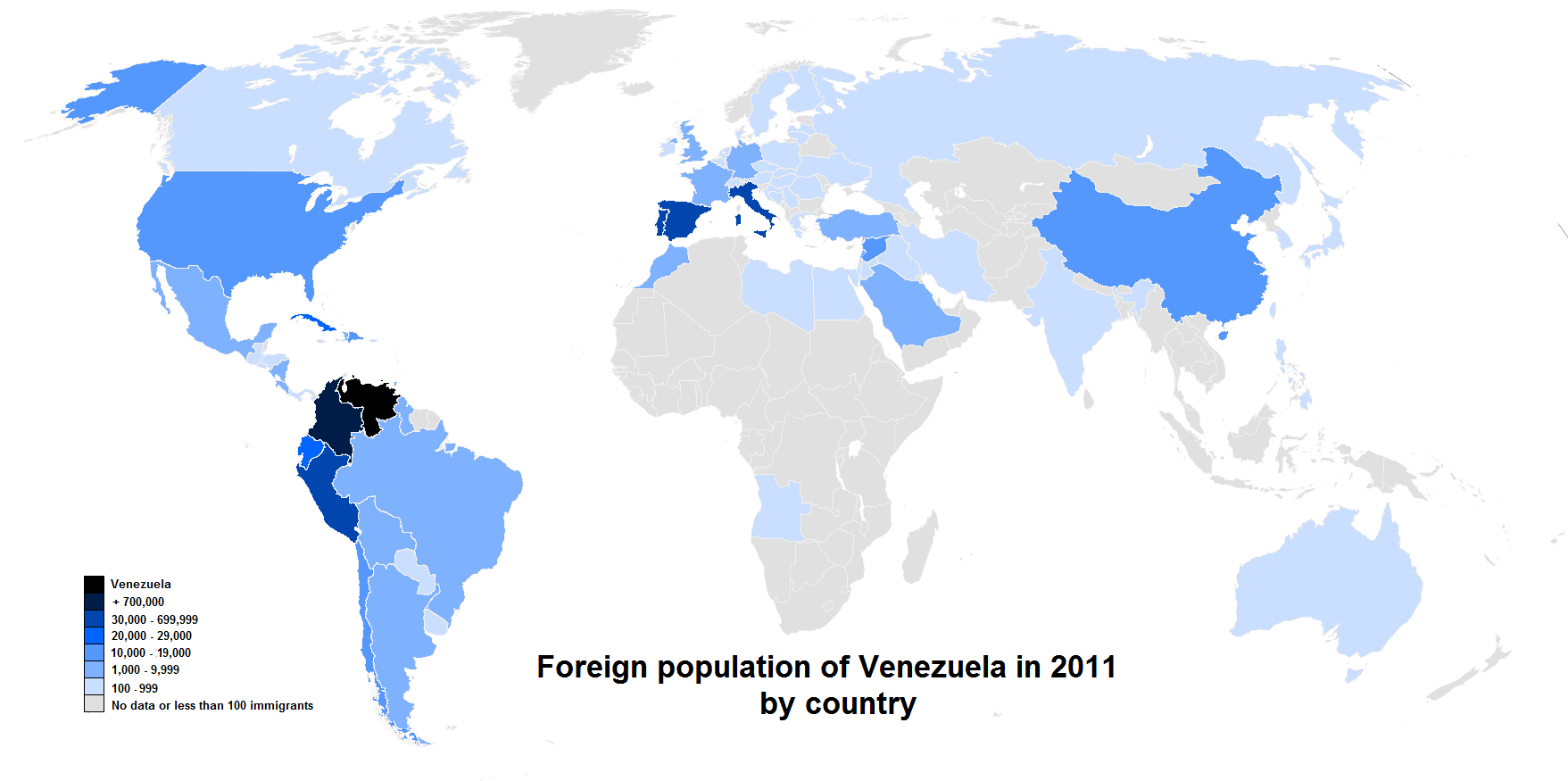
Країни походження іммігрантів у Венесуелі у 2011 році.

Після закінчення Другої світової війни європейські країни були спустошені серйозними економічними кризами та їх зруйнованими галузями, а також високим рівнем безробіття. Тим часом Венесуела опинилася у великому економічному підйомі через відкриття та експлуатацію багатьох нафтових свердловин, на додаток до великого розвитку інфраструктури, галузей та технологій. До 1950-х років Венесуела була четвертою найбагатшою країною світу та другою країною з найвищим доходом на душу населення у світі, що сприяло прибуттю великої кількості іммігрантів (переважно із Західної Європи) між 1948 та 1961 роками . У 1950 році це була країна, яка мала вже 5 мільйонів жителів, тому процес міцегенації був дуже інтенсивним. За переписом 1961 року населення складало 7 мільйонів жителів, майже мільйон європейських іммігрантів зосередилися в мегаполісах Каракас і Валенсія, що зробило Венесуелу третьою країною з більшою кількістю іспанців у світі, другою країною з більшою кількістю португальців після Бразилії та одинадцятою за кількістю італійців. Після економічного занепаду в 1970 р. Венесуела вступає в кілька економічних криз, які спричиняють зменшення європейської імміграції в країну, і розпочинається масовий приїзд іммігрантів з Південної Америки переважно з Колумбії, Перу, Еквадору та Чилі.
На відміну від інших країн, іноземці у Венесуелі мали велику асиміляцію та мішання з місцевим населенням. Це було результатом федеральної війни (1859—1863 рр.), яка знищила економіку країни та залишила багато сімей у банкрутстві, змусивши людей високого соціального статусу (переважно білих) мати стосунки з бідними людьми (в основному метисами та мулатами), створюючи велику міцегенацію та зменшуючи фізичні відмінності між людьми різних етносів.

### Основні етнічні групи
Метиси:

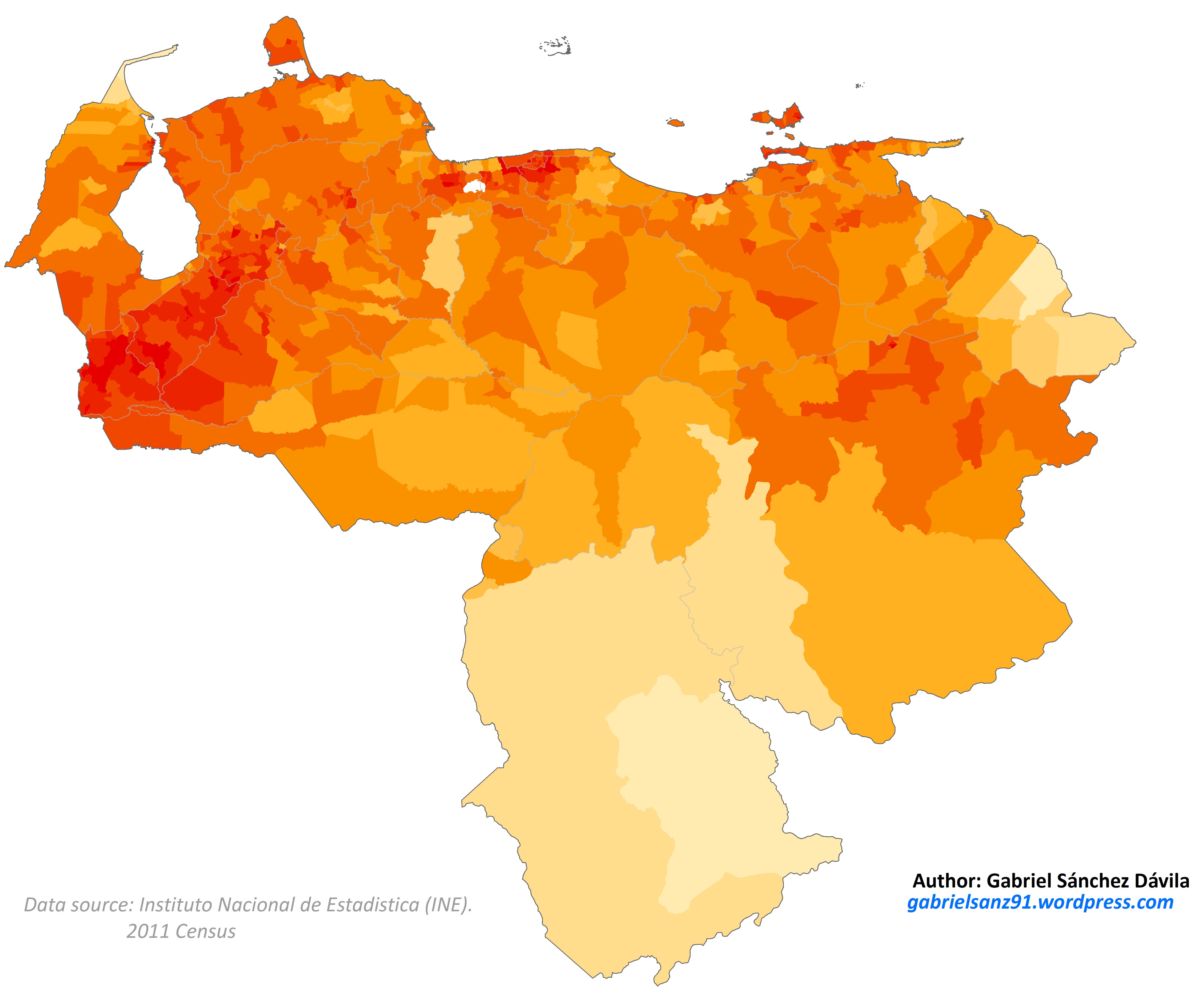
відсоток від євронащадкового населення

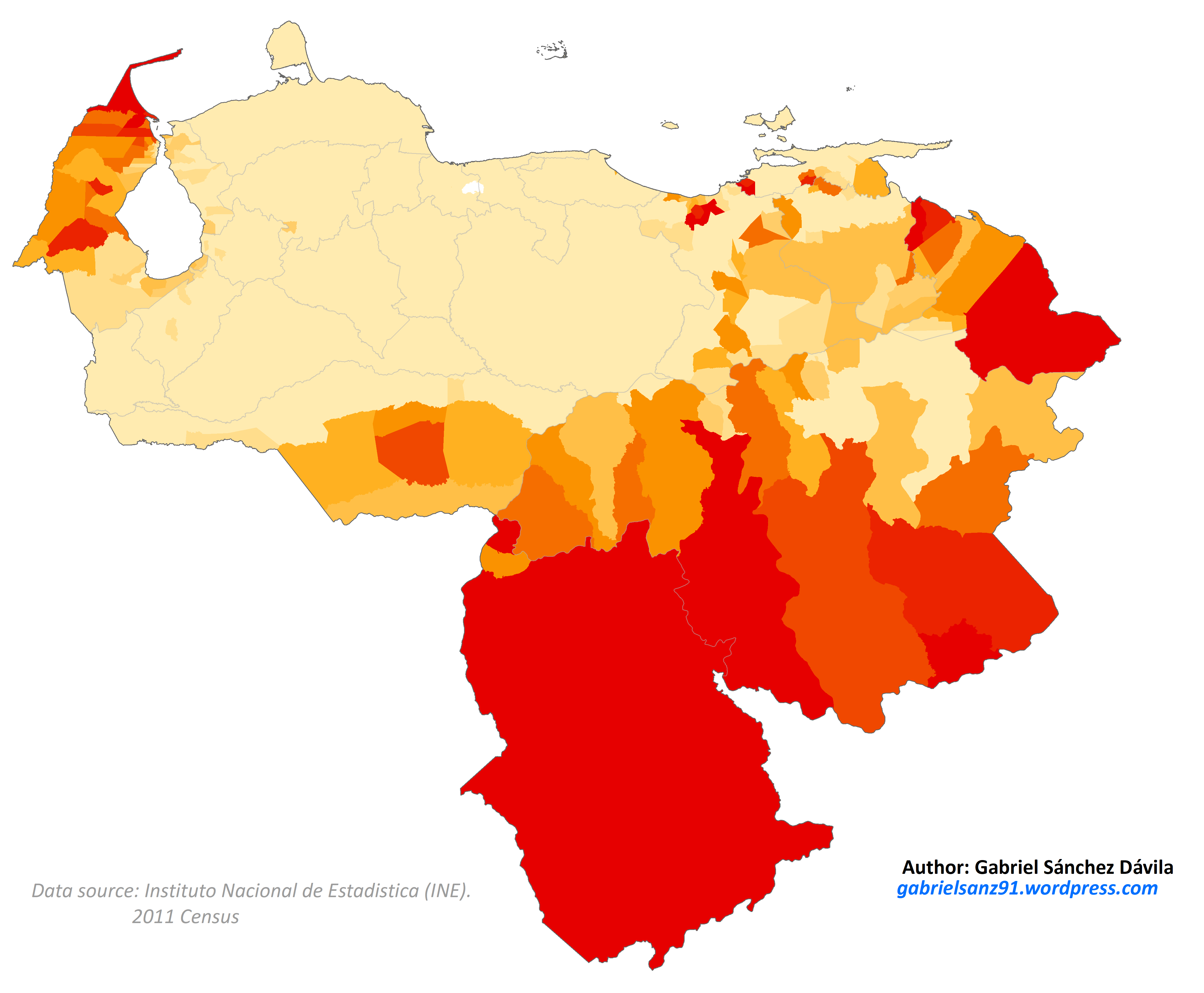
Американське населення

Нащадки шлюбу між європейцями та індіанцями. Оскільки значна частина населення має певний рівень корінного походження, важко визначити кількість метисів, які оцінюються між 33 % та 70 % населення країни. Їх гени в середньому складають 59 % європейських, 32 % індіанських і 9 % африканських.
Білі люди:

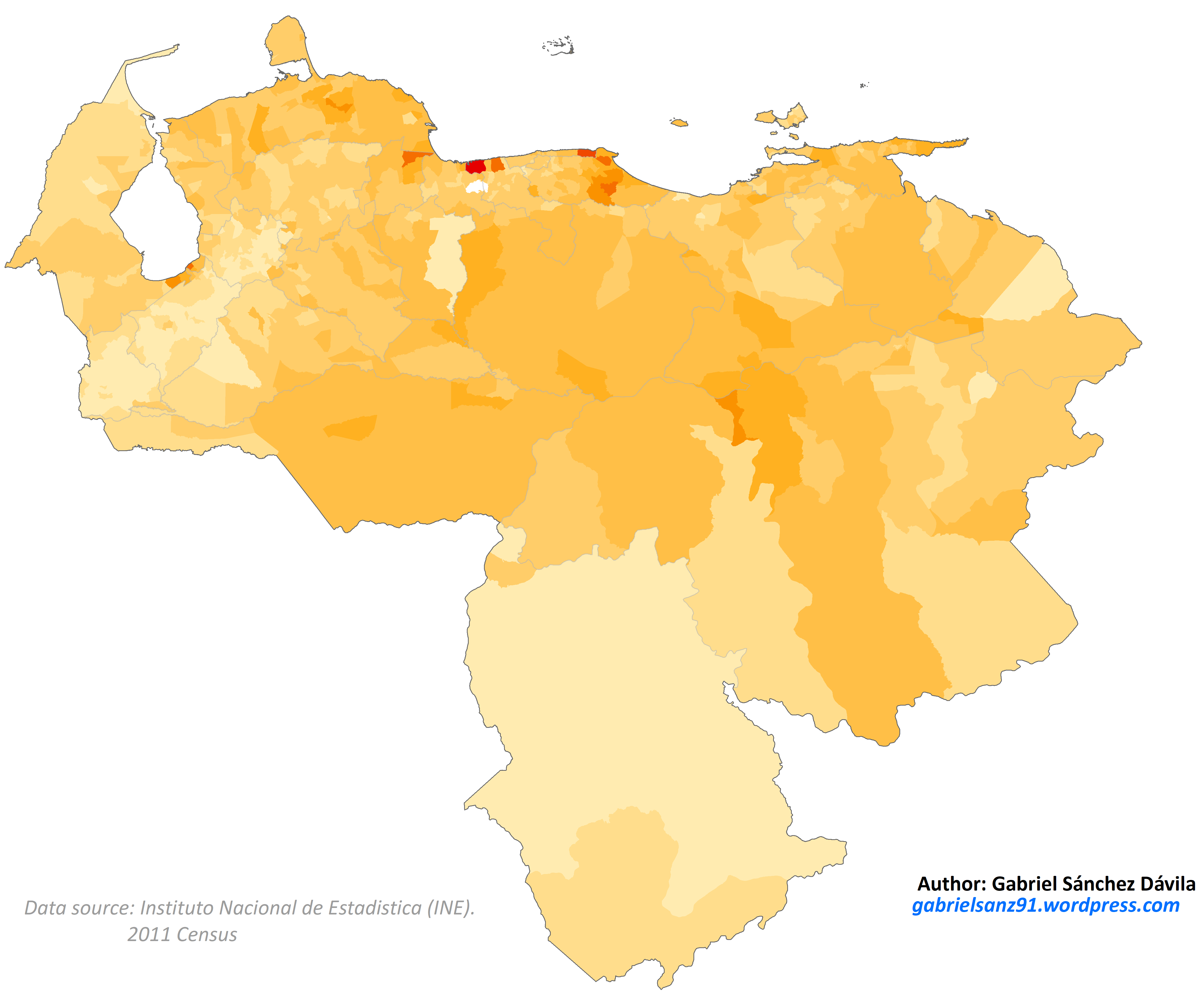
відсоток населення африканського походження

В основному це європейці або араби та їхні нащадки, але через велику міцегенацію багато метисів і мулатів переважно європеоїдних генів ідентифікують себе як білі, тому їх обчислюють від 21 % до 43 % населення. Близько 4 000 000 венесуельців є нащадками іспанців третього покоління, 1 500 000 — нащадками португальців, 2 000 000 — нащадками італійців, а 1 000 000 — сирійцями та ліванцями. Венесуельські білі мають гени в середньому 73—78 % європейців, 12—22 % корінних та 0—15 % африканських.
Мулати: Вони є нащадками шлюбу між європейцями та африканцями, хоча в меншій мірі вони мають індіанських предків. вони становлять близько 20 % населення. Вони живуть переважно в містах біля узбережжя. Мулати у Венесуелі мають середню генетику 56 % європейських, 29 % африканських та 15 % корінних.
Африканці: Це люди, які мають африканський рід і живуть у прибережних містах, вони складають близько 8 % населення, завдяки асиміляції населенням Венесуели їхні африканські гени зменшилися і вони в середньому нижчі, ніж чорні популяції Африки та Бразилії . Їх гени в середньому 40—45 % африканські 40—45 % європейські та 2—15 % індіанські.
Індіанці

Вони є корінними мешканцями Венесуели, хоча вони мають сибірське пір'яне походження через такі фактори навколишнього середовища, як клімат та сонячне опромінення, на додаток до міцегенації з іншими народами, мають різні фізичні характеристики. Вони становлять близько 3 % основної частини живої частини та частини внутрішніх справ країни.

етнічні групи Венесуели
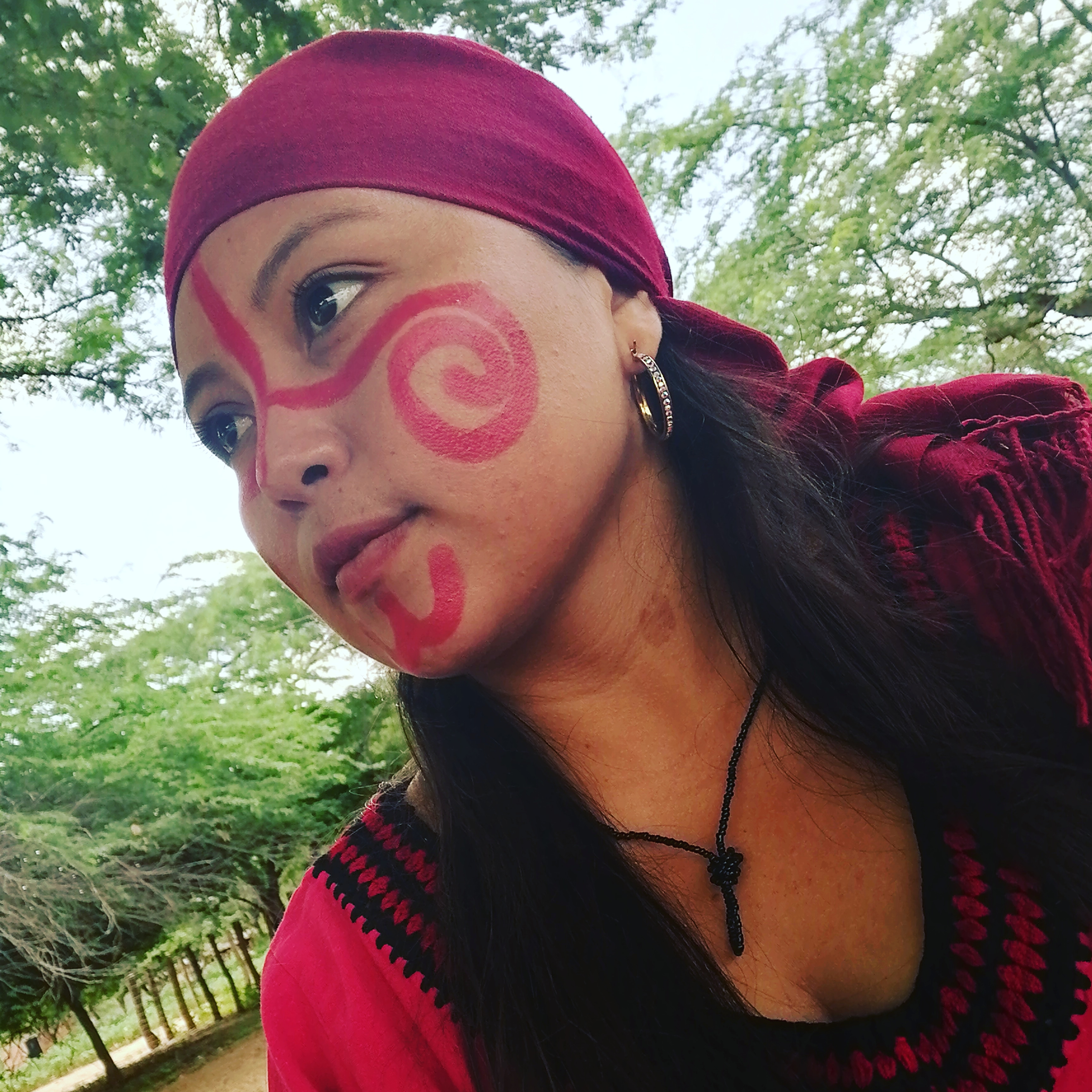
Корінна жінка Wayuu
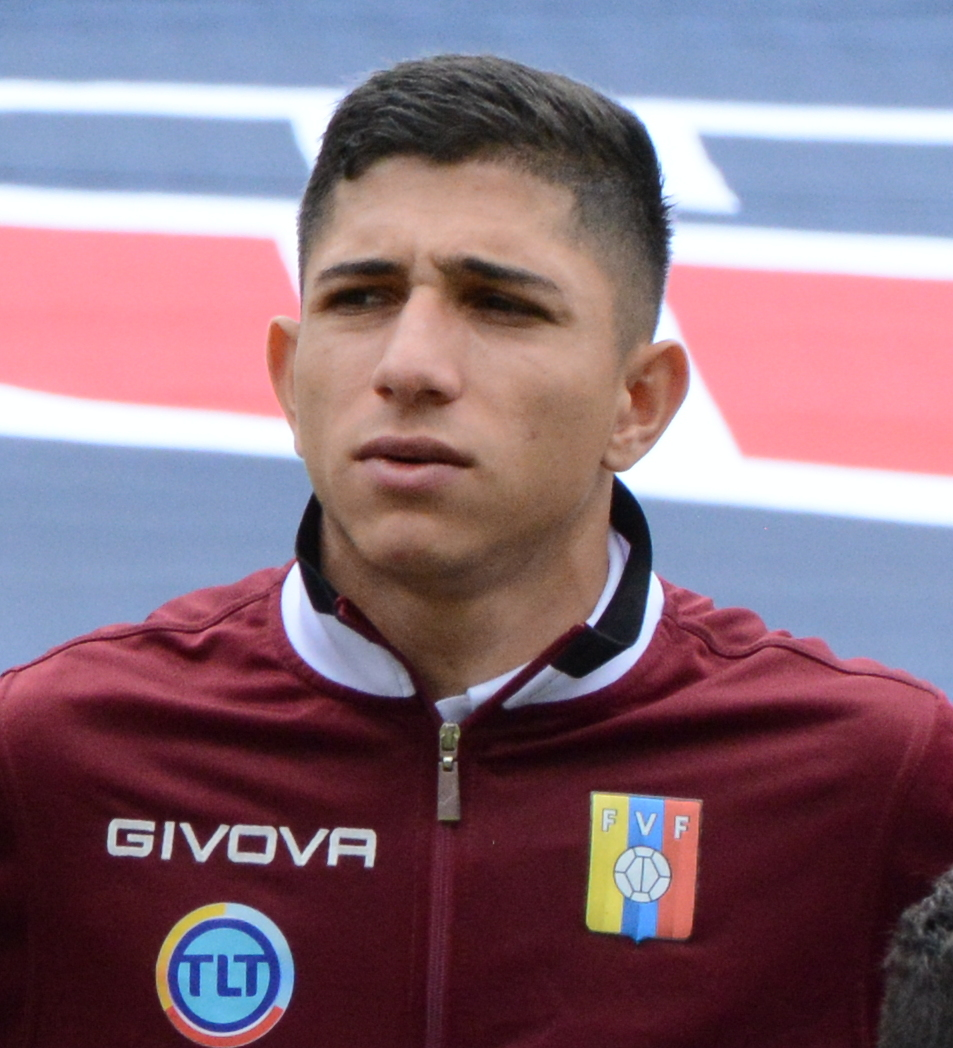
Людина-метис (європейський + індіанський)
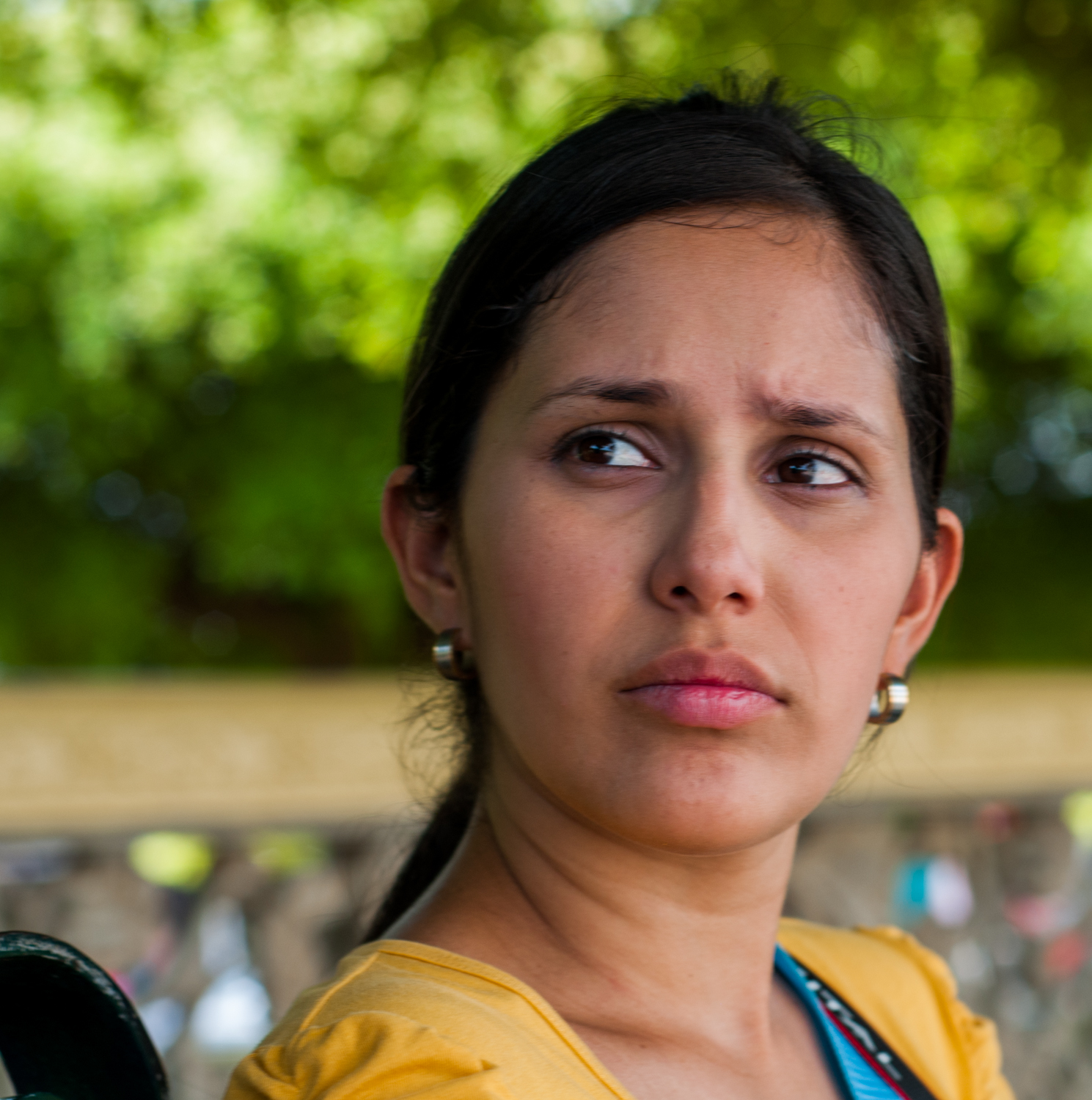
Жінка змішаної раси
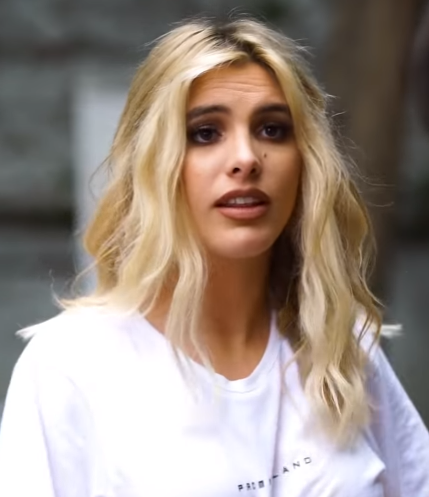
Італійсько-венесуельська біла жінка
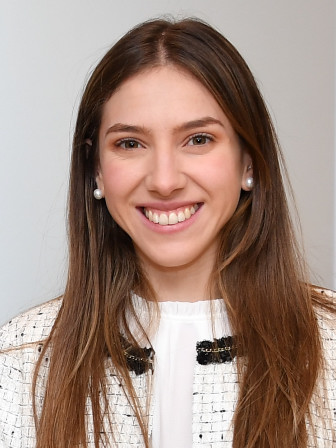
Біла жінка з Андського регіону
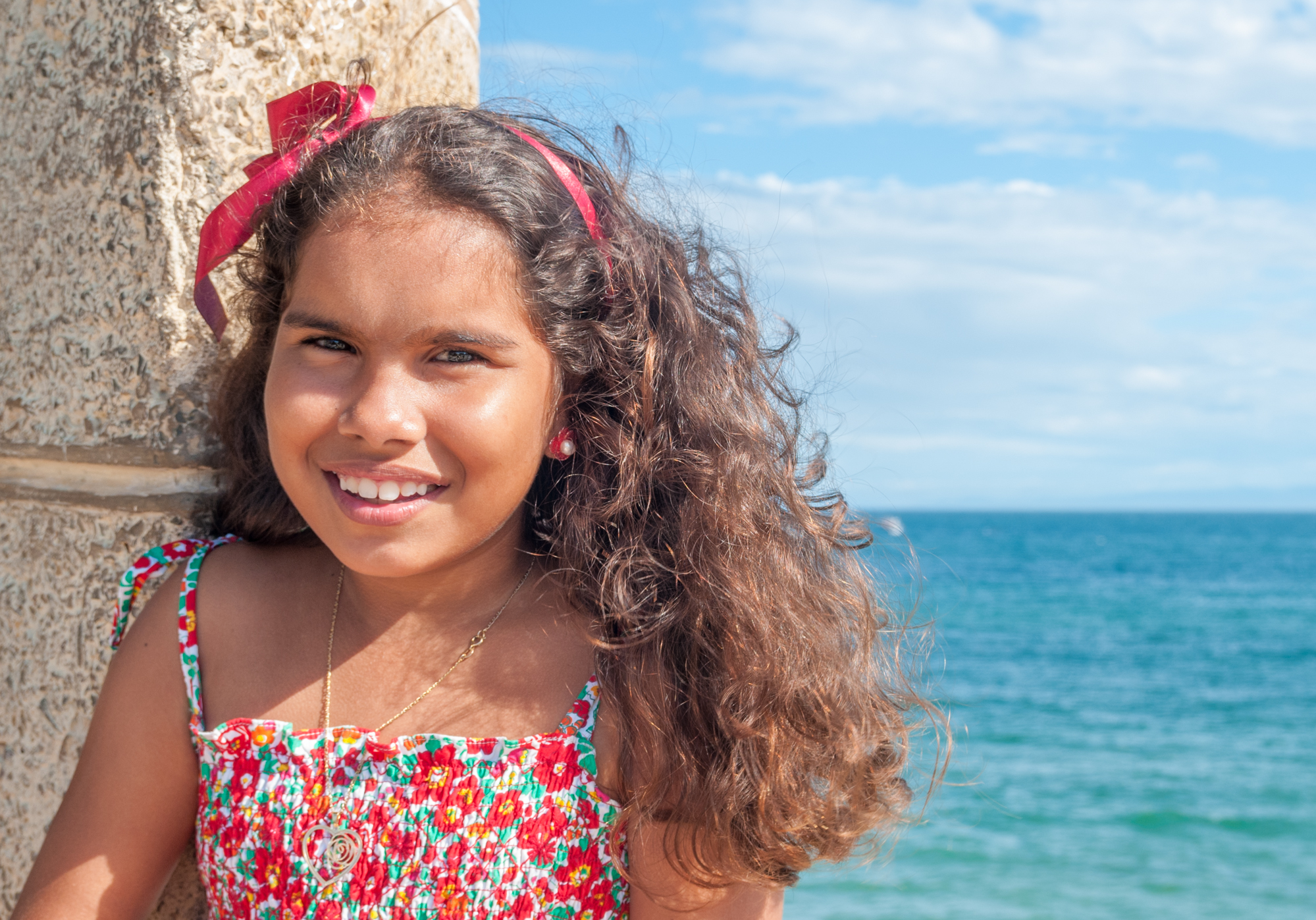
Дівчина-мулатка з узбережжя

## Культура
Культура Венесуели має іспанське, індіанське та африканське коріння, і вона зазнала сильного впливу Сполучених Штатів з середини XX століття.
Етнотип Венесуели вважається «льянеро» — житель рівнин (Льянос), що нагадує аргентинського гаучо. Велику популярність мають фольклор льянеро, їхні пісні, танці та легенди.

### Музика
Улюблений жанр фольклору льянеро — хоропо, що являє собою цілу сюїту з танців, пісень та інструментальних п'єс. У музичному супроводі беруть участь національні інструменти — маракаси (тріскачка, зроблена з висушеного гарбуза), невелика арфа і чотириструнна гітара Куатро. З інших народних танців популярні тоно льянеро (мелодія рівнин); пасільо, різновид креольського вальсу, меренге, загальний для всієї Антильської зони жанр афро-американського фольклору; і «тангіто», венесуельське аргентинське танго. Народна пісня Венесуели представлена жанрами копли (куплет) і кориди, які склалися на основі іспанського романсу.

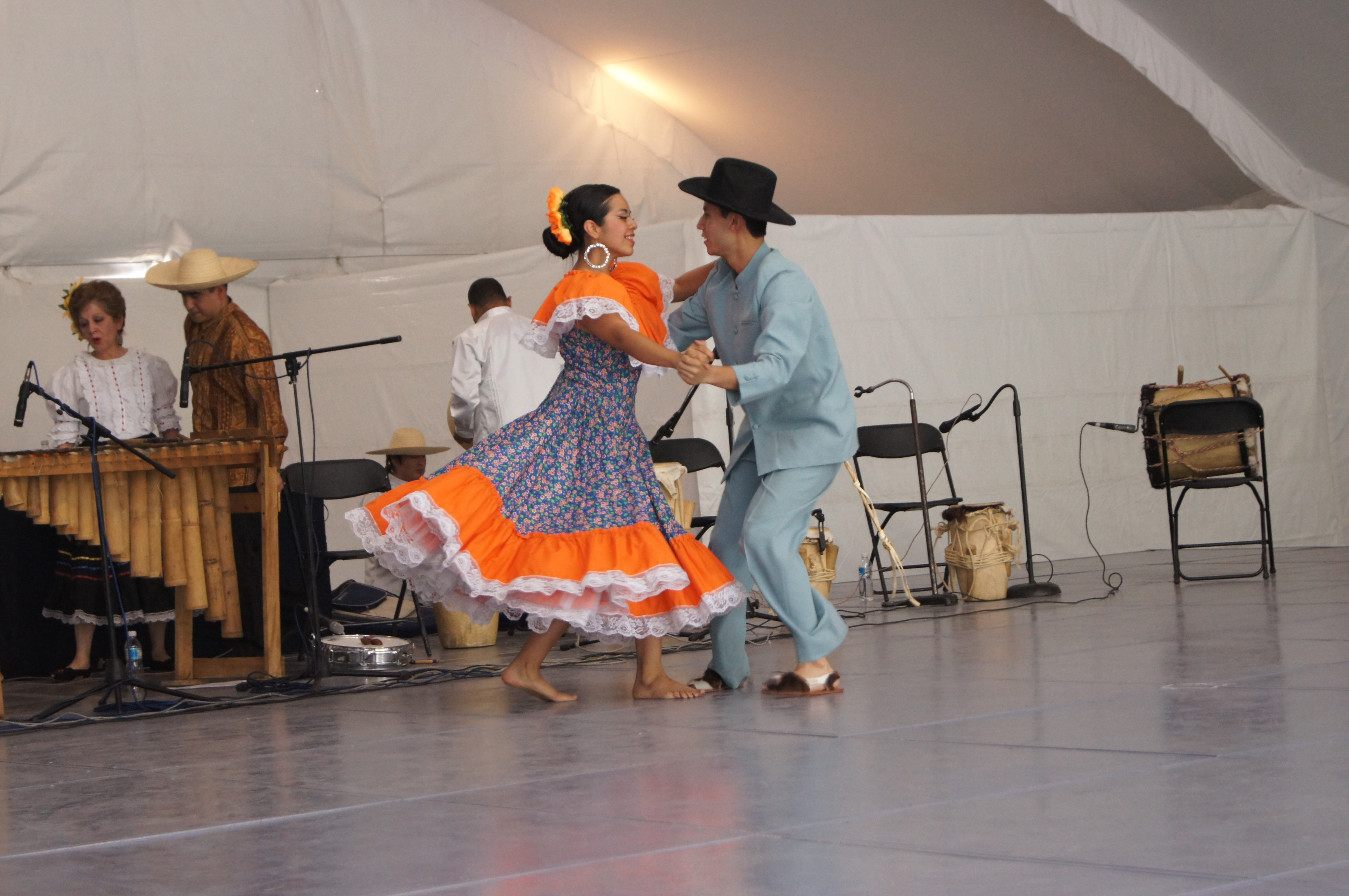
блаларини від Хоропо.

Ряд культурних організацій та установ, таких як Каракаський театр «Атенея», ведуть активну пропаганду національного мистецтва та народної музики. Багато творів народного музичного мистецтва включені до репертуару хору «Орфеон Ламас», на чолі якого довгий час стояв композитор Вісенте Еміліо Сохо (1887—1974). Сохо був також диригентом Національного симфонічного оркестру Каракаса. Інститут вивчення фольклору в Каракасі виконує роль інформаційного центру при організації регіональних фестивалів народного мистецтва. Більшість із цих фестивалів проводяться в дні релігійних свят.

### Література

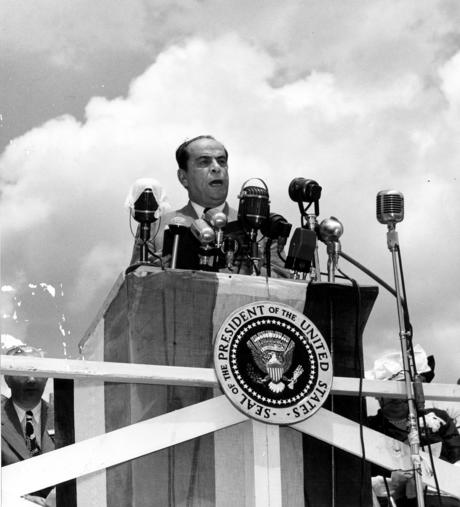
Ромуло Гальєгос — найвидатніший прозаїк та екс-президент Венесуели

### Живопис і архітектура

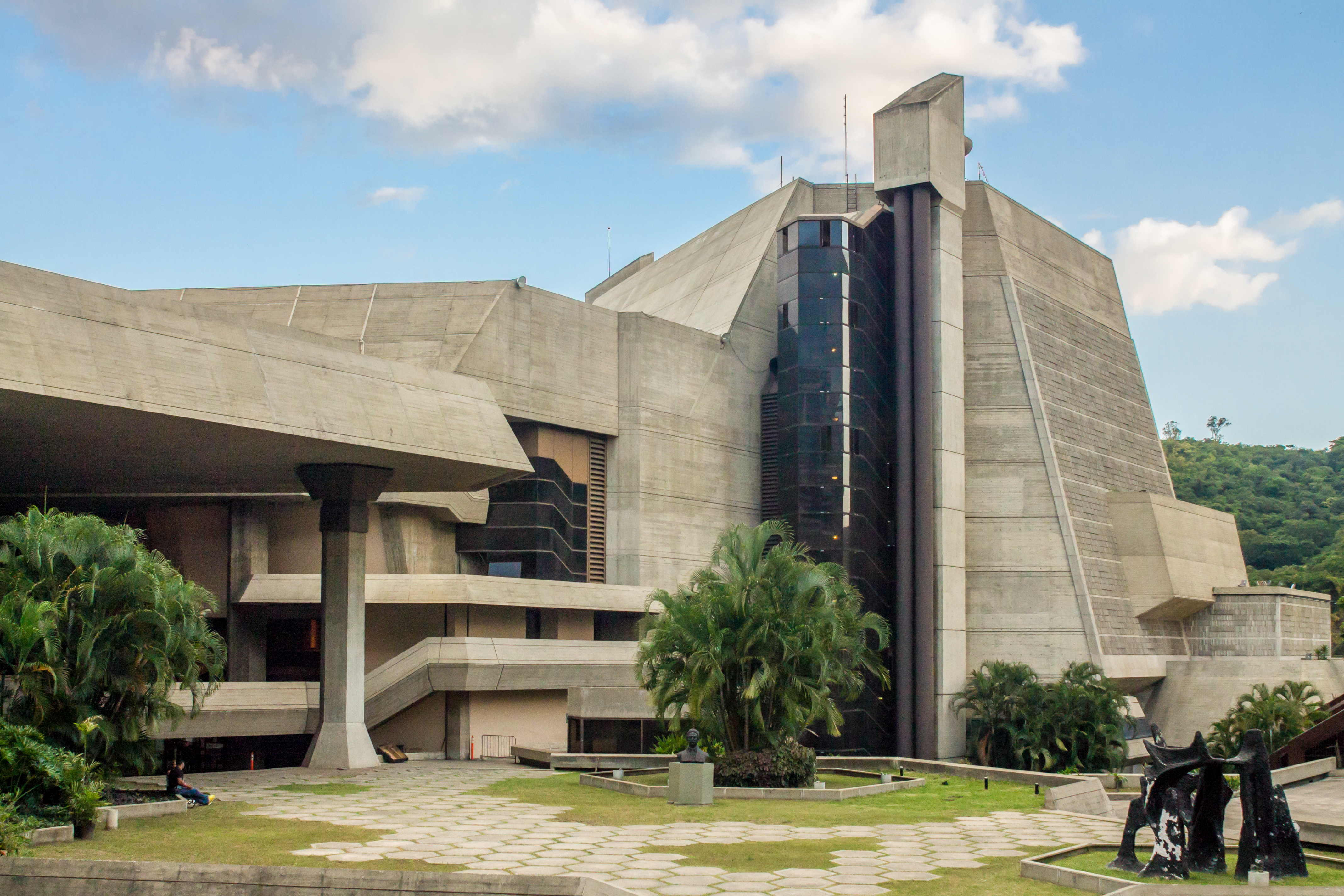
Культурний комплекс імені Тереса Карреньо, Каракас

Найбільшим венесуельським художником колоніальної епохи був Хуан Педро Лопес (1724—1787), автор церковних розписів. У XIX столітті виділяється Мартін Товар-і-Товар (1828—1902), що показав епізоди Війни за незалежність від Іспанської корони. Інший художник-романтик XIX століття, Артуро Мічела (1873—1898), писав великі твори на релігійні та світські сюжети. З художників 20 століття найвідоміший Тіто Салас (1889—1974). Серед молодшого покоління художників одним з найбільш обдарованих вважається Освальдо Вігас. Популярністю користуються скульптори Алехандро Коліна і Франсіско Нарваес (народився 1908). Центром образотворчого мистецтва Венесуели є Музей образотворчих мистецтв в Каракасі.
Венесуела була однією з найбідніших іспанських колоній, тому тут немає видатних пам'яток колоніальної архітектури. Нечисленні приклади будівель цього періоду можна знайти в столиці, а також у старих містах Мерида і Валенсія. З початком нафтового буму з'явилося безліч творінь сучасних архітекторів. Це нове джерело багатства стимулювало бурхливе будівництво, особливо в Каракасі.